# Campionato svizzero di tennistavolo
Il campionato svizzero di tennistavolo maschile è posto sotto l'egida della Swiss Table Tennis ed è suddiviso in leghe. La Lega Nazionale A è il massimo campionato ponghista della Svizzera per importanza ed è seguito per gerarchia dalla Lega Nazionale B.

## Campionato
Il Campionato si tiene a partire solitamente da metà settembre fine alla fine di maggio dell'anno successivo. Le squadre si affrontano in un turno di andata e ritorno (2 partite) che ne determina la posizione in classifica.

## Divisioni
Le divisioni del campionato sono riassumibili principalmente in due tronconi:
- La Lega Nazionale gestita dalla Swiss Table Tennis:
  - La massima divisione, la Lega Nazionale A
  - Lega Nazionale B
  - Lega Nazionale C

- La Lega Regionale gestita dalle singole associazioni regionali:
  - Prima Lega
  - Seconda Lega
  - Terza Lega
  - Quarta Lega
  - Quinta Lega
  - Sesta Lega

Riassumendo, il campionato è così schematizzato:
| Livello          | Divisione | Divisione | Divisione | Divisione | Divisione | Divisione | Divisione | Divisione | Divisione | Divisione | Divisione | Divisione | Divisione | Divisione | Divisione | Divisione | Divisione | Divisione | Divisione | Divisione | Divisione | Divisione | Divisione | Divisione | Divisione | Divisione | Divisione | Divisione | Divisione | Divisione | Divisione | Divisione | Divisione | Divisione | Divisione | Divisione | Divisione | Divisione | Divisione | Divisione | Divisione | Divisione | Divisione | Divisione | Divisione | Divisione | Divisione | Divisione | Divisione | Divisione | Divisione | Divisione | Divisione | Divisione | Divisione | Divisione | Divisione | Divisione | Divisione | Divisione | Divisione | Divisione | Divisione | Divisione | Divisione | Divisione | Divisione | Divisione | Divisione | Divisione | Divisione | Divisione | Divisione | Divisione | Divisione | Divisione | Divisione | Divisione | Divisione | Divisione | Divisione | Divisione | Divisione | Divisione | Divisione | Divisione | Divisione | Divisione | Divisione | Divisione | Divisione | Divisione | Divisione | Divisione | Divisione | Divisione | Divisione | Divisione | Divisione | Divisione | Divisione | Divisione | Divisione | Divisione | Divisione | Divisione | Divisione | Divisione | Divisione | Divisione | Divisione | Divisione | Divisione | Divisione | Divisione | Divisione | Divisione | Divisione | Divisione | Divisione | Divisione | Divisione | Divisione | Divisione | Divisione | Divisione | Divisione | Divisione | Divisione | Divisione | Divisione | Divisione | Divisione | Divisione | Divisione | Divisione | Divisione | Divisione | Divisione | Divisione | Divisione | Divisione | Divisione | Divisione | Divisione | Divisione | Divisione | Divisione | Divisione | Divisione | Divisione | Divisione | Divisione | Divisione | Divisione | Divisione | Divisione | Divisione | Divisione | Divisione | Divisione | Divisione | Divisione | Divisione | Divisione | Divisione | Divisione | Divisione |
| ---------------- | --- | --- | --- | --- | --- | --- | --- | --- | --- | --- | --- | --- | --- | --- | --- | --- | --- | --- | --- | --- | --- | --- | --- | --- | --- | --- | --- | --- | --- | --- | --- | --- | --- | --- | --- | --- | --- | --- | --- | --- | --- | --- | --- | --- | --- | --- | --- | --- | --- | --- | --- | --- | --- | --- | --- | --- | --- | --- | --- | --- | --- | --- | --- | --- | --- | --- | --- | --- | --- | --- | --- | --- | --- | --- | --- | --- | --- | --- | --- | --- | --- | --- | --- | --- | --- | --- | --- | --- | --- | --- | --- | --- | --- | --- | --- | --- | --- | --- | --- | --- | --- | --- | --- | --- | --- | --- | --- | --- | --- | --- | --- | --- | --- | --- | --- | --- | --- | --- | --- | --- | --- | --- | --- | --- | --- | --- | --- | --- | --- | --- | --- | --- | --- | --- | --- | --- | --- | --- | --- | --- | --- | --- | --- | --- | --- | --- | --- | --- | --- | --- | --- | --- | --- | --- | --- | --- | --- | --- | --- | --- | --- | --- | --- | --- | --- | --- | --- | --- |
| 1 Lega Nazionale | Lega Nazionale A 8 squadre | Lega Nazionale A 8 squadre | Lega Nazionale A 8 squadre | Lega Nazionale A 8 squadre | Lega Nazionale A 8 squadre | Lega Nazionale A 8 squadre | Lega Nazionale A 8 squadre | Lega Nazionale A 8 squadre | Lega Nazionale A 8 squadre | Lega Nazionale A 8 squadre | Lega Nazionale A 8 squadre | Lega Nazionale A 8 squadre | Lega Nazionale A 8 squadre | Lega Nazionale A 8 squadre | Lega Nazionale A 8 squadre | Lega Nazionale A 8 squadre | Lega Nazionale A 8 squadre | Lega Nazionale A 8 squadre | Lega Nazionale A 8 squadre | Lega Nazionale A 8 squadre | Lega Nazionale A 8 squadre | Lega Nazionale A 8 squadre | Lega Nazionale A 8 squadre | Lega Nazionale A 8 squadre | Lega Nazionale A 8 squadre | Lega Nazionale A 8 squadre | Lega Nazionale A 8 squadre | Lega Nazionale A 8 squadre | Lega Nazionale A 8 squadre | Lega Nazionale A 8 squadre | Lega Nazionale A 8 squadre | Lega Nazionale A 8 squadre | Lega Nazionale A 8 squadre | Lega Nazionale A 8 squadre | Lega Nazionale A 8 squadre | Lega Nazionale A 8 squadre | Lega Nazionale A 8 squadre | Lega Nazionale A 8 squadre | Lega Nazionale A 8 squadre | Lega Nazionale A 8 squadre | Lega Nazionale A 8 squadre | Lega Nazionale A 8 squadre | Lega Nazionale A 8 squadre | Lega Nazionale A 8 squadre | Lega Nazionale A 8 squadre | Lega Nazionale A 8 squadre | Lega Nazionale A 8 squadre | Lega Nazionale A 8 squadre | Lega Nazionale A 8 squadre | Lega Nazionale A 8 squadre | Lega Nazionale A 8 squadre | Lega Nazionale A 8 squadre | Lega Nazionale A 8 squadre | Lega Nazionale A 8 squadre | Lega Nazionale A 8 squadre | Lega Nazionale A 8 squadre | Lega Nazionale A 8 squadre | Lega Nazionale A 8 squadre | Lega Nazionale A 8 squadre | Lega Nazionale A 8 squadre | Lega Nazionale A 8 squadre | Lega Nazionale A 8 squadre | Lega Nazionale A 8 squadre | Lega Nazionale A 8 squadre | Lega Nazionale A 8 squadre | Lega Nazionale A 8 squadre | Lega Nazionale A 8 squadre | Lega Nazionale A 8 squadre | Lega Nazionale A 8 squadre | Lega Nazionale A 8 squadre | Lega Nazionale A 8 squadre | Lega Nazionale A 8 squadre | Lega Nazionale A 8 squadre | Lega Nazionale A 8 squadre | Lega Nazionale A 8 squadre | Lega Nazionale A 8 squadre | Lega Nazionale A 8 squadre | Lega Nazionale A 8 squadre | Lega Nazionale A 8 squadre | Lega Nazionale A 8 squadre | Lega Nazionale A 8 squadre | Lega Nazionale A 8 squadre | Lega Nazionale A 8 squadre | Lega Nazionale A 8 squadre | Lega Nazionale A 8 squadre | Lega Nazionale A 8 squadre | Lega Nazionale A 8 squadre | Lega Nazionale A 8 squadre | Lega Nazionale A 8 squadre | Lega Nazionale A 8 squadre | Lega Nazionale A 8 squadre | Lega Nazionale A 8 squadre | Lega Nazionale A 8 squadre | Lega Nazionale A 8 squadre | Lega Nazionale A 8 squadre | Lega Nazionale A 8 squadre | Lega Nazionale A 8 squadre | Lega Nazionale A 8 squadre | Lega Nazionale A 8 squadre | Lega Nazionale A 8 squadre | Lega Nazionale A 8 squadre | Lega Nazionale A 8 squadre | Lega Nazionale A 8 squadre | Lega Nazionale A 8 squadre | Lega Nazionale A 8 squadre | Lega Nazionale A 8 squadre | Lega Nazionale A 8 squadre | Lega Nazionale A 8 squadre | Lega Nazionale A 8 squadre | Lega Nazionale A 8 squadre | Lega Nazionale A 8 squadre | Lega Nazionale A 8 squadre | Lega Nazionale A 8 squadre | Lega Nazionale A 8 squadre | Lega Nazionale A 8 squadre | Lega Nazionale A 8 squadre | Lega Nazionale A 8 squadre | Lega Nazionale A 8 squadre | Lega Nazionale A 8 squadre | Lega Nazionale A 8 squadre | Lega Nazionale A 8 squadre | Lega Nazionale A 8 squadre | Lega Nazionale A 8 squadre | Lega Nazionale A 8 squadre | Lega Nazionale A 8 squadre | Lega Nazionale A 8 squadre | Lega Nazionale A 8 squadre | Lega Nazionale A 8 squadre | Lega Nazionale A 8 squadre | Lega Nazionale A 8 squadre | Lega Nazionale A 8 squadre | Lega Nazionale A 8 squadre | Lega Nazionale A 8 squadre | Lega Nazionale A 8 squadre | Lega Nazionale A 8 squadre | Lega Nazionale A 8 squadre | Lega Nazionale A 8 squadre | Lega Nazionale A 8 squadre | Lega Nazionale A 8 squadre | Lega Nazionale A 8 squadre | Lega Nazionale A 8 squadre | Lega Nazionale A 8 squadre | Lega Nazionale A 8 squadre | Lega Nazionale A 8 squadre | Lega Nazionale A 8 squadre | Lega Nazionale A 8 squadre | Lega Nazionale A 8 squadre | Lega Nazionale A 8 squadre | Lega Nazionale A 8 squadre | Lega Nazionale A 8 squadre | Lega Nazionale A 8 squadre | Lega Nazionale A 8 squadre | Lega Nazionale A 8 squadre | Lega Nazionale A 8 squadre | Lega Nazionale A 8 squadre | Lega Nazionale A 8 squadre | Lega Nazionale A 8 squadre | Lega Nazionale A 8 squadre | Lega Nazionale A 8 squadre | Lega Nazionale A 8 squadre | Lega Nazionale A 8 squadre | Lega Nazionale A 8 squadre | Lega Nazionale A 8 squadre | Lega Nazionale A 8 squadre | Lega Nazionale A 8 squadre | Lega Nazionale A 8 squadre | Lega Nazionale A 8 squadre | Lega Nazionale A 8 squadre |
| 2 Lega Nazionale | Lega Nazionale B Gr. 1 8 squadre | Lega Nazionale B Gr. 1 8 squadre | Lega Nazionale B Gr. 1 8 squadre | Lega Nazionale B Gr. 1 8 squadre | Lega Nazionale B Gr. 1 8 squadre | Lega Nazionale B Gr. 1 8 squadre | Lega Nazionale B Gr. 1 8 squadre | Lega Nazionale B Gr. 1 8 squadre | Lega Nazionale B Gr. 1 8 squadre | Lega Nazionale B Gr. 1 8 squadre | Lega Nazionale B Gr. 1 8 squadre | Lega Nazionale B Gr. 1 8 squadre | Lega Nazionale B Gr. 1 8 squadre | Lega Nazionale B Gr. 1 8 squadre | Lega Nazionale B Gr. 1 8 squadre | Lega Nazionale B Gr. 1 8 squadre | Lega Nazionale B Gr. 1 8 squadre | Lega Nazionale B Gr. 1 8 squadre | Lega Nazionale B Gr. 1 8 squadre | Lega Nazionale B Gr. 1 8 squadre | Lega Nazionale B Gr. 1 8 squadre | Lega Nazionale B Gr. 1 8 squadre | Lega Nazionale B Gr. 1 8 squadre | Lega Nazionale B Gr. 1 8 squadre | Lega Nazionale B Gr. 1 8 squadre | Lega Nazionale B Gr. 1 8 squadre | Lega Nazionale B Gr. 1 8 squadre | Lega Nazionale B Gr. 1 8 squadre | Lega Nazionale B Gr. 1 8 squadre | Lega Nazionale B Gr. 1 8 squadre | Lega Nazionale B Gr. 1 8 squadre | Lega Nazionale B Gr. 1 8 squadre | Lega Nazionale B Gr. 1 8 squadre | Lega Nazionale B Gr. 1 8 squadre | Lega Nazionale B Gr. 1 8 squadre | Lega Nazionale B Gr. 1 8 squadre | Lega Nazionale B Gr. 1 8 squadre | Lega Nazionale B Gr. 1 8 squadre | Lega Nazionale B Gr. 1 8 squadre | Lega Nazionale B Gr. 1 8 squadre | Lega Nazionale B Gr. 1 8 squadre | Lega Nazionale B Gr. 1 8 squadre | Lega Nazionale B Gr. 1 8 squadre | Lega Nazionale B Gr. 1 8 squadre | Lega Nazionale B Gr. 1 8 squadre | Lega Nazionale B Gr. 1 8 squadre | Lega Nazionale B Gr. 1 8 squadre | Lega Nazionale B Gr. 1 8 squadre | Lega Nazionale B Gr. 1 8 squadre | Lega Nazionale B Gr. 1 8 squadre | Lega Nazionale B Gr. 1 8 squadre | Lega Nazionale B Gr. 1 8 squadre | Lega Nazionale B Gr. 1 8 squadre | Lega Nazionale B Gr. 1 8 squadre | Lega Nazionale B Gr. 1 8 squadre | Lega Nazionale B Gr. 1 8 squadre | Lega Nazionale B Gr. 1 8 squadre | Lega Nazionale B Gr. 1 8 squadre | Lega Nazionale B Gr. 1 8 squadre | Lega Nazionale B Gr. 1 8 squadre | Lega Nazionale B Gr. 1 8 squadre | Lega Nazionale B Gr. 1 8 squadre | Lega Nazionale B Gr. 1 8 squadre | Lega Nazionale B Gr. 1 8 squadre | Lega Nazionale B Gr. 1 8 squadre | Lega Nazionale B Gr. 1 8 squadre | Lega Nazionale B Gr. 1 8 squadre | Lega Nazionale B Gr. 1 8 squadre | Lega Nazionale B Gr. 1 8 squadre | Lega Nazionale B Gr. 1 8 squadre | Lega Nazionale B Gr. 1 8 squadre | Lega Nazionale B Gr. 1 8 squadre | Lega Nazionale B Gr. 1 8 squadre | Lega Nazionale B Gr. 1 8 squadre | Lega Nazionale B Gr. 1 8 squadre | Lega Nazionale B Gr. 1 8 squadre | Lega Nazionale B Gr. 1 8 squadre | Lega Nazionale B Gr. 1 8 squadre | Lega Nazionale B Gr. 1 8 squadre | Lega Nazionale B Gr. 1 8 squadre | Lega Nazionale B Gr. 1 8 squadre | Lega Nazionale B Gr. 1 8 squadre | Lega Nazionale B Gr. 1 8 squadre | Lega Nazionale B Gr. 1 8 squadre | Lega Nazionale B Gr. 2 8 squadre | Lega Nazionale B Gr. 2 8 squadre | Lega Nazionale B Gr. 2 8 squadre | Lega Nazionale B Gr. 2 8 squadre | Lega Nazionale B Gr. 2 8 squadre | Lega Nazionale B Gr. 2 8 squadre | Lega Nazionale B Gr. 2 8 squadre | Lega Nazionale B Gr. 2 8 squadre | Lega Nazionale B Gr. 2 8 squadre | Lega Nazionale B Gr. 2 8 squadre | Lega Nazionale B Gr. 2 8 squadre | Lega Nazionale B Gr. 2 8 squadre | Lega Nazionale B Gr. 2 8 squadre | Lega Nazionale B Gr. 2 8 squadre | Lega Nazionale B Gr. 2 8 squadre | Lega Nazionale B Gr. 2 8 squadre | Lega Nazionale B Gr. 2 8 squadre | Lega Nazionale B Gr. 2 8 squadre | Lega Nazionale B Gr. 2 8 squadre | Lega Nazionale B Gr. 2 8 squadre | Lega Nazionale B Gr. 2 8 squadre | Lega Nazionale B Gr. 2 8 squadre | Lega Nazionale B Gr. 2 8 squadre | Lega Nazionale B Gr. 2 8 squadre | Lega Nazionale B Gr. 2 8 squadre | Lega Nazionale B Gr. 2 8 squadre | Lega Nazionale B Gr. 2 8 squadre | Lega Nazionale B Gr. 2 8 squadre | Lega Nazionale B Gr. 2 8 squadre | Lega Nazionale B Gr. 2 8 squadre | Lega Nazionale B Gr. 2 8 squadre | Lega Nazionale B Gr. 2 8 squadre | Lega Nazionale B Gr. 2 8 squadre | Lega Nazionale B Gr. 2 8 squadre | Lega Nazionale B Gr. 2 8 squadre | Lega Nazionale B Gr. 2 8 squadre | Lega Nazionale B Gr. 2 8 squadre | Lega Nazionale B Gr. 2 8 squadre | Lega Nazionale B Gr. 2 8 squadre | Lega Nazionale B Gr. 2 8 squadre | Lega Nazionale B Gr. 2 8 squadre | Lega Nazionale B Gr. 2 8 squadre | Lega Nazionale B Gr. 2 8 squadre | Lega Nazionale B Gr. 2 8 squadre | Lega Nazionale B Gr. 2 8 squadre | Lega Nazionale B Gr. 2 8 squadre | Lega Nazionale B Gr. 2 8 squadre | Lega Nazionale B Gr. 2 8 squadre | Lega Nazionale B Gr. 2 8 squadre | Lega Nazionale B Gr. 2 8 squadre | Lega Nazionale B Gr. 2 8 squadre | Lega Nazionale B Gr. 2 8 squadre | Lega Nazionale B Gr. 2 8 squadre | Lega Nazionale B Gr. 2 8 squadre | Lega Nazionale B Gr. 2 8 squadre | Lega Nazionale B Gr. 2 8 squadre | Lega Nazionale B Gr. 2 8 squadre | Lega Nazionale B Gr. 2 8 squadre | Lega Nazionale B Gr. 2 8 squadre | Lega Nazionale B Gr. 2 8 squadre | Lega Nazionale B Gr. 2 8 squadre | Lega Nazionale B Gr. 2 8 squadre | Lega Nazionale B Gr. 2 8 squadre | Lega Nazionale B Gr. 2 8 squadre | Lega Nazionale B Gr. 2 8 squadre | Lega Nazionale B Gr. 2 8 squadre | Lega Nazionale B Gr. 2 8 squadre | Lega Nazionale B Gr. 2 8 squadre | Lega Nazionale B Gr. 2 8 squadre | Lega Nazionale B Gr. 2 8 squadre | Lega Nazionale B Gr. 2 8 squadre | Lega Nazionale B Gr. 2 8 squadre | Lega Nazionale B Gr. 2 8 squadre | Lega Nazionale B Gr. 2 8 squadre | Lega Nazionale B Gr. 2 8 squadre | Lega Nazionale B Gr. 2 8 squadre | Lega Nazionale B Gr. 2 8 squadre | Lega Nazionale B Gr. 2 8 squadre | Lega Nazionale B Gr. 2 8 squadre | Lega Nazionale B Gr. 2 8 squadre | Lega Nazionale B Gr. 2 8 squadre | Lega Nazionale B Gr. 2 8 squadre | Lega Nazionale B Gr. 2 8 squadre | Lega Nazionale B Gr. 2 8 squadre |
| 3 Lega Nazionale | Lega Nazionale C Gr. 1 8 squadre | Lega Nazionale C Gr. 1 8 squadre | Lega Nazionale C Gr. 1 8 squadre | Lega Nazionale C Gr. 1 8 squadre | Lega Nazionale C Gr. 1 8 squadre | Lega Nazionale C Gr. 1 8 squadre | Lega Nazionale C Gr. 1 8 squadre | Lega Nazionale C Gr. 1 8 squadre | Lega Nazionale C Gr. 1 8 squadre | Lega Nazionale C Gr. 1 8 squadre | Lega Nazionale C Gr. 1 8 squadre | Lega Nazionale C Gr. 1 8 squadre | Lega Nazionale C Gr. 1 8 squadre | Lega Nazionale C Gr. 1 8 squadre | Lega Nazionale C Gr. 1 8 squadre | Lega Nazionale C Gr. 1 8 squadre | Lega Nazionale C Gr. 1 8 squadre | Lega Nazionale C Gr. 1 8 squadre | Lega Nazionale C Gr. 1 8 squadre | Lega Nazionale C Gr. 1 8 squadre | Lega Nazionale C Gr. 1 8 squadre | Lega Nazionale C Gr. 1 8 squadre | Lega Nazionale C Gr. 1 8 squadre | Lega Nazionale C Gr. 1 8 squadre | Lega Nazionale C Gr. 1 8 squadre | Lega Nazionale C Gr. 1 8 squadre | Lega Nazionale C Gr. 1 8 squadre | Lega Nazionale C Gr. 1 8 squadre | Lega Nazionale C Gr. 1 8 squadre | Lega Nazionale C Gr. 1 8 squadre | Lega Nazionale C Gr. 1 8 squadre | Lega Nazionale C Gr. 1 8 squadre | Lega Nazionale C Gr. 1 8 squadre | Lega Nazionale C Gr. 1 8 squadre | Lega Nazionale C Gr. 1 8 squadre | Lega Nazionale C Gr. 1 8 squadre | Lega Nazionale C Gr. 1 8 squadre | Lega Nazionale C Gr. 1 8 squadre | Lega Nazionale C Gr. 1 8 squadre | Lega Nazionale C Gr. 1 8 squadre | Lega Nazionale C Gr. 1 8 squadre | Lega Nazionale C Gr. 1 8 squadre | Lega Nazionale C Gr. 2 8 squadre | Lega Nazionale C Gr. 2 8 squadre | Lega Nazionale C Gr. 2 8 squadre | Lega Nazionale C Gr. 2 8 squadre | Lega Nazionale C Gr. 2 8 squadre | Lega Nazionale C Gr. 2 8 squadre | Lega Nazionale C Gr. 2 8 squadre | Lega Nazionale C Gr. 2 8 squadre | Lega Nazionale C Gr. 2 8 squadre | Lega Nazionale C Gr. 2 8 squadre | Lega Nazionale C Gr. 2 8 squadre | Lega Nazionale C Gr. 2 8 squadre | Lega Nazionale C Gr. 2 8 squadre | Lega Nazionale C Gr. 2 8 squadre | Lega Nazionale C Gr. 2 8 squadre | Lega Nazionale C Gr. 2 8 squadre | Lega Nazionale C Gr. 2 8 squadre | Lega Nazionale C Gr. 2 8 squadre | Lega Nazionale C Gr. 2 8 squadre | Lega Nazionale C Gr. 2 8 squadre | Lega Nazionale C Gr. 2 8 squadre | Lega Nazionale C Gr. 2 8 squadre | Lega Nazionale C Gr. 2 8 squadre | Lega Nazionale C Gr. 2 8 squadre | Lega Nazionale C Gr. 2 8 squadre | Lega Nazionale C Gr. 2 8 squadre | Lega Nazionale C Gr. 2 8 squadre | Lega Nazionale C Gr. 2 8 squadre | Lega Nazionale C Gr. 2 8 squadre | Lega Nazionale C Gr. 2 8 squadre | Lega Nazionale C Gr. 2 8 squadre | Lega Nazionale C Gr. 2 8 squadre | Lega Nazionale C Gr. 2 8 squadre | Lega Nazionale C Gr. 2 8 squadre | Lega Nazionale C Gr. 2 8 squadre | Lega Nazionale C Gr. 2 8 squadre | Lega Nazionale C Gr. 2 8 squadre | Lega Nazionale C Gr. 2 8 squadre | Lega Nazionale C Gr. 2 8 squadre | Lega Nazionale C Gr. 2 8 squadre | Lega Nazionale C Gr. 2 8 squadre | Lega Nazionale C Gr. 2 8 squadre | Lega Nazionale C Gr. 3 8 squadre | Lega Nazionale C Gr. 3 8 squadre | Lega Nazionale C Gr. 3 8 squadre | Lega Nazionale C Gr. 3 8 squadre | Lega Nazionale C Gr. 3 8 squadre | Lega Nazionale C Gr. 3 8 squadre | Lega Nazionale C Gr. 3 8 squadre | Lega Nazionale C Gr. 3 8 squadre | Lega Nazionale C Gr. 3 8 squadre | Lega Nazionale C Gr. 3 8 squadre | Lega Nazionale C Gr. 3 8 squadre | Lega Nazionale C Gr. 3 8 squadre | Lega Nazionale C Gr. 3 8 squadre | Lega Nazionale C Gr. 3 8 squadre | Lega Nazionale C Gr. 3 8 squadre | Lega Nazionale C Gr. 3 8 squadre | Lega Nazionale C Gr. 3 8 squadre | Lega Nazionale C Gr. 3 8 squadre | Lega Nazionale C Gr. 3 8 squadre | Lega Nazionale C Gr. 3 8 squadre | Lega Nazionale C Gr. 3 8 squadre | Lega Nazionale C Gr. 3 8 squadre | Lega Nazionale C Gr. 3 8 squadre | Lega Nazionale C Gr. 3 8 squadre | Lega Nazionale C Gr. 3 8 squadre | Lega Nazionale C Gr. 3 8 squadre | Lega Nazionale C Gr. 3 8 squadre | Lega Nazionale C Gr. 3 8 squadre | Lega Nazionale C Gr. 3 8 squadre | Lega Nazionale C Gr. 3 8 squadre | Lega Nazionale C Gr. 3 8 squadre | Lega Nazionale C Gr. 3 8 squadre | Lega Nazionale C Gr. 3 8 squadre | Lega Nazionale C Gr. 3 8 squadre | Lega Nazionale C Gr. 3 8 squadre | Lega Nazionale C Gr. 3 8 squadre | Lega Nazionale C Gr. 3 8 squadre | Lega Nazionale C Gr. 3 8 squadre | Lega Nazionale C Gr. 3 8 squadre | Lega Nazionale C Gr. 3 8 squadre | Lega Nazionale C Gr. 3 8 squadre | Lega Nazionale C Gr. 3 8 squadre | Lega Nazionale C Gr. 4 8 squadre | Lega Nazionale C Gr. 4 8 squadre | Lega Nazionale C Gr. 4 8 squadre | Lega Nazionale C Gr. 4 8 squadre | Lega Nazionale C Gr. 4 8 squadre | Lega Nazionale C Gr. 4 8 squadre | Lega Nazionale C Gr. 4 8 squadre | Lega Nazionale C Gr. 4 8 squadre | Lega Nazionale C Gr. 4 8 squadre | Lega Nazionale C Gr. 4 8 squadre | Lega Nazionale C Gr. 4 8 squadre | Lega Nazionale C Gr. 4 8 squadre | Lega Nazionale C Gr. 4 8 squadre | Lega Nazionale C Gr. 4 8 squadre | Lega Nazionale C Gr. 4 8 squadre | Lega Nazionale C Gr. 4 8 squadre | Lega Nazionale C Gr. 4 8 squadre | Lega Nazionale C Gr. 4 8 squadre | Lega Nazionale C Gr. 4 8 squadre | Lega Nazionale C Gr. 4 8 squadre | Lega Nazionale C Gr. 4 8 squadre | Lega Nazionale C Gr. 4 8 squadre | Lega Nazionale C Gr. 4 8 squadre | Lega Nazionale C Gr. 4 8 squadre | Lega Nazionale C Gr. 4 8 squadre | Lega Nazionale C Gr. 4 8 squadre | Lega Nazionale C Gr. 4 8 squadre | Lega Nazionale C Gr. 4 8 squadre | Lega Nazionale C Gr. 4 8 squadre | Lega Nazionale C Gr. 4 8 squadre | Lega Nazionale C Gr. 4 8 squadre | Lega Nazionale C Gr. 4 8 squadre | Lega Nazionale C Gr. 4 8 squadre | Lega Nazionale C Gr. 4 8 squadre | Lega Nazionale C Gr. 4 8 squadre | Lega Nazionale C Gr. 4 8 squadre | Lega Nazionale C Gr. 4 8 squadre | Lega Nazionale C Gr. 4 8 squadre | Lega Nazionale C Gr. 4 8 squadre | Lega Nazionale C Gr. 4 8 squadre | Lega Nazionale C Gr. 4 8 squadre | Lega Nazionale C Gr. 4 8 squadre |
| 4 Lega Regionale | 1. Lega AGTT Gr. 1 - 10 squadre | 1. Lega AGTT Gr. 1 - 10 squadre | 1. Lega AGTT Gr. 1 - 10 squadre | 1. Lega AGTT Gr. 1 - 10 squadre | 1. Lega AGTT Gr. 1 - 10 squadre | 1. Lega AGTT Gr. 1 - 10 squadre | 1. Lega AGTT Gr. 1 - 10 squadre | 1. Lega AGTT Gr. 1 - 10 squadre | 1. Lega AGTT Gr. 1 - 10 squadre | 1. Lega AGTT Gr. 1 - 10 squadre | 1. Lega AGTT Gr. 1 - 10 squadre | 1. Lega AGTT Gr. 1 - 10 squadre | 1. Lega AGTT Gr. 1 - 10 squadre | 1. Lega AGTT Gr. 1 - 10 squadre | 1. Lega AGTT Gr. 1 - 10 squadre | 1. Lega AGTT Gr. 1 - 10 squadre | 1. Lega AGTT Gr. 1 - 10 squadre | 1. Lega AGTT Gr. 1 - 10 squadre | 1. Lega AGTT Gr. 1 - 10 squadre | 1. Lega AGTT Gr. 1 - 10 squadre | 1. Lega AGTT Gr. 1 - 10 squadre | 1. Lega ANJTT Gr. 1 - 10 squadre | 1. Lega ANJTT Gr. 1 - 10 squadre | 1. Lega ANJTT Gr. 1 - 10 squadre | 1. Lega ANJTT Gr. 1 - 10 squadre | 1. Lega ANJTT Gr. 1 - 10 squadre | 1. Lega ANJTT Gr. 1 - 10 squadre | 1. Lega ANJTT Gr. 1 - 10 squadre | 1. Lega ANJTT Gr. 1 - 10 squadre | 1. Lega ANJTT Gr. 1 - 10 squadre | 1. Lega ANJTT Gr. 1 - 10 squadre | 1. Lega ANJTT Gr. 1 - 10 squadre | 1. Lega ANJTT Gr. 1 - 10 squadre | 1. Lega ANJTT Gr. 1 - 10 squadre | 1. Lega ANJTT Gr. 1 - 10 squadre | 1. Lega ANJTT Gr. 1 - 10 squadre | 1. Lega ANJTT Gr. 1 - 10 squadre | 1. Lega ANJTT Gr. 1 - 10 squadre | 1. Lega ANJTT Gr. 1 - 10 squadre | 1. Lega ANJTT Gr. 1 - 10 squadre | 1. Lega ANJTT Gr. 1 - 10 squadre | 1. Lega ANJTT Gr. 1 - 10 squadre | 1. Lega ATTT Gr. 1 - 8 squadre | 1. Lega ATTT Gr. 1 - 8 squadre | 1. Lega ATTT Gr. 1 - 8 squadre | 1. Lega ATTT Gr. 1 - 8 squadre | 1. Lega ATTT Gr. 1 - 8 squadre | 1. Lega ATTT Gr. 1 - 8 squadre | 1. Lega ATTT Gr. 1 - 8 squadre | 1. Lega ATTT Gr. 1 - 8 squadre | 1. Lega ATTT Gr. 1 - 8 squadre | 1. Lega ATTT Gr. 1 - 8 squadre | 1. Lega ATTT Gr. 1 - 8 squadre | 1. Lega ATTT Gr. 1 - 8 squadre | 1. Lega ATTT Gr. 1 - 8 squadre | 1. Lega ATTT Gr. 1 - 8 squadre | 1. Lega ATTT Gr. 1 - 8 squadre | 1. Lega ATTT Gr. 1 - 8 squadre | 1. Lega ATTT Gr. 1 - 8 squadre | 1. Lega ATTT Gr. 1 - 8 squadre | 1. Lega ATTT Gr. 1 - 8 squadre | 1. Lega ATTT Gr. 1 - 8 squadre | 1. Lega ATTT Gr. 1 - 8 squadre | 1. Lega AVVF Gr. 1 - 11 squadre | 1. Lega AVVF Gr. 1 - 11 squadre | 1. Lega AVVF Gr. 1 - 11 squadre | 1. Lega AVVF Gr. 1 - 11 squadre | 1. Lega AVVF Gr. 1 - 11 squadre | 1. Lega AVVF Gr. 1 - 11 squadre | 1. Lega AVVF Gr. 1 - 11 squadre | 1. Lega AVVF Gr. 1 - 11 squadre | 1. Lega AVVF Gr. 1 - 11 squadre | 1. Lega AVVF Gr. 1 - 11 squadre | 1. Lega AVVF Gr. 1 - 11 squadre | 1. Lega AVVF Gr. 1 - 11 squadre | 1. Lega AVVF Gr. 1 - 11 squadre | 1. Lega AVVF Gr. 1 - 11 squadre | 1. Lega AVVF Gr. 1 - 11 squadre | 1. Lega AVVF Gr. 1 - 11 squadre | 1. Lega AVVF Gr. 1 - 11 squadre | 1. Lega AVVF Gr. 1 - 11 squadre | 1. Lega AVVF Gr. 1 - 11 squadre | 1. Lega AVVF Gr. 1 - 11 squadre | 1. Lega AVVF Gr. 1 - 11 squadre | 1. Lega MTTV Gr. 1 - 8 squadre | 1. Lega MTTV Gr. 1 - 8 squadre | 1. Lega MTTV Gr. 1 - 8 squadre | 1. Lega MTTV Gr. 1 - 8 squadre | 1. Lega MTTV Gr. 1 - 8 squadre | 1. Lega MTTV Gr. 1 - 8 squadre | 1. Lega MTTV Gr. 1 - 8 squadre | 1. Lega MTTV Gr. 1 - 8 squadre | 1. Lega MTTV Gr. 1 - 8 squadre | 1. Lega MTTV Gr. 1 - 8 squadre | 1. Lega MTTV Gr. 1 - 8 squadre | 1. Lega MTTV Gr. 1 - 8 squadre | 1. Lega MTTV Gr. 1 - 8 squadre | 1. Lega MTTV Gr. 1 - 8 squadre | 1. Lega MTTV Gr. 1 - 8 squadre | 1. Lega MTTV Gr. 1 - 8 squadre | 1. Lega MTTV Gr. 1 - 8 squadre | 1. Lega MTTV Gr. 1 - 8 squadre | 1. Lega MTTV Gr. 1 - 8 squadre | 1. Lega MTTV Gr. 1 - 8 squadre | 1. Lega MTTV Gr. 1 - 8 squadre | 1. Lega NWTTV Gr. 1 - 9 squadre Gr. 2 - 9 squadre | 1. Lega NWTTV Gr. 1 - 9 squadre Gr. 2 - 9 squadre | 1. Lega NWTTV Gr. 1 - 9 squadre Gr. 2 - 9 squadre | 1. Lega NWTTV Gr. 1 - 9 squadre Gr. 2 - 9 squadre | 1. Lega NWTTV Gr. 1 - 9 squadre Gr. 2 - 9 squadre | 1. Lega NWTTV Gr. 1 - 9 squadre Gr. 2 - 9 squadre | 1. Lega NWTTV Gr. 1 - 9 squadre Gr. 2 - 9 squadre | 1. Lega NWTTV Gr. 1 - 9 squadre Gr. 2 - 9 squadre | 1. Lega NWTTV Gr. 1 - 9 squadre Gr. 2 - 9 squadre | 1. Lega NWTTV Gr. 1 - 9 squadre Gr. 2 - 9 squadre | 1. Lega NWTTV Gr. 1 - 9 squadre Gr. 2 - 9 squadre | 1. Lega NWTTV Gr. 1 - 9 squadre Gr. 2 - 9 squadre | 1. Lega NWTTV Gr. 1 - 9 squadre Gr. 2 - 9 squadre | 1. Lega NWTTV Gr. 1 - 9 squadre Gr. 2 - 9 squadre | 1. Lega NWTTV Gr. 1 - 9 squadre Gr. 2 - 9 squadre | 1. Lega NWTTV Gr. 1 - 9 squadre Gr. 2 - 9 squadre | 1. Lega NWTTV Gr. 1 - 9 squadre Gr. 2 - 9 squadre | 1. Lega NWTTV Gr. 1 - 9 squadre Gr. 2 - 9 squadre | 1. Lega NWTTV Gr. 1 - 9 squadre Gr. 2 - 9 squadre | 1. Lega NWTTV Gr. 1 - 9 squadre Gr. 2 - 9 squadre | 1. Lega NWTTV Gr. 1 - 9 squadre Gr. 2 - 9 squadre | 1. Lega OTTV Gr. 1 - 10 squadre | 1. Lega OTTV Gr. 1 - 10 squadre | 1. Lega OTTV Gr. 1 - 10 squadre | 1. Lega OTTV Gr. 1 - 10 squadre | 1. Lega OTTV Gr. 1 - 10 squadre | 1. Lega OTTV Gr. 1 - 10 squadre | 1. Lega OTTV Gr. 1 - 10 squadre | 1. Lega OTTV Gr. 1 - 10 squadre | 1. Lega OTTV Gr. 1 - 10 squadre | 1. Lega OTTV Gr. 1 - 10 squadre | 1. Lega OTTV Gr. 1 - 10 squadre | 1. Lega OTTV Gr. 1 - 10 squadre | 1. Lega OTTV Gr. 1 - 10 squadre | 1. Lega OTTV Gr. 1 - 10 squadre | 1. Lega OTTV Gr. 1 - 10 squadre | 1. Lega OTTV Gr. 1 - 10 squadre | 1. Lega OTTV Gr. 1 - 10 squadre | 1. Lega OTTV Gr. 1 - 10 squadre | 1. Lega OTTV Gr. 1 - 10 squadre | 1. Lega OTTV Gr. 1 - 10 squadre | 1. Lega OTTV Gr. 1 - 10 squadre | 1. Lega TTVI Gr. 1 - 6 squadre Gr. 2 - 6 squadre | 1. Lega TTVI Gr. 1 - 6 squadre Gr. 2 - 6 squadre | 1. Lega TTVI Gr. 1 - 6 squadre Gr. 2 - 6 squadre | 1. Lega TTVI Gr. 1 - 6 squadre Gr. 2 - 6 squadre | 1. Lega TTVI Gr. 1 - 6 squadre Gr. 2 - 6 squadre | 1. Lega TTVI Gr. 1 - 6 squadre Gr. 2 - 6 squadre | 1. Lega TTVI Gr. 1 - 6 squadre Gr. 2 - 6 squadre | 1. Lega TTVI Gr. 1 - 6 squadre Gr. 2 - 6 squadre | 1. Lega TTVI Gr. 1 - 6 squadre Gr. 2 - 6 squadre | 1. Lega TTVI Gr. 1 - 6 squadre Gr. 2 - 6 squadre | 1. Lega TTVI Gr. 1 - 6 squadre Gr. 2 - 6 squadre | 1. Lega TTVI Gr. 1 - 6 squadre Gr. 2 - 6 squadre | 1. Lega TTVI Gr. 1 - 6 squadre Gr. 2 - 6 squadre | 1. Lega TTVI Gr. 1 - 6 squadre Gr. 2 - 6 squadre | 1. Lega TTVI Gr. 1 - 6 squadre Gr. 2 - 6 squadre | 1. Lega TTVI Gr. 1 - 6 squadre Gr. 2 - 6 squadre | 1. Lega TTVI Gr. 1 - 6 squadre Gr. 2 - 6 squadre | 1. Lega TTVI Gr. 1 - 6 squadre Gr. 2 - 6 squadre | 1. Lega TTVI Gr. 1 - 6 squadre Gr. 2 - 6 squadre | 1. Lega TTVI Gr. 1 - 6 squadre Gr. 2 - 6 squadre | 1. Lega TTVI Gr. 1 - 6 squadre Gr. 2 - 6 squadre |
| 5 Lega Regionale | 2. Lega AGTT Gr. 1 - 10 squadre Gr. 2 - 10 squadre | 2. Lega AGTT Gr. 1 - 10 squadre Gr. 2 - 10 squadre | 2. Lega AGTT Gr. 1 - 10 squadre Gr. 2 - 10 squadre | 2. Lega AGTT Gr. 1 - 10 squadre Gr. 2 - 10 squadre | 2. Lega AGTT Gr. 1 - 10 squadre Gr. 2 - 10 squadre | 2. Lega AGTT Gr. 1 - 10 squadre Gr. 2 - 10 squadre | 2. Lega AGTT Gr. 1 - 10 squadre Gr. 2 - 10 squadre | 2. Lega AGTT Gr. 1 - 10 squadre Gr. 2 - 10 squadre | 2. Lega AGTT Gr. 1 - 10 squadre Gr. 2 - 10 squadre | 2. Lega AGTT Gr. 1 - 10 squadre Gr. 2 - 10 squadre | 2. Lega AGTT Gr. 1 - 10 squadre Gr. 2 - 10 squadre | 2. Lega AGTT Gr. 1 - 10 squadre Gr. 2 - 10 squadre | 2. Lega AGTT Gr. 1 - 10 squadre Gr. 2 - 10 squadre | 2. Lega AGTT Gr. 1 - 10 squadre Gr. 2 - 10 squadre | 2. Lega AGTT Gr. 1 - 10 squadre Gr. 2 - 10 squadre | 2. Lega AGTT Gr. 1 - 10 squadre Gr. 2 - 10 squadre | 2. Lega AGTT Gr. 1 - 10 squadre Gr. 2 - 10 squadre | 2. Lega AGTT Gr. 1 - 10 squadre Gr. 2 - 10 squadre | 2. Lega AGTT Gr. 1 - 10 squadre Gr. 2 - 10 squadre | 2. Lega AGTT Gr. 1 - 10 squadre Gr. 2 - 10 squadre | 2. Lega AGTT Gr. 1 - 10 squadre Gr. 2 - 10 squadre | 2. Lega ANJTT Gr. 1 - 10 squadre Gr. 2 - 10 squadre | 2. Lega ANJTT Gr. 1 - 10 squadre Gr. 2 - 10 squadre | 2. Lega ANJTT Gr. 1 - 10 squadre Gr. 2 - 10 squadre | 2. Lega ANJTT Gr. 1 - 10 squadre Gr. 2 - 10 squadre | 2. Lega ANJTT Gr. 1 - 10 squadre Gr. 2 - 10 squadre | 2. Lega ANJTT Gr. 1 - 10 squadre Gr. 2 - 10 squadre | 2. Lega ANJTT Gr. 1 - 10 squadre Gr. 2 - 10 squadre | 2. Lega ANJTT Gr. 1 - 10 squadre Gr. 2 - 10 squadre | 2. Lega ANJTT Gr. 1 - 10 squadre Gr. 2 - 10 squadre | 2. Lega ANJTT Gr. 1 - 10 squadre Gr. 2 - 10 squadre | 2. Lega ANJTT Gr. 1 - 10 squadre Gr. 2 - 10 squadre | 2. Lega ANJTT Gr. 1 - 10 squadre Gr. 2 - 10 squadre | 2. Lega ANJTT Gr. 1 - 10 squadre Gr. 2 - 10 squadre | 2. Lega ANJTT Gr. 1 - 10 squadre Gr. 2 - 10 squadre | 2. Lega ANJTT Gr. 1 - 10 squadre Gr. 2 - 10 squadre | 2. Lega ANJTT Gr. 1 - 10 squadre Gr. 2 - 10 squadre | 2. Lega ANJTT Gr. 1 - 10 squadre Gr. 2 - 10 squadre | 2. Lega ANJTT Gr. 1 - 10 squadre Gr. 2 - 10 squadre | 2. Lega ANJTT Gr. 1 - 10 squadre Gr. 2 - 10 squadre | 2. Lega ANJTT Gr. 1 - 10 squadre Gr. 2 - 10 squadre | 2. Lega ANJTT Gr. 1 - 10 squadre Gr. 2 - 10 squadre | 2. Lega ATTT Gr. 1 - 7 squadre | 2. Lega ATTT Gr. 1 - 7 squadre | 2. Lega ATTT Gr. 1 - 7 squadre | 2. Lega ATTT Gr. 1 - 7 squadre | 2. Lega ATTT Gr. 1 - 7 squadre | 2. Lega ATTT Gr. 1 - 7 squadre | 2. Lega ATTT Gr. 1 - 7 squadre | 2. Lega ATTT Gr. 1 - 7 squadre | 2. Lega ATTT Gr. 1 - 7 squadre | 2. Lega ATTT Gr. 1 - 7 squadre | 2. Lega ATTT Gr. 1 - 7 squadre | 2. Lega ATTT Gr. 1 - 7 squadre | 2. Lega ATTT Gr. 1 - 7 squadre | 2. Lega ATTT Gr. 1 - 7 squadre | 2. Lega ATTT Gr. 1 - 7 squadre | 2. Lega ATTT Gr. 1 - 7 squadre | 2. Lega ATTT Gr. 1 - 7 squadre | 2. Lega ATTT Gr. 1 - 7 squadre | 2. Lega ATTT Gr. 1 - 7 squadre | 2. Lega ATTT Gr. 1 - 7 squadre | 2. Lega ATTT Gr. 1 - 7 squadre | 2. Lega AVVF Gr. 1 - 10 squadre Gr. 2 - 10 squadre | 2. Lega AVVF Gr. 1 - 10 squadre Gr. 2 - 10 squadre | 2. Lega AVVF Gr. 1 - 10 squadre Gr. 2 - 10 squadre | 2. Lega AVVF Gr. 1 - 10 squadre Gr. 2 - 10 squadre | 2. Lega AVVF Gr. 1 - 10 squadre Gr. 2 - 10 squadre | 2. Lega AVVF Gr. 1 - 10 squadre Gr. 2 - 10 squadre | 2. Lega AVVF Gr. 1 - 10 squadre Gr. 2 - 10 squadre | 2. Lega AVVF Gr. 1 - 10 squadre Gr. 2 - 10 squadre | 2. Lega AVVF Gr. 1 - 10 squadre Gr. 2 - 10 squadre | 2. Lega AVVF Gr. 1 - 10 squadre Gr. 2 - 10 squadre | 2. Lega AVVF Gr. 1 - 10 squadre Gr. 2 - 10 squadre | 2. Lega AVVF Gr. 1 - 10 squadre Gr. 2 - 10 squadre | 2. Lega AVVF Gr. 1 - 10 squadre Gr. 2 - 10 squadre | 2. Lega AVVF Gr. 1 - 10 squadre Gr. 2 - 10 squadre | 2. Lega AVVF Gr. 1 - 10 squadre Gr. 2 - 10 squadre | 2. Lega AVVF Gr. 1 - 10 squadre Gr. 2 - 10 squadre | 2. Lega AVVF Gr. 1 - 10 squadre Gr. 2 - 10 squadre | 2. Lega AVVF Gr. 1 - 10 squadre Gr. 2 - 10 squadre | 2. Lega AVVF Gr. 1 - 10 squadre Gr. 2 - 10 squadre | 2. Lega AVVF Gr. 1 - 10 squadre Gr. 2 - 10 squadre | 2. Lega AVVF Gr. 1 - 10 squadre Gr. 2 - 10 squadre | 2. Lega MTTV Gr. 1 - 10 squadre | 2. Lega MTTV Gr. 1 - 10 squadre | 2. Lega MTTV Gr. 1 - 10 squadre | 2. Lega MTTV Gr. 1 - 10 squadre | 2. Lega MTTV Gr. 1 - 10 squadre | 2. Lega MTTV Gr. 1 - 10 squadre | 2. Lega MTTV Gr. 1 - 10 squadre | 2. Lega MTTV Gr. 1 - 10 squadre | 2. Lega MTTV Gr. 1 - 10 squadre | 2. Lega MTTV Gr. 1 - 10 squadre | 2. Lega MTTV Gr. 1 - 10 squadre | 2. Lega MTTV Gr. 1 - 10 squadre | 2. Lega MTTV Gr. 1 - 10 squadre | 2. Lega MTTV Gr. 1 - 10 squadre | 2. Lega MTTV Gr. 1 - 10 squadre | 2. Lega MTTV Gr. 1 - 10 squadre | 2. Lega MTTV Gr. 1 - 10 squadre | 2. Lega MTTV Gr. 1 - 10 squadre | 2. Lega MTTV Gr. 1 - 10 squadre | 2. Lega MTTV Gr. 1 - 10 squadre | 2. Lega MTTV Gr. 1 - 10 squadre | 2. Lega NWTTV Gr. 1 - 8 squadre Gr. 2 - 8 squadre Gr. 3 - 8 squadre Gr. 4 - 8 squadre                                                                                           | 2. Lega NWTTV Gr. 1 - 8 squadre Gr. 2 - 8 squadre Gr. 3 - 8 squadre Gr. 4 - 8 squadre                                                                                           | 2. Lega NWTTV Gr. 1 - 8 squadre Gr. 2 - 8 squadre Gr. 3 - 8 squadre Gr. 4 - 8 squadre                                                                                           | 2. Lega NWTTV Gr. 1 - 8 squadre Gr. 2 - 8 squadre Gr. 3 - 8 squadre Gr. 4 - 8 squadre                                                                                           | 2. Lega NWTTV Gr. 1 - 8 squadre Gr. 2 - 8 squadre Gr. 3 - 8 squadre Gr. 4 - 8 squadre                                                                                           | 2. Lega NWTTV Gr. 1 - 8 squadre Gr. 2 - 8 squadre Gr. 3 - 8 squadre Gr. 4 - 8 squadre                                                                                           | 2. Lega NWTTV Gr. 1 - 8 squadre Gr. 2 - 8 squadre Gr. 3 - 8 squadre Gr. 4 - 8 squadre                                                                                           | 2. Lega NWTTV Gr. 1 - 8 squadre Gr. 2 - 8 squadre Gr. 3 - 8 squadre Gr. 4 - 8 squadre | 2. Lega NWTTV Gr. 1 - 8 squadre Gr. 2 - 8 squadre Gr. 3 - 8 squadre Gr. 4 - 8 squadre | 2. Lega NWTTV Gr. 1 - 8 squadre Gr. 2 - 8 squadre Gr. 3 - 8 squadre Gr. 4 - 8 squadre | 2. Lega NWTTV Gr. 1 - 8 squadre Gr. 2 - 8 squadre Gr. 3 - 8 squadre Gr. 4 - 8 squadre | 2. Lega NWTTV Gr. 1 - 8 squadre Gr. 2 - 8 squadre Gr. 3 - 8 squadre Gr. 4 - 8 squadre | 2. Lega NWTTV Gr. 1 - 8 squadre Gr. 2 - 8 squadre Gr. 3 - 8 squadre Gr. 4 - 8 squadre | 2. Lega NWTTV Gr. 1 - 8 squadre Gr. 2 - 8 squadre Gr. 3 - 8 squadre Gr. 4 - 8 squadre | 2. Lega NWTTV Gr. 1 - 8 squadre Gr. 2 - 8 squadre Gr. 3 - 8 squadre Gr. 4 - 8 squadre | 2. Lega NWTTV Gr. 1 - 8 squadre Gr. 2 - 8 squadre Gr. 3 - 8 squadre Gr. 4 - 8 squadre | 2. Lega NWTTV Gr. 1 - 8 squadre Gr. 2 - 8 squadre Gr. 3 - 8 squadre Gr. 4 - 8 squadre | 2. Lega NWTTV Gr. 1 - 8 squadre Gr. 2 - 8 squadre Gr. 3 - 8 squadre Gr. 4 - 8 squadre | 2. Lega NWTTV Gr. 1 - 8 squadre Gr. 2 - 8 squadre Gr. 3 - 8 squadre Gr. 4 - 8 squadre | 2. Lega NWTTV Gr. 1 - 8 squadre Gr. 2 - 8 squadre Gr. 3 - 8 squadre Gr. 4 - 8 squadre | 2. Lega NWTTV Gr. 1 - 8 squadre Gr. 2 - 8 squadre Gr. 3 - 8 squadre Gr. 4 - 8 squadre | 2. Lega OTTV Gr. 1 - 8 squadre Gr. 2 - 8 squadre Gr. 3 - 8 squadre | 2. Lega OTTV Gr. 1 - 8 squadre Gr. 2 - 8 squadre Gr. 3 - 8 squadre | 2. Lega OTTV Gr. 1 - 8 squadre Gr. 2 - 8 squadre Gr. 3 - 8 squadre | 2. Lega OTTV Gr. 1 - 8 squadre Gr. 2 - 8 squadre Gr. 3 - 8 squadre | 2. Lega OTTV Gr. 1 - 8 squadre Gr. 2 - 8 squadre Gr. 3 - 8 squadre | 2. Lega OTTV Gr. 1 - 8 squadre Gr. 2 - 8 squadre Gr. 3 - 8 squadre | 2. Lega OTTV Gr. 1 - 8 squadre Gr. 2 - 8 squadre Gr. 3 - 8 squadre | 2. Lega OTTV Gr. 1 - 8 squadre Gr. 2 - 8 squadre Gr. 3 - 8 squadre | 2. Lega OTTV Gr. 1 - 8 squadre Gr. 2 - 8 squadre Gr. 3 - 8 squadre | 2. Lega OTTV Gr. 1 - 8 squadre Gr. 2 - 8 squadre Gr. 3 - 8 squadre | 2. Lega OTTV Gr. 1 - 8 squadre Gr. 2 - 8 squadre Gr. 3 - 8 squadre | 2. Lega OTTV Gr. 1 - 8 squadre Gr. 2 - 8 squadre Gr. 3 - 8 squadre | 2. Lega OTTV Gr. 1 - 8 squadre Gr. 2 - 8 squadre Gr. 3 - 8 squadre | 2. Lega OTTV Gr. 1 - 8 squadre Gr. 2 - 8 squadre Gr. 3 - 8 squadre | 2. Lega OTTV Gr. 1 - 8 squadre Gr. 2 - 8 squadre Gr. 3 - 8 squadre | 2. Lega OTTV Gr. 1 - 8 squadre Gr. 2 - 8 squadre Gr. 3 - 8 squadre | 2. Lega OTTV Gr. 1 - 8 squadre Gr. 2 - 8 squadre Gr. 3 - 8 squadre | 2. Lega OTTV Gr. 1 - 8 squadre Gr. 2 - 8 squadre Gr. 3 - 8 squadre | 2. Lega OTTV Gr. 1 - 8 squadre Gr. 2 - 8 squadre Gr. 3 - 8 squadre | 2. Lega OTTV Gr. 1 - 8 squadre Gr. 2 - 8 squadre Gr. 3 - 8 squadre | 2. Lega OTTV Gr. 1 - 8 squadre Gr. 2 - 8 squadre Gr. 3 - 8 squadre | 2. Lega TTVI Gr. 1 - 8 squadre Gr. 2 - 8 squadre | 2. Lega TTVI Gr. 1 - 8 squadre Gr. 2 - 8 squadre | 2. Lega TTVI Gr. 1 - 8 squadre Gr. 2 - 8 squadre | 2. Lega TTVI Gr. 1 - 8 squadre Gr. 2 - 8 squadre | 2. Lega TTVI Gr. 1 - 8 squadre Gr. 2 - 8 squadre | 2. Lega TTVI Gr. 1 - 8 squadre Gr. 2 - 8 squadre | 2. Lega TTVI Gr. 1 - 8 squadre Gr. 2 - 8 squadre | 2. Lega TTVI Gr. 1 - 8 squadre Gr. 2 - 8 squadre | 2. Lega TTVI Gr. 1 - 8 squadre Gr. 2 - 8 squadre | 2. Lega TTVI Gr. 1 - 8 squadre Gr. 2 - 8 squadre | 2. Lega TTVI Gr. 1 - 8 squadre Gr. 2 - 8 squadre | 2. Lega TTVI Gr. 1 - 8 squadre Gr. 2 - 8 squadre | 2. Lega TTVI Gr. 1 - 8 squadre Gr. 2 - 8 squadre | 2. Lega TTVI Gr. 1 - 8 squadre Gr. 2 - 8 squadre | 2. Lega TTVI Gr. 1 - 8 squadre Gr. 2 - 8 squadre | 2. Lega TTVI Gr. 1 - 8 squadre Gr. 2 - 8 squadre | 2. Lega TTVI Gr. 1 - 8 squadre Gr. 2 - 8 squadre | 2. Lega TTVI Gr. 1 - 8 squadre Gr. 2 - 8 squadre | 2. Lega TTVI Gr. 1 - 8 squadre Gr. 2 - 8 squadre | 2. Lega TTVI Gr. 1 - 8 squadre Gr. 2 - 8 squadre | 2. Lega TTVI Gr. 1 - 8 squadre Gr. 2 - 8 squadre |
| 6 Lega Regionale | 3. Lega AGTT Gr. 1 - 9 squadre Gr. 2 - 8 squadre Gr. 3 - 8 squadre Gr. 4 - 8 squadre                                                                                           | 3. Lega AGTT Gr. 1 - 9 squadre Gr. 2 - 8 squadre Gr. 3 - 8 squadre Gr. 4 - 8 squadre                                                                                           | 3. Lega AGTT Gr. 1 - 9 squadre Gr. 2 - 8 squadre Gr. 3 - 8 squadre Gr. 4 - 8 squadre                                                                                           | 3. Lega AGTT Gr. 1 - 9 squadre Gr. 2 - 8 squadre Gr. 3 - 8 squadre Gr. 4 - 8 squadre                                                                                           | 3. Lega AGTT Gr. 1 - 9 squadre Gr. 2 - 8 squadre Gr. 3 - 8 squadre Gr. 4 - 8 squadre                                                                                           | 3. Lega AGTT Gr. 1 - 9 squadre Gr. 2 - 8 squadre Gr. 3 - 8 squadre Gr. 4 - 8 squadre                                                                                           | 3. Lega AGTT Gr. 1 - 9 squadre Gr. 2 - 8 squadre Gr. 3 - 8 squadre Gr. 4 - 8 squadre                                                                                           | 3. Lega AGTT Gr. 1 - 9 squadre Gr. 2 - 8 squadre Gr. 3 - 8 squadre Gr. 4 - 8 squadre                                                                                           | 3. Lega AGTT Gr. 1 - 9 squadre Gr. 2 - 8 squadre Gr. 3 - 8 squadre Gr. 4 - 8 squadre                                                                                           | 3. Lega AGTT Gr. 1 - 9 squadre Gr. 2 - 8 squadre Gr. 3 - 8 squadre Gr. 4 - 8 squadre                                                                                           | 3. Lega AGTT Gr. 1 - 9 squadre Gr. 2 - 8 squadre Gr. 3 - 8 squadre Gr. 4 - 8 squadre                                                                                           | 3. Lega AGTT Gr. 1 - 9 squadre Gr. 2 - 8 squadre Gr. 3 - 8 squadre Gr. 4 - 8 squadre                                                                                           | 3. Lega AGTT Gr. 1 - 9 squadre Gr. 2 - 8 squadre Gr. 3 - 8 squadre Gr. 4 - 8 squadre                                                                                           | 3. Lega AGTT Gr. 1 - 9 squadre Gr. 2 - 8 squadre Gr. 3 - 8 squadre Gr. 4 - 8 squadre                                                                                           | 3. Lega AGTT Gr. 1 - 9 squadre Gr. 2 - 8 squadre Gr. 3 - 8 squadre Gr. 4 - 8 squadre                                                                                           | 3. Lega AGTT Gr. 1 - 9 squadre Gr. 2 - 8 squadre Gr. 3 - 8 squadre Gr. 4 - 8 squadre                                                                                           | 3. Lega AGTT Gr. 1 - 9 squadre Gr. 2 - 8 squadre Gr. 3 - 8 squadre Gr. 4 - 8 squadre                                                                                           | 3. Lega AGTT Gr. 1 - 9 squadre Gr. 2 - 8 squadre Gr. 3 - 8 squadre Gr. 4 - 8 squadre                                                                                           | 3. Lega AGTT Gr. 1 - 9 squadre Gr. 2 - 8 squadre Gr. 3 - 8 squadre Gr. 4 - 8 squadre                                                                                           | 3. Lega AGTT Gr. 1 - 9 squadre Gr. 2 - 8 squadre Gr. 3 - 8 squadre Gr. 4 - 8 squadre                                                                                           | 3. Lega AGTT Gr. 1 - 9 squadre Gr. 2 - 8 squadre Gr. 3 - 8 squadre Gr. 4 - 8 squadre                                                                                           | 3. Lega ANJTT Gr. 1 - 8 squadre Gr. 2 - 7 squadre Gr. 3 - 7 squadre Gr. 4 - 7 squadre                                                                                          | 3. Lega ANJTT Gr. 1 - 8 squadre Gr. 2 - 7 squadre Gr. 3 - 7 squadre Gr. 4 - 7 squadre                                                                                          | 3. Lega ANJTT Gr. 1 - 8 squadre Gr. 2 - 7 squadre Gr. 3 - 7 squadre Gr. 4 - 7 squadre                                                                                          | 3. Lega ANJTT Gr. 1 - 8 squadre Gr. 2 - 7 squadre Gr. 3 - 7 squadre Gr. 4 - 7 squadre                                                                                          | 3. Lega ANJTT Gr. 1 - 8 squadre Gr. 2 - 7 squadre Gr. 3 - 7 squadre Gr. 4 - 7 squadre                                                                                          | 3. Lega ANJTT Gr. 1 - 8 squadre Gr. 2 - 7 squadre Gr. 3 - 7 squadre Gr. 4 - 7 squadre                                                                                          | 3. Lega ANJTT Gr. 1 - 8 squadre Gr. 2 - 7 squadre Gr. 3 - 7 squadre Gr. 4 - 7 squadre                                                                                          | 3. Lega ANJTT Gr. 1 - 8 squadre Gr. 2 - 7 squadre Gr. 3 - 7 squadre Gr. 4 - 7 squadre                                                                                          | 3. Lega ANJTT Gr. 1 - 8 squadre Gr. 2 - 7 squadre Gr. 3 - 7 squadre Gr. 4 - 7 squadre                                                                                          | 3. Lega ANJTT Gr. 1 - 8 squadre Gr. 2 - 7 squadre Gr. 3 - 7 squadre Gr. 4 - 7 squadre                                                                                          | 3. Lega ANJTT Gr. 1 - 8 squadre Gr. 2 - 7 squadre Gr. 3 - 7 squadre Gr. 4 - 7 squadre                                                                                          | 3. Lega ANJTT Gr. 1 - 8 squadre Gr. 2 - 7 squadre Gr. 3 - 7 squadre Gr. 4 - 7 squadre                                                                                          | 3. Lega ANJTT Gr. 1 - 8 squadre Gr. 2 - 7 squadre Gr. 3 - 7 squadre Gr. 4 - 7 squadre                                                                                          | 3. Lega ANJTT Gr. 1 - 8 squadre Gr. 2 - 7 squadre Gr. 3 - 7 squadre Gr. 4 - 7 squadre                                                                                          | 3. Lega ANJTT Gr. 1 - 8 squadre Gr. 2 - 7 squadre Gr. 3 - 7 squadre Gr. 4 - 7 squadre                                                                                          | 3. Lega ANJTT Gr. 1 - 8 squadre Gr. 2 - 7 squadre Gr. 3 - 7 squadre Gr. 4 - 7 squadre                                                                                          | 3. Lega ANJTT Gr. 1 - 8 squadre Gr. 2 - 7 squadre Gr. 3 - 7 squadre Gr. 4 - 7 squadre                                                                                          | 3. Lega ANJTT Gr. 1 - 8 squadre Gr. 2 - 7 squadre Gr. 3 - 7 squadre Gr. 4 - 7 squadre                                                                                          | 3. Lega ANJTT Gr. 1 - 8 squadre Gr. 2 - 7 squadre Gr. 3 - 7 squadre Gr. 4 - 7 squadre                                                                                          | 3. Lega ANJTT Gr. 1 - 8 squadre Gr. 2 - 7 squadre Gr. 3 - 7 squadre Gr. 4 - 7 squadre                                                                                          | 3. Lega ANJTT Gr. 1 - 8 squadre Gr. 2 - 7 squadre Gr. 3 - 7 squadre Gr. 4 - 7 squadre                                                                                          | 3. Lega ATTT Gr. 1 - 8 squadre | 3. Lega ATTT Gr. 1 - 8 squadre | 3. Lega ATTT Gr. 1 - 8 squadre | 3. Lega ATTT Gr. 1 - 8 squadre | 3. Lega ATTT Gr. 1 - 8 squadre | 3. Lega ATTT Gr. 1 - 8 squadre | 3. Lega ATTT Gr. 1 - 8 squadre | 3. Lega ATTT Gr. 1 - 8 squadre | 3. Lega ATTT Gr. 1 - 8 squadre | 3. Lega ATTT Gr. 1 - 8 squadre | 3. Lega ATTT Gr. 1 - 8 squadre | 3. Lega ATTT Gr. 1 - 8 squadre | 3. Lega ATTT Gr. 1 - 8 squadre | 3. Lega ATTT Gr. 1 - 8 squadre | 3. Lega ATTT Gr. 1 - 8 squadre | 3. Lega ATTT Gr. 1 - 8 squadre | 3. Lega ATTT Gr. 1 - 8 squadre | 3. Lega ATTT Gr. 1 - 8 squadre | 3. Lega ATTT Gr. 1 - 8 squadre | 3. Lega ATTT Gr. 1 - 8 squadre | 3. Lega ATTT Gr. 1 - 8 squadre | 3. Lega AVVF Gr. 1 - 10 squadre Gr. 2 - 10 squadre Gr. 3 - 10 squadre Gr. 4 - 10 squadre                                                                                       | 3. Lega AVVF Gr. 1 - 10 squadre Gr. 2 - 10 squadre Gr. 3 - 10 squadre Gr. 4 - 10 squadre                                                                                       | 3. Lega AVVF Gr. 1 - 10 squadre Gr. 2 - 10 squadre Gr. 3 - 10 squadre Gr. 4 - 10 squadre                                                                                       | 3. Lega AVVF Gr. 1 - 10 squadre Gr. 2 - 10 squadre Gr. 3 - 10 squadre Gr. 4 - 10 squadre                                                                                       | 3. Lega AVVF Gr. 1 - 10 squadre Gr. 2 - 10 squadre Gr. 3 - 10 squadre Gr. 4 - 10 squadre                                                                                       | 3. Lega AVVF Gr. 1 - 10 squadre Gr. 2 - 10 squadre Gr. 3 - 10 squadre Gr. 4 - 10 squadre                                                                                       | 3. Lega AVVF Gr. 1 - 10 squadre Gr. 2 - 10 squadre Gr. 3 - 10 squadre Gr. 4 - 10 squadre                                                                                       | 3. Lega AVVF Gr. 1 - 10 squadre Gr. 2 - 10 squadre Gr. 3 - 10 squadre Gr. 4 - 10 squadre                                                                                       | 3. Lega AVVF Gr. 1 - 10 squadre Gr. 2 - 10 squadre Gr. 3 - 10 squadre Gr. 4 - 10 squadre                                                                                       | 3. Lega AVVF Gr. 1 - 10 squadre Gr. 2 - 10 squadre Gr. 3 - 10 squadre Gr. 4 - 10 squadre                                                                                       | 3. Lega AVVF Gr. 1 - 10 squadre Gr. 2 - 10 squadre Gr. 3 - 10 squadre Gr. 4 - 10 squadre                                                                                       | 3. Lega AVVF Gr. 1 - 10 squadre Gr. 2 - 10 squadre Gr. 3 - 10 squadre Gr. 4 - 10 squadre                                                                                       | 3. Lega AVVF Gr. 1 - 10 squadre Gr. 2 - 10 squadre Gr. 3 - 10 squadre Gr. 4 - 10 squadre                                                                                       | 3. Lega AVVF Gr. 1 - 10 squadre Gr. 2 - 10 squadre Gr. 3 - 10 squadre Gr. 4 - 10 squadre                                                                                       | 3. Lega AVVF Gr. 1 - 10 squadre Gr. 2 - 10 squadre Gr. 3 - 10 squadre Gr. 4 - 10 squadre                                                                                       | 3. Lega AVVF Gr. 1 - 10 squadre Gr. 2 - 10 squadre Gr. 3 - 10 squadre Gr. 4 - 10 squadre                                                                                       | 3. Lega AVVF Gr. 1 - 10 squadre Gr. 2 - 10 squadre Gr. 3 - 10 squadre Gr. 4 - 10 squadre                                                                                       | 3. Lega AVVF Gr. 1 - 10 squadre Gr. 2 - 10 squadre Gr. 3 - 10 squadre Gr. 4 - 10 squadre                                                                                       | 3. Lega AVVF Gr. 1 - 10 squadre Gr. 2 - 10 squadre Gr. 3 - 10 squadre Gr. 4 - 10 squadre                                                                                       | 3. Lega AVVF Gr. 1 - 10 squadre Gr. 2 - 10 squadre Gr. 3 - 10 squadre Gr. 4 - 10 squadre                                                                                       | 3. Lega AVVF Gr. 1 - 10 squadre Gr. 2 - 10 squadre Gr. 3 - 10 squadre Gr. 4 - 10 squadre                                                                                       | 3. Lega MTTV Gr. 1 - 10 squadre Gr. 2 - 10 squadre Gr. 3 - 10 squadre Gr. 4 - 10 squadre                                                                                       | 3. Lega MTTV Gr. 1 - 10 squadre Gr. 2 - 10 squadre Gr. 3 - 10 squadre Gr. 4 - 10 squadre                                                                                       | 3. Lega MTTV Gr. 1 - 10 squadre Gr. 2 - 10 squadre Gr. 3 - 10 squadre Gr. 4 - 10 squadre                                                                                       | 3. Lega MTTV Gr. 1 - 10 squadre Gr. 2 - 10 squadre Gr. 3 - 10 squadre Gr. 4 - 10 squadre                                                                                       | 3. Lega MTTV Gr. 1 - 10 squadre Gr. 2 - 10 squadre Gr. 3 - 10 squadre Gr. 4 - 10 squadre                                                                                       | 3. Lega MTTV Gr. 1 - 10 squadre Gr. 2 - 10 squadre Gr. 3 - 10 squadre Gr. 4 - 10 squadre                                                                                       | 3. Lega MTTV Gr. 1 - 10 squadre Gr. 2 - 10 squadre Gr. 3 - 10 squadre Gr. 4 - 10 squadre                                                                                       | 3. Lega MTTV Gr. 1 - 10 squadre Gr. 2 - 10 squadre Gr. 3 - 10 squadre Gr. 4 - 10 squadre                                                                                       | 3. Lega MTTV Gr. 1 - 10 squadre Gr. 2 - 10 squadre Gr. 3 - 10 squadre Gr. 4 - 10 squadre                                                                                       | 3. Lega MTTV Gr. 1 - 10 squadre Gr. 2 - 10 squadre Gr. 3 - 10 squadre Gr. 4 - 10 squadre                                                                                       | 3. Lega MTTV Gr. 1 - 10 squadre Gr. 2 - 10 squadre Gr. 3 - 10 squadre Gr. 4 - 10 squadre                                                                                       | 3. Lega MTTV Gr. 1 - 10 squadre Gr. 2 - 10 squadre Gr. 3 - 10 squadre Gr. 4 - 10 squadre                                                                                       | 3. Lega MTTV Gr. 1 - 10 squadre Gr. 2 - 10 squadre Gr. 3 - 10 squadre Gr. 4 - 10 squadre                                                                                        | 3. Lega MTTV Gr. 1 - 10 squadre Gr. 2 - 10 squadre Gr. 3 - 10 squadre Gr. 4 - 10 squadre                                                                                        | 3. Lega MTTV Gr. 1 - 10 squadre Gr. 2 - 10 squadre Gr. 3 - 10 squadre Gr. 4 - 10 squadre                                                                                        | 3. Lega MTTV Gr. 1 - 10 squadre Gr. 2 - 10 squadre Gr. 3 - 10 squadre Gr. 4 - 10 squadre                                                                                        | 3. Lega MTTV Gr. 1 - 10 squadre Gr. 2 - 10 squadre Gr. 3 - 10 squadre Gr. 4 - 10 squadre                                                                                        | 3. Lega MTTV Gr. 1 - 10 squadre Gr. 2 - 10 squadre Gr. 3 - 10 squadre Gr. 4 - 10 squadre                                                                                        | 3. Lega MTTV Gr. 1 - 10 squadre Gr. 2 - 10 squadre Gr. 3 - 10 squadre Gr. 4 - 10 squadre                                                                                        | 3. Lega MTTV Gr. 1 - 10 squadre Gr. 2 - 10 squadre Gr. 3 - 10 squadre Gr. 4 - 10 squadre                                                                                        | 3. Lega MTTV Gr. 1 - 10 squadre Gr. 2 - 10 squadre Gr. 3 - 10 squadre Gr. 4 - 10 squadre                                                                                        | 3. Lega NWTTV Gr. 1 - 8 squadre Gr. 2 - 8 squadre Gr. 3 - 8 squadre Gr. 4 - 8 squadre Gr. 5 - 8 squadre Gr. 6 - 8 squadre Gr. 7 - 8 squadre Gr. 8 - 8 squadre                   | 3. Lega NWTTV Gr. 1 - 8 squadre Gr. 2 - 8 squadre Gr. 3 - 8 squadre Gr. 4 - 8 squadre Gr. 5 - 8 squadre Gr. 6 - 8 squadre Gr. 7 - 8 squadre Gr. 8 - 8 squadre                   | 3. Lega NWTTV Gr. 1 - 8 squadre Gr. 2 - 8 squadre Gr. 3 - 8 squadre Gr. 4 - 8 squadre Gr. 5 - 8 squadre Gr. 6 - 8 squadre Gr. 7 - 8 squadre Gr. 8 - 8 squadre                   | 3. Lega NWTTV Gr. 1 - 8 squadre Gr. 2 - 8 squadre Gr. 3 - 8 squadre Gr. 4 - 8 squadre Gr. 5 - 8 squadre Gr. 6 - 8 squadre Gr. 7 - 8 squadre Gr. 8 - 8 squadre                   | 3. Lega NWTTV Gr. 1 - 8 squadre Gr. 2 - 8 squadre Gr. 3 - 8 squadre Gr. 4 - 8 squadre Gr. 5 - 8 squadre Gr. 6 - 8 squadre Gr. 7 - 8 squadre Gr. 8 - 8 squadre                   | 3. Lega NWTTV Gr. 1 - 8 squadre Gr. 2 - 8 squadre Gr. 3 - 8 squadre Gr. 4 - 8 squadre Gr. 5 - 8 squadre Gr. 6 - 8 squadre Gr. 7 - 8 squadre Gr. 8 - 8 squadre                   | 3. Lega NWTTV Gr. 1 - 8 squadre Gr. 2 - 8 squadre Gr. 3 - 8 squadre Gr. 4 - 8 squadre Gr. 5 - 8 squadre Gr. 6 - 8 squadre Gr. 7 - 8 squadre Gr. 8 - 8 squadre                   | 3. Lega NWTTV Gr. 1 - 8 squadre Gr. 2 - 8 squadre Gr. 3 - 8 squadre Gr. 4 - 8 squadre Gr. 5 - 8 squadre Gr. 6 - 8 squadre Gr. 7 - 8 squadre Gr. 8 - 8 squadre                                     | 3. Lega NWTTV Gr. 1 - 8 squadre Gr. 2 - 8 squadre Gr. 3 - 8 squadre Gr. 4 - 8 squadre Gr. 5 - 8 squadre Gr. 6 - 8 squadre Gr. 7 - 8 squadre Gr. 8 - 8 squadre                                     | 3. Lega NWTTV Gr. 1 - 8 squadre Gr. 2 - 8 squadre Gr. 3 - 8 squadre Gr. 4 - 8 squadre Gr. 5 - 8 squadre Gr. 6 - 8 squadre Gr. 7 - 8 squadre Gr. 8 - 8 squadre                                     | 3. Lega NWTTV Gr. 1 - 8 squadre Gr. 2 - 8 squadre Gr. 3 - 8 squadre Gr. 4 - 8 squadre Gr. 5 - 8 squadre Gr. 6 - 8 squadre Gr. 7 - 8 squadre Gr. 8 - 8 squadre                                     | 3. Lega NWTTV Gr. 1 - 8 squadre Gr. 2 - 8 squadre Gr. 3 - 8 squadre Gr. 4 - 8 squadre Gr. 5 - 8 squadre Gr. 6 - 8 squadre Gr. 7 - 8 squadre Gr. 8 - 8 squadre                                     | 3. Lega NWTTV Gr. 1 - 8 squadre Gr. 2 - 8 squadre Gr. 3 - 8 squadre Gr. 4 - 8 squadre Gr. 5 - 8 squadre Gr. 6 - 8 squadre Gr. 7 - 8 squadre Gr. 8 - 8 squadre                                     | 3. Lega NWTTV Gr. 1 - 8 squadre Gr. 2 - 8 squadre Gr. 3 - 8 squadre Gr. 4 - 8 squadre Gr. 5 - 8 squadre Gr. 6 - 8 squadre Gr. 7 - 8 squadre Gr. 8 - 8 squadre                                     | 3. Lega NWTTV Gr. 1 - 8 squadre Gr. 2 - 8 squadre Gr. 3 - 8 squadre Gr. 4 - 8 squadre Gr. 5 - 8 squadre Gr. 6 - 8 squadre Gr. 7 - 8 squadre Gr. 8 - 8 squadre                                     | 3. Lega NWTTV Gr. 1 - 8 squadre Gr. 2 - 8 squadre Gr. 3 - 8 squadre Gr. 4 - 8 squadre Gr. 5 - 8 squadre Gr. 6 - 8 squadre Gr. 7 - 8 squadre Gr. 8 - 8 squadre                                     | 3. Lega NWTTV Gr. 1 - 8 squadre Gr. 2 - 8 squadre Gr. 3 - 8 squadre Gr. 4 - 8 squadre Gr. 5 - 8 squadre Gr. 6 - 8 squadre Gr. 7 - 8 squadre Gr. 8 - 8 squadre                                     | 3. Lega NWTTV Gr. 1 - 8 squadre Gr. 2 - 8 squadre Gr. 3 - 8 squadre Gr. 4 - 8 squadre Gr. 5 - 8 squadre Gr. 6 - 8 squadre Gr. 7 - 8 squadre Gr. 8 - 8 squadre                                     | 3. Lega NWTTV Gr. 1 - 8 squadre Gr. 2 - 8 squadre Gr. 3 - 8 squadre Gr. 4 - 8 squadre Gr. 5 - 8 squadre Gr. 6 - 8 squadre Gr. 7 - 8 squadre Gr. 8 - 8 squadre                                     | 3. Lega NWTTV Gr. 1 - 8 squadre Gr. 2 - 8 squadre Gr. 3 - 8 squadre Gr. 4 - 8 squadre Gr. 5 - 8 squadre Gr. 6 - 8 squadre Gr. 7 - 8 squadre Gr. 8 - 8 squadre                                     | 3. Lega NWTTV Gr. 1 - 8 squadre Gr. 2 - 8 squadre Gr. 3 - 8 squadre Gr. 4 - 8 squadre Gr. 5 - 8 squadre Gr. 6 - 8 squadre Gr. 7 - 8 squadre Gr. 8 - 8 squadre                                     | 3. Lega OTTV Gr. 1 - 8 squadre Gr. 2 - 8 squadre Gr. 3 - 8 squadre Gr. 4 - 8 squadre Gr. 5 - 8 squadre Gr. 6 - 8 squadre                                                                          | 3. Lega OTTV Gr. 1 - 8 squadre Gr. 2 - 8 squadre Gr. 3 - 8 squadre Gr. 4 - 8 squadre Gr. 5 - 8 squadre Gr. 6 - 8 squadre                                                                          | 3. Lega OTTV Gr. 1 - 8 squadre Gr. 2 - 8 squadre Gr. 3 - 8 squadre Gr. 4 - 8 squadre Gr. 5 - 8 squadre Gr. 6 - 8 squadre                                                                          | 3. Lega OTTV Gr. 1 - 8 squadre Gr. 2 - 8 squadre Gr. 3 - 8 squadre Gr. 4 - 8 squadre Gr. 5 - 8 squadre Gr. 6 - 8 squadre                                                                          | 3. Lega OTTV Gr. 1 - 8 squadre Gr. 2 - 8 squadre Gr. 3 - 8 squadre Gr. 4 - 8 squadre Gr. 5 - 8 squadre Gr. 6 - 8 squadre                                                                          | 3. Lega OTTV Gr. 1 - 8 squadre Gr. 2 - 8 squadre Gr. 3 - 8 squadre Gr. 4 - 8 squadre Gr. 5 - 8 squadre Gr. 6 - 8 squadre                                                                          | 3. Lega OTTV Gr. 1 - 8 squadre Gr. 2 - 8 squadre Gr. 3 - 8 squadre Gr. 4 - 8 squadre Gr. 5 - 8 squadre Gr. 6 - 8 squadre                                                                          | 3. Lega OTTV Gr. 1 - 8 squadre Gr. 2 - 8 squadre Gr. 3 - 8 squadre Gr. 4 - 8 squadre Gr. 5 - 8 squadre Gr. 6 - 8 squadre                                                                          | 3. Lega OTTV Gr. 1 - 8 squadre Gr. 2 - 8 squadre Gr. 3 - 8 squadre Gr. 4 - 8 squadre Gr. 5 - 8 squadre Gr. 6 - 8 squadre                                                                          | 3. Lega OTTV Gr. 1 - 8 squadre Gr. 2 - 8 squadre Gr. 3 - 8 squadre Gr. 4 - 8 squadre Gr. 5 - 8 squadre Gr. 6 - 8 squadre                                                                          | 3. Lega OTTV Gr. 1 - 8 squadre Gr. 2 - 8 squadre Gr. 3 - 8 squadre Gr. 4 - 8 squadre Gr. 5 - 8 squadre Gr. 6 - 8 squadre                                                                          | 3. Lega OTTV Gr. 1 - 8 squadre Gr. 2 - 8 squadre Gr. 3 - 8 squadre Gr. 4 - 8 squadre Gr. 5 - 8 squadre Gr. 6 - 8 squadre                                                                          | 3. Lega OTTV Gr. 1 - 8 squadre Gr. 2 - 8 squadre Gr. 3 - 8 squadre Gr. 4 - 8 squadre Gr. 5 - 8 squadre Gr. 6 - 8 squadre                                                                          | 3. Lega OTTV Gr. 1 - 8 squadre Gr. 2 - 8 squadre Gr. 3 - 8 squadre Gr. 4 - 8 squadre Gr. 5 - 8 squadre Gr. 6 - 8 squadre                                                                          | 3. Lega OTTV Gr. 1 - 8 squadre Gr. 2 - 8 squadre Gr. 3 - 8 squadre Gr. 4 - 8 squadre Gr. 5 - 8 squadre Gr. 6 - 8 squadre                                                                          | 3. Lega OTTV Gr. 1 - 8 squadre Gr. 2 - 8 squadre Gr. 3 - 8 squadre Gr. 4 - 8 squadre Gr. 5 - 8 squadre Gr. 6 - 8 squadre                                                                          | 3. Lega OTTV Gr. 1 - 8 squadre Gr. 2 - 8 squadre Gr. 3 - 8 squadre Gr. 4 - 8 squadre Gr. 5 - 8 squadre Gr. 6 - 8 squadre                                                                          | 3. Lega OTTV Gr. 1 - 8 squadre Gr. 2 - 8 squadre Gr. 3 - 8 squadre Gr. 4 - 8 squadre Gr. 5 - 8 squadre Gr. 6 - 8 squadre                                                                          | 3. Lega OTTV Gr. 1 - 8 squadre Gr. 2 - 8 squadre Gr. 3 - 8 squadre Gr. 4 - 8 squadre Gr. 5 - 8 squadre Gr. 6 - 8 squadre                                                                          | 3. Lega OTTV Gr. 1 - 8 squadre Gr. 2 - 8 squadre Gr. 3 - 8 squadre Gr. 4 - 8 squadre Gr. 5 - 8 squadre Gr. 6 - 8 squadre                                                                          | 3. Lega OTTV Gr. 1 - 8 squadre Gr. 2 - 8 squadre Gr. 3 - 8 squadre Gr. 4 - 8 squadre Gr. 5 - 8 squadre Gr. 6 - 8 squadre                                                                          | 3. Lega TTVI Gr. 1 - 8 squadre Gr. 2 - 8 squadre Gr. 3 - 8 squadre Gr. 4 - 8 squadre | 3. Lega TTVI Gr. 1 - 8 squadre Gr. 2 - 8 squadre Gr. 3 - 8 squadre Gr. 4 - 8 squadre | 3. Lega TTVI Gr. 1 - 8 squadre Gr. 2 - 8 squadre Gr. 3 - 8 squadre Gr. 4 - 8 squadre | 3. Lega TTVI Gr. 1 - 8 squadre Gr. 2 - 8 squadre Gr. 3 - 8 squadre Gr. 4 - 8 squadre | 3. Lega TTVI Gr. 1 - 8 squadre Gr. 2 - 8 squadre Gr. 3 - 8 squadre Gr. 4 - 8 squadre | 3. Lega TTVI Gr. 1 - 8 squadre Gr. 2 - 8 squadre Gr. 3 - 8 squadre Gr. 4 - 8 squadre | 3. Lega TTVI Gr. 1 - 8 squadre Gr. 2 - 8 squadre Gr. 3 - 8 squadre Gr. 4 - 8 squadre | 3. Lega TTVI Gr. 1 - 8 squadre Gr. 2 - 8 squadre Gr. 3 - 8 squadre Gr. 4 - 8 squadre | 3. Lega TTVI Gr. 1 - 8 squadre Gr. 2 - 8 squadre Gr. 3 - 8 squadre Gr. 4 - 8 squadre | 3. Lega TTVI Gr. 1 - 8 squadre Gr. 2 - 8 squadre Gr. 3 - 8 squadre Gr. 4 - 8 squadre | 3. Lega TTVI Gr. 1 - 8 squadre Gr. 2 - 8 squadre Gr. 3 - 8 squadre Gr. 4 - 8 squadre | 3. Lega TTVI Gr. 1 - 8 squadre Gr. 2 - 8 squadre Gr. 3 - 8 squadre Gr. 4 - 8 squadre | 3. Lega TTVI Gr. 1 - 8 squadre Gr. 2 - 8 squadre Gr. 3 - 8 squadre Gr. 4 - 8 squadre | 3. Lega TTVI Gr. 1 - 8 squadre Gr. 2 - 8 squadre Gr. 3 - 8 squadre Gr. 4 - 8 squadre | 3. Lega TTVI Gr. 1 - 8 squadre Gr. 2 - 8 squadre Gr. 3 - 8 squadre Gr. 4 - 8 squadre | 3. Lega TTVI Gr. 1 - 8 squadre Gr. 2 - 8 squadre Gr. 3 - 8 squadre Gr. 4 - 8 squadre | 3. Lega TTVI Gr. 1 - 8 squadre Gr. 2 - 8 squadre Gr. 3 - 8 squadre Gr. 4 - 8 squadre | 3. Lega TTVI Gr. 1 - 8 squadre Gr. 2 - 8 squadre Gr. 3 - 8 squadre Gr. 4 - 8 squadre | 3. Lega TTVI Gr. 1 - 8 squadre Gr. 2 - 8 squadre Gr. 3 - 8 squadre Gr. 4 - 8 squadre | 3. Lega TTVI Gr. 1 - 8 squadre Gr. 2 - 8 squadre Gr. 3 - 8 squadre Gr. 4 - 8 squadre | 3. Lega TTVI Gr. 1 - 8 squadre Gr. 2 - 8 squadre Gr. 3 - 8 squadre Gr. 4 - 8 squadre |
| 7 Lega Regionale | 4. Lega AGTT Gr. 1 - 8 squadre Gr. 2 - 8 squadre Gr. 3 - 8 squadre Gr. 4 - 8 squadre                                                                                           | 4. Lega AGTT Gr. 1 - 8 squadre Gr. 2 - 8 squadre Gr. 3 - 8 squadre Gr. 4 - 8 squadre                                                                                           | 4. Lega AGTT Gr. 1 - 8 squadre Gr. 2 - 8 squadre Gr. 3 - 8 squadre Gr. 4 - 8 squadre                                                                                           | 4. Lega AGTT Gr. 1 - 8 squadre Gr. 2 - 8 squadre Gr. 3 - 8 squadre Gr. 4 - 8 squadre                                                                                           | 4. Lega AGTT Gr. 1 - 8 squadre Gr. 2 - 8 squadre Gr. 3 - 8 squadre Gr. 4 - 8 squadre                                                                                           | 4. Lega AGTT Gr. 1 - 8 squadre Gr. 2 - 8 squadre Gr. 3 - 8 squadre Gr. 4 - 8 squadre                                                                                           | 4. Lega AGTT Gr. 1 - 8 squadre Gr. 2 - 8 squadre Gr. 3 - 8 squadre Gr. 4 - 8 squadre                                                                                           | 4. Lega AGTT Gr. 1 - 8 squadre Gr. 2 - 8 squadre Gr. 3 - 8 squadre Gr. 4 - 8 squadre                                                                                           | 4. Lega AGTT Gr. 1 - 8 squadre Gr. 2 - 8 squadre Gr. 3 - 8 squadre Gr. 4 - 8 squadre                                                                                           | 4. Lega AGTT Gr. 1 - 8 squadre Gr. 2 - 8 squadre Gr. 3 - 8 squadre Gr. 4 - 8 squadre                                                                                           | 4. Lega AGTT Gr. 1 - 8 squadre Gr. 2 - 8 squadre Gr. 3 - 8 squadre Gr. 4 - 8 squadre                                                                                           | 4. Lega AGTT Gr. 1 - 8 squadre Gr. 2 - 8 squadre Gr. 3 - 8 squadre Gr. 4 - 8 squadre                                                                                           | 4. Lega AGTT Gr. 1 - 8 squadre Gr. 2 - 8 squadre Gr. 3 - 8 squadre Gr. 4 - 8 squadre                                                                                           | 4. Lega AGTT Gr. 1 - 8 squadre Gr. 2 - 8 squadre Gr. 3 - 8 squadre Gr. 4 - 8 squadre                                                                                           | 4. Lega AGTT Gr. 1 - 8 squadre Gr. 2 - 8 squadre Gr. 3 - 8 squadre Gr. 4 - 8 squadre                                                                                           | 4. Lega AGTT Gr. 1 - 8 squadre Gr. 2 - 8 squadre Gr. 3 - 8 squadre Gr. 4 - 8 squadre                                                                                           | 4. Lega AGTT Gr. 1 - 8 squadre Gr. 2 - 8 squadre Gr. 3 - 8 squadre Gr. 4 - 8 squadre                                                                                           | 4. Lega AGTT Gr. 1 - 8 squadre Gr. 2 - 8 squadre Gr. 3 - 8 squadre Gr. 4 - 8 squadre                                                                                           | 4. Lega AGTT Gr. 1 - 8 squadre Gr. 2 - 8 squadre Gr. 3 - 8 squadre Gr. 4 - 8 squadre                                                                                           | 4. Lega AGTT Gr. 1 - 8 squadre Gr. 2 - 8 squadre Gr. 3 - 8 squadre Gr. 4 - 8 squadre                                                                                           | 4. Lega AGTT Gr. 1 - 8 squadre Gr. 2 - 8 squadre Gr. 3 - 8 squadre Gr. 4 - 8 squadre                                                                                           | 4. Lega AGTT Gr. 1 - 8 squadre Gr. 2 - 8 squadre Gr. 3 - 8 squadre Gr. 4 - 8 squadre                                                                                           | 4. Lega AGTT Gr. 1 - 8 squadre Gr. 2 - 8 squadre Gr. 3 - 8 squadre Gr. 4 - 8 squadre                                                                                           | 4. Lega AGTT Gr. 1 - 8 squadre Gr. 2 - 8 squadre Gr. 3 - 8 squadre Gr. 4 - 8 squadre                                                                                           | 4. Lega ANJTT Gr. 1 - 8 squadre Gr. 2 - 8 squadre | 4. Lega ANJTT Gr. 1 - 8 squadre Gr. 2 - 8 squadre | 4. Lega ANJTT Gr. 1 - 8 squadre Gr. 2 - 8 squadre | 4. Lega ANJTT Gr. 1 - 8 squadre Gr. 2 - 8 squadre | 4. Lega ANJTT Gr. 1 - 8 squadre Gr. 2 - 8 squadre | 4. Lega ANJTT Gr. 1 - 8 squadre Gr. 2 - 8 squadre | 4. Lega ANJTT Gr. 1 - 8 squadre Gr. 2 - 8 squadre | 4. Lega ANJTT Gr. 1 - 8 squadre Gr. 2 - 8 squadre | 4. Lega ANJTT Gr. 1 - 8 squadre Gr. 2 - 8 squadre | 4. Lega ANJTT Gr. 1 - 8 squadre Gr. 2 - 8 squadre | 4. Lega ANJTT Gr. 1 - 8 squadre Gr. 2 - 8 squadre | 4. Lega ANJTT Gr. 1 - 8 squadre Gr. 2 - 8 squadre | 4. Lega ANJTT Gr. 1 - 8 squadre Gr. 2 - 8 squadre | 4. Lega ANJTT Gr. 1 - 8 squadre Gr. 2 - 8 squadre | 4. Lega ANJTT Gr. 1 - 8 squadre Gr. 2 - 8 squadre | 4. Lega ANJTT Gr. 1 - 8 squadre Gr. 2 - 8 squadre | 4. Lega ANJTT Gr. 1 - 8 squadre Gr. 2 - 8 squadre | 4. Lega ANJTT Gr. 1 - 8 squadre Gr. 2 - 8 squadre | 4. Lega ANJTT Gr. 1 - 8 squadre Gr. 2 - 8 squadre | 4. Lega ANJTT Gr. 1 - 8 squadre Gr. 2 - 8 squadre | 4. Lega ANJTT Gr. 1 - 8 squadre Gr. 2 - 8 squadre | 4. Lega ANJTT Gr. 1 - 8 squadre Gr. 2 - 8 squadre | 4. Lega ANJTT Gr. 1 - 8 squadre Gr. 2 - 8 squadre | 4. Lega ANJTT Gr. 1 - 8 squadre Gr. 2 - 8 squadre | 4. Lega AVVF Gr. 1 - 10 squadre Gr. 2 - 10 squadre Gr. 3 - 10 squadre Gr. 4 - 10 squadre Gr. 5 - 10 squadre Gr. 6 - 10 squadre Gr. 7 - 10 squadre Gr. 8 - 10 squadre           | 4. Lega AVVF Gr. 1 - 10 squadre Gr. 2 - 10 squadre Gr. 3 - 10 squadre Gr. 4 - 10 squadre Gr. 5 - 10 squadre Gr. 6 - 10 squadre Gr. 7 - 10 squadre Gr. 8 - 10 squadre           | 4. Lega AVVF Gr. 1 - 10 squadre Gr. 2 - 10 squadre Gr. 3 - 10 squadre Gr. 4 - 10 squadre Gr. 5 - 10 squadre Gr. 6 - 10 squadre Gr. 7 - 10 squadre Gr. 8 - 10 squadre           | 4. Lega AVVF Gr. 1 - 10 squadre Gr. 2 - 10 squadre Gr. 3 - 10 squadre Gr. 4 - 10 squadre Gr. 5 - 10 squadre Gr. 6 - 10 squadre Gr. 7 - 10 squadre Gr. 8 - 10 squadre           | 4. Lega AVVF Gr. 1 - 10 squadre Gr. 2 - 10 squadre Gr. 3 - 10 squadre Gr. 4 - 10 squadre Gr. 5 - 10 squadre Gr. 6 - 10 squadre Gr. 7 - 10 squadre Gr. 8 - 10 squadre           | 4. Lega AVVF Gr. 1 - 10 squadre Gr. 2 - 10 squadre Gr. 3 - 10 squadre Gr. 4 - 10 squadre Gr. 5 - 10 squadre Gr. 6 - 10 squadre Gr. 7 - 10 squadre Gr. 8 - 10 squadre           | 4. Lega AVVF Gr. 1 - 10 squadre Gr. 2 - 10 squadre Gr. 3 - 10 squadre Gr. 4 - 10 squadre Gr. 5 - 10 squadre Gr. 6 - 10 squadre Gr. 7 - 10 squadre Gr. 8 - 10 squadre           | 4. Lega AVVF Gr. 1 - 10 squadre Gr. 2 - 10 squadre Gr. 3 - 10 squadre Gr. 4 - 10 squadre Gr. 5 - 10 squadre Gr. 6 - 10 squadre Gr. 7 - 10 squadre Gr. 8 - 10 squadre           | 4. Lega AVVF Gr. 1 - 10 squadre Gr. 2 - 10 squadre Gr. 3 - 10 squadre Gr. 4 - 10 squadre Gr. 5 - 10 squadre Gr. 6 - 10 squadre Gr. 7 - 10 squadre Gr. 8 - 10 squadre           | 4. Lega AVVF Gr. 1 - 10 squadre Gr. 2 - 10 squadre Gr. 3 - 10 squadre Gr. 4 - 10 squadre Gr. 5 - 10 squadre Gr. 6 - 10 squadre Gr. 7 - 10 squadre Gr. 8 - 10 squadre           | 4. Lega AVVF Gr. 1 - 10 squadre Gr. 2 - 10 squadre Gr. 3 - 10 squadre Gr. 4 - 10 squadre Gr. 5 - 10 squadre Gr. 6 - 10 squadre Gr. 7 - 10 squadre Gr. 8 - 10 squadre           | 4. Lega AVVF Gr. 1 - 10 squadre Gr. 2 - 10 squadre Gr. 3 - 10 squadre Gr. 4 - 10 squadre Gr. 5 - 10 squadre Gr. 6 - 10 squadre Gr. 7 - 10 squadre Gr. 8 - 10 squadre           | 4. Lega AVVF Gr. 1 - 10 squadre Gr. 2 - 10 squadre Gr. 3 - 10 squadre Gr. 4 - 10 squadre Gr. 5 - 10 squadre Gr. 6 - 10 squadre Gr. 7 - 10 squadre Gr. 8 - 10 squadre           | 4. Lega AVVF Gr. 1 - 10 squadre Gr. 2 - 10 squadre Gr. 3 - 10 squadre Gr. 4 - 10 squadre Gr. 5 - 10 squadre Gr. 6 - 10 squadre Gr. 7 - 10 squadre Gr. 8 - 10 squadre           | 4. Lega AVVF Gr. 1 - 10 squadre Gr. 2 - 10 squadre Gr. 3 - 10 squadre Gr. 4 - 10 squadre Gr. 5 - 10 squadre Gr. 6 - 10 squadre Gr. 7 - 10 squadre Gr. 8 - 10 squadre           | 4. Lega AVVF Gr. 1 - 10 squadre Gr. 2 - 10 squadre Gr. 3 - 10 squadre Gr. 4 - 10 squadre Gr. 5 - 10 squadre Gr. 6 - 10 squadre Gr. 7 - 10 squadre Gr. 8 - 10 squadre           | 4. Lega AVVF Gr. 1 - 10 squadre Gr. 2 - 10 squadre Gr. 3 - 10 squadre Gr. 4 - 10 squadre Gr. 5 - 10 squadre Gr. 6 - 10 squadre Gr. 7 - 10 squadre Gr. 8 - 10 squadre           | 4. Lega AVVF Gr. 1 - 10 squadre Gr. 2 - 10 squadre Gr. 3 - 10 squadre Gr. 4 - 10 squadre Gr. 5 - 10 squadre Gr. 6 - 10 squadre Gr. 7 - 10 squadre Gr. 8 - 10 squadre           | 4. Lega AVVF Gr. 1 - 10 squadre Gr. 2 - 10 squadre Gr. 3 - 10 squadre Gr. 4 - 10 squadre Gr. 5 - 10 squadre Gr. 6 - 10 squadre Gr. 7 - 10 squadre Gr. 8 - 10 squadre           | 4. Lega AVVF Gr. 1 - 10 squadre Gr. 2 - 10 squadre Gr. 3 - 10 squadre Gr. 4 - 10 squadre Gr. 5 - 10 squadre Gr. 6 - 10 squadre Gr. 7 - 10 squadre Gr. 8 - 10 squadre           | 4. Lega AVVF Gr. 1 - 10 squadre Gr. 2 - 10 squadre Gr. 3 - 10 squadre Gr. 4 - 10 squadre Gr. 5 - 10 squadre Gr. 6 - 10 squadre Gr. 7 - 10 squadre Gr. 8 - 10 squadre           | 4. Lega AVVF Gr. 1 - 10 squadre Gr. 2 - 10 squadre Gr. 3 - 10 squadre Gr. 4 - 10 squadre Gr. 5 - 10 squadre Gr. 6 - 10 squadre Gr. 7 - 10 squadre Gr. 8 - 10 squadre           | 4. Lega AVVF Gr. 1 - 10 squadre Gr. 2 - 10 squadre Gr. 3 - 10 squadre Gr. 4 - 10 squadre Gr. 5 - 10 squadre Gr. 6 - 10 squadre Gr. 7 - 10 squadre Gr. 8 - 10 squadre           | 4. Lega AVVF Gr. 1 - 10 squadre Gr. 2 - 10 squadre Gr. 3 - 10 squadre Gr. 4 - 10 squadre Gr. 5 - 10 squadre Gr. 6 - 10 squadre Gr. 7 - 10 squadre Gr. 8 - 10 squadre           | 4. Lega MTTV Gr. 1 - 8 squadre Gr. 2 - 8 squadre Gr. 3 - 8 squadre Gr. 4 - 8 squadre Gr. 5 - 8 squadre Gr. 6 - 8 squadre Gr. 7 - 8 squadre Gr. 8 - 8 squadre                   | 4. Lega MTTV Gr. 1 - 8 squadre Gr. 2 - 8 squadre Gr. 3 - 8 squadre Gr. 4 - 8 squadre Gr. 5 - 8 squadre Gr. 6 - 8 squadre Gr. 7 - 8 squadre Gr. 8 - 8 squadre                   | 4. Lega MTTV Gr. 1 - 8 squadre Gr. 2 - 8 squadre Gr. 3 - 8 squadre Gr. 4 - 8 squadre Gr. 5 - 8 squadre Gr. 6 - 8 squadre Gr. 7 - 8 squadre Gr. 8 - 8 squadre                   | 4. Lega MTTV Gr. 1 - 8 squadre Gr. 2 - 8 squadre Gr. 3 - 8 squadre Gr. 4 - 8 squadre Gr. 5 - 8 squadre Gr. 6 - 8 squadre Gr. 7 - 8 squadre Gr. 8 - 8 squadre                   | 4. Lega MTTV Gr. 1 - 8 squadre Gr. 2 - 8 squadre Gr. 3 - 8 squadre Gr. 4 - 8 squadre Gr. 5 - 8 squadre Gr. 6 - 8 squadre Gr. 7 - 8 squadre Gr. 8 - 8 squadre                   | 4. Lega MTTV Gr. 1 - 8 squadre Gr. 2 - 8 squadre Gr. 3 - 8 squadre Gr. 4 - 8 squadre Gr. 5 - 8 squadre Gr. 6 - 8 squadre Gr. 7 - 8 squadre Gr. 8 - 8 squadre                   | 4. Lega MTTV Gr. 1 - 8 squadre Gr. 2 - 8 squadre Gr. 3 - 8 squadre Gr. 4 - 8 squadre Gr. 5 - 8 squadre Gr. 6 - 8 squadre Gr. 7 - 8 squadre Gr. 8 - 8 squadre                   | 4. Lega MTTV Gr. 1 - 8 squadre Gr. 2 - 8 squadre Gr. 3 - 8 squadre Gr. 4 - 8 squadre Gr. 5 - 8 squadre Gr. 6 - 8 squadre Gr. 7 - 8 squadre Gr. 8 - 8 squadre                   | 4. Lega MTTV Gr. 1 - 8 squadre Gr. 2 - 8 squadre Gr. 3 - 8 squadre Gr. 4 - 8 squadre Gr. 5 - 8 squadre Gr. 6 - 8 squadre Gr. 7 - 8 squadre Gr. 8 - 8 squadre                   | 4. Lega MTTV Gr. 1 - 8 squadre Gr. 2 - 8 squadre Gr. 3 - 8 squadre Gr. 4 - 8 squadre Gr. 5 - 8 squadre Gr. 6 - 8 squadre Gr. 7 - 8 squadre Gr. 8 - 8 squadre                   | 4. Lega MTTV Gr. 1 - 8 squadre Gr. 2 - 8 squadre Gr. 3 - 8 squadre Gr. 4 - 8 squadre Gr. 5 - 8 squadre Gr. 6 - 8 squadre Gr. 7 - 8 squadre Gr. 8 - 8 squadre                   | 4. Lega MTTV Gr. 1 - 8 squadre Gr. 2 - 8 squadre Gr. 3 - 8 squadre Gr. 4 - 8 squadre Gr. 5 - 8 squadre Gr. 6 - 8 squadre Gr. 7 - 8 squadre Gr. 8 - 8 squadre                   | 4. Lega MTTV Gr. 1 - 8 squadre Gr. 2 - 8 squadre Gr. 3 - 8 squadre Gr. 4 - 8 squadre Gr. 5 - 8 squadre Gr. 6 - 8 squadre Gr. 7 - 8 squadre Gr. 8 - 8 squadre                   | 4. Lega MTTV Gr. 1 - 8 squadre Gr. 2 - 8 squadre Gr. 3 - 8 squadre Gr. 4 - 8 squadre Gr. 5 - 8 squadre Gr. 6 - 8 squadre Gr. 7 - 8 squadre Gr. 8 - 8 squadre                   | 4. Lega MTTV Gr. 1 - 8 squadre Gr. 2 - 8 squadre Gr. 3 - 8 squadre Gr. 4 - 8 squadre Gr. 5 - 8 squadre Gr. 6 - 8 squadre Gr. 7 - 8 squadre Gr. 8 - 8 squadre                   | 4. Lega MTTV Gr. 1 - 8 squadre Gr. 2 - 8 squadre Gr. 3 - 8 squadre Gr. 4 - 8 squadre Gr. 5 - 8 squadre Gr. 6 - 8 squadre Gr. 7 - 8 squadre Gr. 8 - 8 squadre                   | 4. Lega MTTV Gr. 1 - 8 squadre Gr. 2 - 8 squadre Gr. 3 - 8 squadre Gr. 4 - 8 squadre Gr. 5 - 8 squadre Gr. 6 - 8 squadre Gr. 7 - 8 squadre Gr. 8 - 8 squadre                   | 4. Lega MTTV Gr. 1 - 8 squadre Gr. 2 - 8 squadre Gr. 3 - 8 squadre Gr. 4 - 8 squadre Gr. 5 - 8 squadre Gr. 6 - 8 squadre Gr. 7 - 8 squadre Gr. 8 - 8 squadre                   | 4. Lega MTTV Gr. 1 - 8 squadre Gr. 2 - 8 squadre Gr. 3 - 8 squadre Gr. 4 - 8 squadre Gr. 5 - 8 squadre Gr. 6 - 8 squadre Gr. 7 - 8 squadre Gr. 8 - 8 squadre                   | 4. Lega MTTV Gr. 1 - 8 squadre Gr. 2 - 8 squadre Gr. 3 - 8 squadre Gr. 4 - 8 squadre Gr. 5 - 8 squadre Gr. 6 - 8 squadre Gr. 7 - 8 squadre Gr. 8 - 8 squadre                   | 4. Lega MTTV Gr. 1 - 8 squadre Gr. 2 - 8 squadre Gr. 3 - 8 squadre Gr. 4 - 8 squadre Gr. 5 - 8 squadre Gr. 6 - 8 squadre Gr. 7 - 8 squadre Gr. 8 - 8 squadre                   | 4. Lega MTTV Gr. 1 - 8 squadre Gr. 2 - 8 squadre Gr. 3 - 8 squadre Gr. 4 - 8 squadre Gr. 5 - 8 squadre Gr. 6 - 8 squadre Gr. 7 - 8 squadre Gr. 8 - 8 squadre                   | 4. Lega MTTV Gr. 1 - 8 squadre Gr. 2 - 8 squadre Gr. 3 - 8 squadre Gr. 4 - 8 squadre Gr. 5 - 8 squadre Gr. 6 - 8 squadre Gr. 7 - 8 squadre Gr. 8 - 8 squadre                   | 4. Lega MTTV Gr. 1 - 8 squadre Gr. 2 - 8 squadre Gr. 3 - 8 squadre Gr. 4 - 8 squadre Gr. 5 - 8 squadre Gr. 6 - 8 squadre Gr. 7 - 8 squadre Gr. 8 - 8 squadre                   | 4. Lega NWTTV Gr. 1 - 7 squadre Gr. 2 - 7 squadre Gr. 3 - 8 squadre Gr. 4 - 8 squadre Gr. 5 - 8 squadre Gr. 6 - 7 squadre Gr. 7 - 7 squadre Gr. 8 - 8 squadre Gr. 9 - 7 squadre | 4. Lega NWTTV Gr. 1 - 7 squadre Gr. 2 - 7 squadre Gr. 3 - 8 squadre Gr. 4 - 8 squadre Gr. 5 - 8 squadre Gr. 6 - 7 squadre Gr. 7 - 7 squadre Gr. 8 - 8 squadre Gr. 9 - 7 squadre | 4. Lega NWTTV Gr. 1 - 7 squadre Gr. 2 - 7 squadre Gr. 3 - 8 squadre Gr. 4 - 8 squadre Gr. 5 - 8 squadre Gr. 6 - 7 squadre Gr. 7 - 7 squadre Gr. 8 - 8 squadre Gr. 9 - 7 squadre | 4. Lega NWTTV Gr. 1 - 7 squadre Gr. 2 - 7 squadre Gr. 3 - 8 squadre Gr. 4 - 8 squadre Gr. 5 - 8 squadre Gr. 6 - 7 squadre Gr. 7 - 7 squadre Gr. 8 - 8 squadre Gr. 9 - 7 squadre | 4. Lega NWTTV Gr. 1 - 7 squadre Gr. 2 - 7 squadre Gr. 3 - 8 squadre Gr. 4 - 8 squadre Gr. 5 - 8 squadre Gr. 6 - 7 squadre Gr. 7 - 7 squadre Gr. 8 - 8 squadre Gr. 9 - 7 squadre | 4. Lega NWTTV Gr. 1 - 7 squadre Gr. 2 - 7 squadre Gr. 3 - 8 squadre Gr. 4 - 8 squadre Gr. 5 - 8 squadre Gr. 6 - 7 squadre Gr. 7 - 7 squadre Gr. 8 - 8 squadre Gr. 9 - 7 squadre | 4. Lega NWTTV Gr. 1 - 7 squadre Gr. 2 - 7 squadre Gr. 3 - 8 squadre Gr. 4 - 8 squadre Gr. 5 - 8 squadre Gr. 6 - 7 squadre Gr. 7 - 7 squadre Gr. 8 - 8 squadre Gr. 9 - 7 squadre | 4. Lega NWTTV Gr. 1 - 7 squadre Gr. 2 - 7 squadre Gr. 3 - 8 squadre Gr. 4 - 8 squadre Gr. 5 - 8 squadre Gr. 6 - 7 squadre Gr. 7 - 7 squadre Gr. 8 - 8 squadre Gr. 9 - 7 squadre | 4. Lega NWTTV Gr. 1 - 7 squadre Gr. 2 - 7 squadre Gr. 3 - 8 squadre Gr. 4 - 8 squadre Gr. 5 - 8 squadre Gr. 6 - 7 squadre Gr. 7 - 7 squadre Gr. 8 - 8 squadre Gr. 9 - 7 squadre | 4. Lega NWTTV Gr. 1 - 7 squadre Gr. 2 - 7 squadre Gr. 3 - 8 squadre Gr. 4 - 8 squadre Gr. 5 - 8 squadre Gr. 6 - 7 squadre Gr. 7 - 7 squadre Gr. 8 - 8 squadre Gr. 9 - 7 squadre | 4. Lega NWTTV Gr. 1 - 7 squadre Gr. 2 - 7 squadre Gr. 3 - 8 squadre Gr. 4 - 8 squadre Gr. 5 - 8 squadre Gr. 6 - 7 squadre Gr. 7 - 7 squadre Gr. 8 - 8 squadre Gr. 9 - 7 squadre | 4. Lega NWTTV Gr. 1 - 7 squadre Gr. 2 - 7 squadre Gr. 3 - 8 squadre Gr. 4 - 8 squadre Gr. 5 - 8 squadre Gr. 6 - 7 squadre Gr. 7 - 7 squadre Gr. 8 - 8 squadre Gr. 9 - 7 squadre | 4. Lega NWTTV Gr. 1 - 7 squadre Gr. 2 - 7 squadre Gr. 3 - 8 squadre Gr. 4 - 8 squadre Gr. 5 - 8 squadre Gr. 6 - 7 squadre Gr. 7 - 7 squadre Gr. 8 - 8 squadre Gr. 9 - 7 squadre | 4. Lega NWTTV Gr. 1 - 7 squadre Gr. 2 - 7 squadre Gr. 3 - 8 squadre Gr. 4 - 8 squadre Gr. 5 - 8 squadre Gr. 6 - 7 squadre Gr. 7 - 7 squadre Gr. 8 - 8 squadre Gr. 9 - 7 squadre | 4. Lega NWTTV Gr. 1 - 7 squadre Gr. 2 - 7 squadre Gr. 3 - 8 squadre Gr. 4 - 8 squadre Gr. 5 - 8 squadre Gr. 6 - 7 squadre Gr. 7 - 7 squadre Gr. 8 - 8 squadre Gr. 9 - 7 squadre | 4. Lega NWTTV Gr. 1 - 7 squadre Gr. 2 - 7 squadre Gr. 3 - 8 squadre Gr. 4 - 8 squadre Gr. 5 - 8 squadre Gr. 6 - 7 squadre Gr. 7 - 7 squadre Gr. 8 - 8 squadre Gr. 9 - 7 squadre | 4. Lega NWTTV Gr. 1 - 7 squadre Gr. 2 - 7 squadre Gr. 3 - 8 squadre Gr. 4 - 8 squadre Gr. 5 - 8 squadre Gr. 6 - 7 squadre Gr. 7 - 7 squadre Gr. 8 - 8 squadre Gr. 9 - 7 squadre                   | 4. Lega NWTTV Gr. 1 - 7 squadre Gr. 2 - 7 squadre Gr. 3 - 8 squadre Gr. 4 - 8 squadre Gr. 5 - 8 squadre Gr. 6 - 7 squadre Gr. 7 - 7 squadre Gr. 8 - 8 squadre Gr. 9 - 7 squadre                   | 4. Lega NWTTV Gr. 1 - 7 squadre Gr. 2 - 7 squadre Gr. 3 - 8 squadre Gr. 4 - 8 squadre Gr. 5 - 8 squadre Gr. 6 - 7 squadre Gr. 7 - 7 squadre Gr. 8 - 8 squadre Gr. 9 - 7 squadre                   | 4. Lega NWTTV Gr. 1 - 7 squadre Gr. 2 - 7 squadre Gr. 3 - 8 squadre Gr. 4 - 8 squadre Gr. 5 - 8 squadre Gr. 6 - 7 squadre Gr. 7 - 7 squadre Gr. 8 - 8 squadre Gr. 9 - 7 squadre                   | 4. Lega NWTTV Gr. 1 - 7 squadre Gr. 2 - 7 squadre Gr. 3 - 8 squadre Gr. 4 - 8 squadre Gr. 5 - 8 squadre Gr. 6 - 7 squadre Gr. 7 - 7 squadre Gr. 8 - 8 squadre Gr. 9 - 7 squadre                   | 4. Lega NWTTV Gr. 1 - 7 squadre Gr. 2 - 7 squadre Gr. 3 - 8 squadre Gr. 4 - 8 squadre Gr. 5 - 8 squadre Gr. 6 - 7 squadre Gr. 7 - 7 squadre Gr. 8 - 8 squadre Gr. 9 - 7 squadre                   | 4. Lega NWTTV Gr. 1 - 7 squadre Gr. 2 - 7 squadre Gr. 3 - 8 squadre Gr. 4 - 8 squadre Gr. 5 - 8 squadre Gr. 6 - 7 squadre Gr. 7 - 7 squadre Gr. 8 - 8 squadre Gr. 9 - 7 squadre                   | 4. Lega NWTTV Gr. 1 - 7 squadre Gr. 2 - 7 squadre Gr. 3 - 8 squadre Gr. 4 - 8 squadre Gr. 5 - 8 squadre Gr. 6 - 7 squadre Gr. 7 - 7 squadre Gr. 8 - 8 squadre Gr. 9 - 7 squadre                   | 4. Lega OTTV Gr. 1 - 8 squadre Gr. 2 - 8 squadre Gr. 3 - 8 squadre Gr. 4 - 8 squadre Gr. 5 - 8 squadre Gr. 6 - 8 squadre Gr. 7 - 8 squadre Gr. 8 - 8 squadre Gr. 9 - 8 squadre                    | 4. Lega OTTV Gr. 1 - 8 squadre Gr. 2 - 8 squadre Gr. 3 - 8 squadre Gr. 4 - 8 squadre Gr. 5 - 8 squadre Gr. 6 - 8 squadre Gr. 7 - 8 squadre Gr. 8 - 8 squadre Gr. 9 - 8 squadre                    | 4. Lega OTTV Gr. 1 - 8 squadre Gr. 2 - 8 squadre Gr. 3 - 8 squadre Gr. 4 - 8 squadre Gr. 5 - 8 squadre Gr. 6 - 8 squadre Gr. 7 - 8 squadre Gr. 8 - 8 squadre Gr. 9 - 8 squadre                    | 4. Lega OTTV Gr. 1 - 8 squadre Gr. 2 - 8 squadre Gr. 3 - 8 squadre Gr. 4 - 8 squadre Gr. 5 - 8 squadre Gr. 6 - 8 squadre Gr. 7 - 8 squadre Gr. 8 - 8 squadre Gr. 9 - 8 squadre                    | 4. Lega OTTV Gr. 1 - 8 squadre Gr. 2 - 8 squadre Gr. 3 - 8 squadre Gr. 4 - 8 squadre Gr. 5 - 8 squadre Gr. 6 - 8 squadre Gr. 7 - 8 squadre Gr. 8 - 8 squadre Gr. 9 - 8 squadre                    | 4. Lega OTTV Gr. 1 - 8 squadre Gr. 2 - 8 squadre Gr. 3 - 8 squadre Gr. 4 - 8 squadre Gr. 5 - 8 squadre Gr. 6 - 8 squadre Gr. 7 - 8 squadre Gr. 8 - 8 squadre Gr. 9 - 8 squadre                    | 4. Lega OTTV Gr. 1 - 8 squadre Gr. 2 - 8 squadre Gr. 3 - 8 squadre Gr. 4 - 8 squadre Gr. 5 - 8 squadre Gr. 6 - 8 squadre Gr. 7 - 8 squadre Gr. 8 - 8 squadre Gr. 9 - 8 squadre                    | 4. Lega OTTV Gr. 1 - 8 squadre Gr. 2 - 8 squadre Gr. 3 - 8 squadre Gr. 4 - 8 squadre Gr. 5 - 8 squadre Gr. 6 - 8 squadre Gr. 7 - 8 squadre Gr. 8 - 8 squadre Gr. 9 - 8 squadre                    | 4. Lega OTTV Gr. 1 - 8 squadre Gr. 2 - 8 squadre Gr. 3 - 8 squadre Gr. 4 - 8 squadre Gr. 5 - 8 squadre Gr. 6 - 8 squadre Gr. 7 - 8 squadre Gr. 8 - 8 squadre Gr. 9 - 8 squadre                    | 4. Lega OTTV Gr. 1 - 8 squadre Gr. 2 - 8 squadre Gr. 3 - 8 squadre Gr. 4 - 8 squadre Gr. 5 - 8 squadre Gr. 6 - 8 squadre Gr. 7 - 8 squadre Gr. 8 - 8 squadre Gr. 9 - 8 squadre                    | 4. Lega OTTV Gr. 1 - 8 squadre Gr. 2 - 8 squadre Gr. 3 - 8 squadre Gr. 4 - 8 squadre Gr. 5 - 8 squadre Gr. 6 - 8 squadre Gr. 7 - 8 squadre Gr. 8 - 8 squadre Gr. 9 - 8 squadre                    | 4. Lega OTTV Gr. 1 - 8 squadre Gr. 2 - 8 squadre Gr. 3 - 8 squadre Gr. 4 - 8 squadre Gr. 5 - 8 squadre Gr. 6 - 8 squadre Gr. 7 - 8 squadre Gr. 8 - 8 squadre Gr. 9 - 8 squadre                    | 4. Lega OTTV Gr. 1 - 8 squadre Gr. 2 - 8 squadre Gr. 3 - 8 squadre Gr. 4 - 8 squadre Gr. 5 - 8 squadre Gr. 6 - 8 squadre Gr. 7 - 8 squadre Gr. 8 - 8 squadre Gr. 9 - 8 squadre                    | 4. Lega OTTV Gr. 1 - 8 squadre Gr. 2 - 8 squadre Gr. 3 - 8 squadre Gr. 4 - 8 squadre Gr. 5 - 8 squadre Gr. 6 - 8 squadre Gr. 7 - 8 squadre Gr. 8 - 8 squadre Gr. 9 - 8 squadre                    | 4. Lega OTTV Gr. 1 - 8 squadre Gr. 2 - 8 squadre Gr. 3 - 8 squadre Gr. 4 - 8 squadre Gr. 5 - 8 squadre Gr. 6 - 8 squadre Gr. 7 - 8 squadre Gr. 8 - 8 squadre Gr. 9 - 8 squadre                    | 4. Lega OTTV Gr. 1 - 8 squadre Gr. 2 - 8 squadre Gr. 3 - 8 squadre Gr. 4 - 8 squadre Gr. 5 - 8 squadre Gr. 6 - 8 squadre Gr. 7 - 8 squadre Gr. 8 - 8 squadre Gr. 9 - 8 squadre                    | 4. Lega OTTV Gr. 1 - 8 squadre Gr. 2 - 8 squadre Gr. 3 - 8 squadre Gr. 4 - 8 squadre Gr. 5 - 8 squadre Gr. 6 - 8 squadre Gr. 7 - 8 squadre Gr. 8 - 8 squadre Gr. 9 - 8 squadre                    | 4. Lega OTTV Gr. 1 - 8 squadre Gr. 2 - 8 squadre Gr. 3 - 8 squadre Gr. 4 - 8 squadre Gr. 5 - 8 squadre Gr. 6 - 8 squadre Gr. 7 - 8 squadre Gr. 8 - 8 squadre Gr. 9 - 8 squadre                    | 4. Lega OTTV Gr. 1 - 8 squadre Gr. 2 - 8 squadre Gr. 3 - 8 squadre Gr. 4 - 8 squadre Gr. 5 - 8 squadre Gr. 6 - 8 squadre Gr. 7 - 8 squadre Gr. 8 - 8 squadre Gr. 9 - 8 squadre                    | 4. Lega OTTV Gr. 1 - 8 squadre Gr. 2 - 8 squadre Gr. 3 - 8 squadre Gr. 4 - 8 squadre Gr. 5 - 8 squadre Gr. 6 - 8 squadre Gr. 7 - 8 squadre Gr. 8 - 8 squadre Gr. 9 - 8 squadre                    | 4. Lega OTTV Gr. 1 - 8 squadre Gr. 2 - 8 squadre Gr. 3 - 8 squadre Gr. 4 - 8 squadre Gr. 5 - 8 squadre Gr. 6 - 8 squadre Gr. 7 - 8 squadre Gr. 8 - 8 squadre Gr. 9 - 8 squadre                    | 4. Lega OTTV Gr. 1 - 8 squadre Gr. 2 - 8 squadre Gr. 3 - 8 squadre Gr. 4 - 8 squadre Gr. 5 - 8 squadre Gr. 6 - 8 squadre Gr. 7 - 8 squadre Gr. 8 - 8 squadre Gr. 9 - 8 squadre                    | 4. Lega OTTV Gr. 1 - 8 squadre Gr. 2 - 8 squadre Gr. 3 - 8 squadre Gr. 4 - 8 squadre Gr. 5 - 8 squadre Gr. 6 - 8 squadre Gr. 7 - 8 squadre Gr. 8 - 8 squadre Gr. 9 - 8 squadre                    | 4. Lega OTTV Gr. 1 - 8 squadre Gr. 2 - 8 squadre Gr. 3 - 8 squadre Gr. 4 - 8 squadre Gr. 5 - 8 squadre Gr. 6 - 8 squadre Gr. 7 - 8 squadre Gr. 8 - 8 squadre Gr. 9 - 8 squadre                    | 4. Lega TTVI Gr. 1 - 5 squadre Gr. 2 - 6 squadre Gr. 3 - 6 squadre | 4. Lega TTVI Gr. 1 - 5 squadre Gr. 2 - 6 squadre Gr. 3 - 6 squadre | 4. Lega TTVI Gr. 1 - 5 squadre Gr. 2 - 6 squadre Gr. 3 - 6 squadre | 4. Lega TTVI Gr. 1 - 5 squadre Gr. 2 - 6 squadre Gr. 3 - 6 squadre | 4. Lega TTVI Gr. 1 - 5 squadre Gr. 2 - 6 squadre Gr. 3 - 6 squadre | 4. Lega TTVI Gr. 1 - 5 squadre Gr. 2 - 6 squadre Gr. 3 - 6 squadre | 4. Lega TTVI Gr. 1 - 5 squadre Gr. 2 - 6 squadre Gr. 3 - 6 squadre | 4. Lega TTVI Gr. 1 - 5 squadre Gr. 2 - 6 squadre Gr. 3 - 6 squadre | 4. Lega TTVI Gr. 1 - 5 squadre Gr. 2 - 6 squadre Gr. 3 - 6 squadre | 4. Lega TTVI Gr. 1 - 5 squadre Gr. 2 - 6 squadre Gr. 3 - 6 squadre | 4. Lega TTVI Gr. 1 - 5 squadre Gr. 2 - 6 squadre Gr. 3 - 6 squadre | 4. Lega TTVI Gr. 1 - 5 squadre Gr. 2 - 6 squadre Gr. 3 - 6 squadre | 4. Lega TTVI Gr. 1 - 5 squadre Gr. 2 - 6 squadre Gr. 3 - 6 squadre | 4. Lega TTVI Gr. 1 - 5 squadre Gr. 2 - 6 squadre Gr. 3 - 6 squadre | 4. Lega TTVI Gr. 1 - 5 squadre Gr. 2 - 6 squadre Gr. 3 - 6 squadre | 4. Lega TTVI Gr. 1 - 5 squadre Gr. 2 - 6 squadre Gr. 3 - 6 squadre | 4. Lega TTVI Gr. 1 - 5 squadre Gr. 2 - 6 squadre Gr. 3 - 6 squadre | 4. Lega TTVI Gr. 1 - 5 squadre Gr. 2 - 6 squadre Gr. 3 - 6 squadre | 4. Lega TTVI Gr. 1 - 5 squadre Gr. 2 - 6 squadre Gr. 3 - 6 squadre | 4. Lega TTVI Gr. 1 - 5 squadre Gr. 2 - 6 squadre Gr. 3 - 6 squadre | 4. Lega TTVI Gr. 1 - 5 squadre Gr. 2 - 6 squadre Gr. 3 - 6 squadre | 4. Lega TTVI Gr. 1 - 5 squadre Gr. 2 - 6 squadre Gr. 3 - 6 squadre | 4. Lega TTVI Gr. 1 - 5 squadre Gr. 2 - 6 squadre Gr. 3 - 6 squadre | 4. Lega TTVI Gr. 1 - 5 squadre Gr. 2 - 6 squadre Gr. 3 - 6 squadre |
| 8 Lega Regionale | 5. Lega AVVF Gr. 1 - 9 squadre Gr. 2 - 9 squadre Gr. 3 - 10 squadre Gr. 4 - 10 squadre Gr. 5 - 10 squadre Gr. 6 - 10 squadre                                                   | 5. Lega AVVF Gr. 1 - 9 squadre Gr. 2 - 9 squadre Gr. 3 - 10 squadre Gr. 4 - 10 squadre Gr. 5 - 10 squadre Gr. 6 - 10 squadre                                                   | 5. Lega AVVF Gr. 1 - 9 squadre Gr. 2 - 9 squadre Gr. 3 - 10 squadre Gr. 4 - 10 squadre Gr. 5 - 10 squadre Gr. 6 - 10 squadre                                                   | 5. Lega AVVF Gr. 1 - 9 squadre Gr. 2 - 9 squadre Gr. 3 - 10 squadre Gr. 4 - 10 squadre Gr. 5 - 10 squadre Gr. 6 - 10 squadre                                                   | 5. Lega AVVF Gr. 1 - 9 squadre Gr. 2 - 9 squadre Gr. 3 - 10 squadre Gr. 4 - 10 squadre Gr. 5 - 10 squadre Gr. 6 - 10 squadre                                                   | 5. Lega AVVF Gr. 1 - 9 squadre Gr. 2 - 9 squadre Gr. 3 - 10 squadre Gr. 4 - 10 squadre Gr. 5 - 10 squadre Gr. 6 - 10 squadre                                                   | 5. Lega AVVF Gr. 1 - 9 squadre Gr. 2 - 9 squadre Gr. 3 - 10 squadre Gr. 4 - 10 squadre Gr. 5 - 10 squadre Gr. 6 - 10 squadre                                                   | 5. Lega AVVF Gr. 1 - 9 squadre Gr. 2 - 9 squadre Gr. 3 - 10 squadre Gr. 4 - 10 squadre Gr. 5 - 10 squadre Gr. 6 - 10 squadre                                                   | 5. Lega AVVF Gr. 1 - 9 squadre Gr. 2 - 9 squadre Gr. 3 - 10 squadre Gr. 4 - 10 squadre Gr. 5 - 10 squadre Gr. 6 - 10 squadre                                                   | 5. Lega AVVF Gr. 1 - 9 squadre Gr. 2 - 9 squadre Gr. 3 - 10 squadre Gr. 4 - 10 squadre Gr. 5 - 10 squadre Gr. 6 - 10 squadre                                                   | 5. Lega AVVF Gr. 1 - 9 squadre Gr. 2 - 9 squadre Gr. 3 - 10 squadre Gr. 4 - 10 squadre Gr. 5 - 10 squadre Gr. 6 - 10 squadre                                                   | 5. Lega AVVF Gr. 1 - 9 squadre Gr. 2 - 9 squadre Gr. 3 - 10 squadre Gr. 4 - 10 squadre Gr. 5 - 10 squadre Gr. 6 - 10 squadre                                                   | 5. Lega AVVF Gr. 1 - 9 squadre Gr. 2 - 9 squadre Gr. 3 - 10 squadre Gr. 4 - 10 squadre Gr. 5 - 10 squadre Gr. 6 - 10 squadre                                                   | 5. Lega AVVF Gr. 1 - 9 squadre Gr. 2 - 9 squadre Gr. 3 - 10 squadre Gr. 4 - 10 squadre Gr. 5 - 10 squadre Gr. 6 - 10 squadre                                                   | 5. Lega AVVF Gr. 1 - 9 squadre Gr. 2 - 9 squadre Gr. 3 - 10 squadre Gr. 4 - 10 squadre Gr. 5 - 10 squadre Gr. 6 - 10 squadre                                                   | 5. Lega AVVF Gr. 1 - 9 squadre Gr. 2 - 9 squadre Gr. 3 - 10 squadre Gr. 4 - 10 squadre Gr. 5 - 10 squadre Gr. 6 - 10 squadre                                                   | 5. Lega AVVF Gr. 1 - 9 squadre Gr. 2 - 9 squadre Gr. 3 - 10 squadre Gr. 4 - 10 squadre Gr. 5 - 10 squadre Gr. 6 - 10 squadre                                                   | 5. Lega AVVF Gr. 1 - 9 squadre Gr. 2 - 9 squadre Gr. 3 - 10 squadre Gr. 4 - 10 squadre Gr. 5 - 10 squadre Gr. 6 - 10 squadre                                                   | 5. Lega AVVF Gr. 1 - 9 squadre Gr. 2 - 9 squadre Gr. 3 - 10 squadre Gr. 4 - 10 squadre Gr. 5 - 10 squadre Gr. 6 - 10 squadre                                                   | 5. Lega AVVF Gr. 1 - 9 squadre Gr. 2 - 9 squadre Gr. 3 - 10 squadre Gr. 4 - 10 squadre Gr. 5 - 10 squadre Gr. 6 - 10 squadre                                                   | 5. Lega AVVF Gr. 1 - 9 squadre Gr. 2 - 9 squadre Gr. 3 - 10 squadre Gr. 4 - 10 squadre Gr. 5 - 10 squadre Gr. 6 - 10 squadre                                                   | 5. Lega AVVF Gr. 1 - 9 squadre Gr. 2 - 9 squadre Gr. 3 - 10 squadre Gr. 4 - 10 squadre Gr. 5 - 10 squadre Gr. 6 - 10 squadre                                                   | 5. Lega AVVF Gr. 1 - 9 squadre Gr. 2 - 9 squadre Gr. 3 - 10 squadre Gr. 4 - 10 squadre Gr. 5 - 10 squadre Gr. 6 - 10 squadre                                                   | 5. Lega AVVF Gr. 1 - 9 squadre Gr. 2 - 9 squadre Gr. 3 - 10 squadre Gr. 4 - 10 squadre Gr. 5 - 10 squadre Gr. 6 - 10 squadre                                                   | 5. Lega AVVF Gr. 1 - 9 squadre Gr. 2 - 9 squadre Gr. 3 - 10 squadre Gr. 4 - 10 squadre Gr. 5 - 10 squadre Gr. 6 - 10 squadre                                                   | 5. Lega AVVF Gr. 1 - 9 squadre Gr. 2 - 9 squadre Gr. 3 - 10 squadre Gr. 4 - 10 squadre Gr. 5 - 10 squadre Gr. 6 - 10 squadre                                                   | 5. Lega AVVF Gr. 1 - 9 squadre Gr. 2 - 9 squadre Gr. 3 - 10 squadre Gr. 4 - 10 squadre Gr. 5 - 10 squadre Gr. 6 - 10 squadre                                                   | 5. Lega AVVF Gr. 1 - 9 squadre Gr. 2 - 9 squadre Gr. 3 - 10 squadre Gr. 4 - 10 squadre Gr. 5 - 10 squadre Gr. 6 - 10 squadre                                                   | 5. Lega AVVF Gr. 1 - 9 squadre Gr. 2 - 9 squadre Gr. 3 - 10 squadre Gr. 4 - 10 squadre Gr. 5 - 10 squadre Gr. 6 - 10 squadre                                                   | 5. Lega AVVF Gr. 1 - 9 squadre Gr. 2 - 9 squadre Gr. 3 - 10 squadre Gr. 4 - 10 squadre Gr. 5 - 10 squadre Gr. 6 - 10 squadre                                                   | 5. Lega AVVF Gr. 1 - 9 squadre Gr. 2 - 9 squadre Gr. 3 - 10 squadre Gr. 4 - 10 squadre Gr. 5 - 10 squadre Gr. 6 - 10 squadre                                                   | 5. Lega AVVF Gr. 1 - 9 squadre Gr. 2 - 9 squadre Gr. 3 - 10 squadre Gr. 4 - 10 squadre Gr. 5 - 10 squadre Gr. 6 - 10 squadre                                                   | 5. Lega AVVF Gr. 1 - 9 squadre Gr. 2 - 9 squadre Gr. 3 - 10 squadre Gr. 4 - 10 squadre Gr. 5 - 10 squadre Gr. 6 - 10 squadre                                                   | 5. Lega AVVF Gr. 1 - 9 squadre Gr. 2 - 9 squadre Gr. 3 - 10 squadre Gr. 4 - 10 squadre Gr. 5 - 10 squadre Gr. 6 - 10 squadre                                                   | 5. Lega AVVF Gr. 1 - 9 squadre Gr. 2 - 9 squadre Gr. 3 - 10 squadre Gr. 4 - 10 squadre Gr. 5 - 10 squadre Gr. 6 - 10 squadre                                                   | 5. Lega AVVF Gr. 1 - 9 squadre Gr. 2 - 9 squadre Gr. 3 - 10 squadre Gr. 4 - 10 squadre Gr. 5 - 10 squadre Gr. 6 - 10 squadre                                                   | 5. Lega AVVF Gr. 1 - 9 squadre Gr. 2 - 9 squadre Gr. 3 - 10 squadre Gr. 4 - 10 squadre Gr. 5 - 10 squadre Gr. 6 - 10 squadre                                                   | 5. Lega AVVF Gr. 1 - 9 squadre Gr. 2 - 9 squadre Gr. 3 - 10 squadre Gr. 4 - 10 squadre Gr. 5 - 10 squadre Gr. 6 - 10 squadre                                                   | 5. Lega AVVF Gr. 1 - 9 squadre Gr. 2 - 9 squadre Gr. 3 - 10 squadre Gr. 4 - 10 squadre Gr. 5 - 10 squadre Gr. 6 - 10 squadre                                                   | 5. Lega AVVF Gr. 1 - 9 squadre Gr. 2 - 9 squadre Gr. 3 - 10 squadre Gr. 4 - 10 squadre Gr. 5 - 10 squadre Gr. 6 - 10 squadre                                                   | 5. Lega AVVF Gr. 1 - 9 squadre Gr. 2 - 9 squadre Gr. 3 - 10 squadre Gr. 4 - 10 squadre Gr. 5 - 10 squadre Gr. 6 - 10 squadre                                                   | 5. Lega AVVF Gr. 1 - 9 squadre Gr. 2 - 9 squadre Gr. 3 - 10 squadre Gr. 4 - 10 squadre Gr. 5 - 10 squadre Gr. 6 - 10 squadre                                                   | 5. Lega AVVF Gr. 1 - 9 squadre Gr. 2 - 9 squadre Gr. 3 - 10 squadre Gr. 4 - 10 squadre Gr. 5 - 10 squadre Gr. 6 - 10 squadre                                                   | 5. Lega AVVF Gr. 1 - 9 squadre Gr. 2 - 9 squadre Gr. 3 - 10 squadre Gr. 4 - 10 squadre Gr. 5 - 10 squadre Gr. 6 - 10 squadre                                                   | 5. Lega AVVF Gr. 1 - 9 squadre Gr. 2 - 9 squadre Gr. 3 - 10 squadre Gr. 4 - 10 squadre Gr. 5 - 10 squadre Gr. 6 - 10 squadre                                                   | 5. Lega AVVF Gr. 1 - 9 squadre Gr. 2 - 9 squadre Gr. 3 - 10 squadre Gr. 4 - 10 squadre Gr. 5 - 10 squadre Gr. 6 - 10 squadre                                                   | 5. Lega AVVF Gr. 1 - 9 squadre Gr. 2 - 9 squadre Gr. 3 - 10 squadre Gr. 4 - 10 squadre Gr. 5 - 10 squadre Gr. 6 - 10 squadre                                                   | 5. Lega AVVF Gr. 1 - 9 squadre Gr. 2 - 9 squadre Gr. 3 - 10 squadre Gr. 4 - 10 squadre Gr. 5 - 10 squadre Gr. 6 - 10 squadre                                                   | 5. Lega AVVF Gr. 1 - 9 squadre Gr. 2 - 9 squadre Gr. 3 - 10 squadre Gr. 4 - 10 squadre Gr. 5 - 10 squadre Gr. 6 - 10 squadre                                                   | 5. Lega AVVF Gr. 1 - 9 squadre Gr. 2 - 9 squadre Gr. 3 - 10 squadre Gr. 4 - 10 squadre Gr. 5 - 10 squadre Gr. 6 - 10 squadre                                                   | 5. Lega AVVF Gr. 1 - 9 squadre Gr. 2 - 9 squadre Gr. 3 - 10 squadre Gr. 4 - 10 squadre Gr. 5 - 10 squadre Gr. 6 - 10 squadre                                                   | 5. Lega AVVF Gr. 1 - 9 squadre Gr. 2 - 9 squadre Gr. 3 - 10 squadre Gr. 4 - 10 squadre Gr. 5 - 10 squadre Gr. 6 - 10 squadre                                                   | 5. Lega AVVF Gr. 1 - 9 squadre Gr. 2 - 9 squadre Gr. 3 - 10 squadre Gr. 4 - 10 squadre Gr. 5 - 10 squadre Gr. 6 - 10 squadre                                                   | 5. Lega AVVF Gr. 1 - 9 squadre Gr. 2 - 9 squadre Gr. 3 - 10 squadre Gr. 4 - 10 squadre Gr. 5 - 10 squadre Gr. 6 - 10 squadre                                                   | 5. Lega AVVF Gr. 1 - 9 squadre Gr. 2 - 9 squadre Gr. 3 - 10 squadre Gr. 4 - 10 squadre Gr. 5 - 10 squadre Gr. 6 - 10 squadre                                                   | 5. Lega AVVF Gr. 1 - 9 squadre Gr. 2 - 9 squadre Gr. 3 - 10 squadre Gr. 4 - 10 squadre Gr. 5 - 10 squadre Gr. 6 - 10 squadre                                                   | 5. Lega NWTTV Gr. 1 - 8 squadre Gr. 2 - 7 squadre Gr. 3 - 8 squadre Gr. 4 - 7 squadre Gr. 5 - 8 squadre Gr. 6 - 7 squadre Gr. 7 - 8 squadre                                    | 5. Lega NWTTV Gr. 1 - 8 squadre Gr. 2 - 7 squadre Gr. 3 - 8 squadre Gr. 4 - 7 squadre Gr. 5 - 8 squadre Gr. 6 - 7 squadre Gr. 7 - 8 squadre                                    | 5. Lega NWTTV Gr. 1 - 8 squadre Gr. 2 - 7 squadre Gr. 3 - 8 squadre Gr. 4 - 7 squadre Gr. 5 - 8 squadre Gr. 6 - 7 squadre Gr. 7 - 8 squadre                                    | 5. Lega NWTTV Gr. 1 - 8 squadre Gr. 2 - 7 squadre Gr. 3 - 8 squadre Gr. 4 - 7 squadre Gr. 5 - 8 squadre Gr. 6 - 7 squadre Gr. 7 - 8 squadre                                    | 5. Lega NWTTV Gr. 1 - 8 squadre Gr. 2 - 7 squadre Gr. 3 - 8 squadre Gr. 4 - 7 squadre Gr. 5 - 8 squadre Gr. 6 - 7 squadre Gr. 7 - 8 squadre                                    | 5. Lega NWTTV Gr. 1 - 8 squadre Gr. 2 - 7 squadre Gr. 3 - 8 squadre Gr. 4 - 7 squadre Gr. 5 - 8 squadre Gr. 6 - 7 squadre Gr. 7 - 8 squadre                                    | 5. Lega NWTTV Gr. 1 - 8 squadre Gr. 2 - 7 squadre Gr. 3 - 8 squadre Gr. 4 - 7 squadre Gr. 5 - 8 squadre Gr. 6 - 7 squadre Gr. 7 - 8 squadre                                    | 5. Lega NWTTV Gr. 1 - 8 squadre Gr. 2 - 7 squadre Gr. 3 - 8 squadre Gr. 4 - 7 squadre Gr. 5 - 8 squadre Gr. 6 - 7 squadre Gr. 7 - 8 squadre                                    | 5. Lega NWTTV Gr. 1 - 8 squadre Gr. 2 - 7 squadre Gr. 3 - 8 squadre Gr. 4 - 7 squadre Gr. 5 - 8 squadre Gr. 6 - 7 squadre Gr. 7 - 8 squadre                                    | 5. Lega NWTTV Gr. 1 - 8 squadre Gr. 2 - 7 squadre Gr. 3 - 8 squadre Gr. 4 - 7 squadre Gr. 5 - 8 squadre Gr. 6 - 7 squadre Gr. 7 - 8 squadre                                    | 5. Lega NWTTV Gr. 1 - 8 squadre Gr. 2 - 7 squadre Gr. 3 - 8 squadre Gr. 4 - 7 squadre Gr. 5 - 8 squadre Gr. 6 - 7 squadre Gr. 7 - 8 squadre                                    | 5. Lega NWTTV Gr. 1 - 8 squadre Gr. 2 - 7 squadre Gr. 3 - 8 squadre Gr. 4 - 7 squadre Gr. 5 - 8 squadre Gr. 6 - 7 squadre Gr. 7 - 8 squadre                                    | 5. Lega NWTTV Gr. 1 - 8 squadre Gr. 2 - 7 squadre Gr. 3 - 8 squadre Gr. 4 - 7 squadre Gr. 5 - 8 squadre Gr. 6 - 7 squadre Gr. 7 - 8 squadre                                    | 5. Lega NWTTV Gr. 1 - 8 squadre Gr. 2 - 7 squadre Gr. 3 - 8 squadre Gr. 4 - 7 squadre Gr. 5 - 8 squadre Gr. 6 - 7 squadre Gr. 7 - 8 squadre                                    | 5. Lega NWTTV Gr. 1 - 8 squadre Gr. 2 - 7 squadre Gr. 3 - 8 squadre Gr. 4 - 7 squadre Gr. 5 - 8 squadre Gr. 6 - 7 squadre Gr. 7 - 8 squadre                                    | 5. Lega NWTTV Gr. 1 - 8 squadre Gr. 2 - 7 squadre Gr. 3 - 8 squadre Gr. 4 - 7 squadre Gr. 5 - 8 squadre Gr. 6 - 7 squadre Gr. 7 - 8 squadre                                    | 5. Lega NWTTV Gr. 1 - 8 squadre Gr. 2 - 7 squadre Gr. 3 - 8 squadre Gr. 4 - 7 squadre Gr. 5 - 8 squadre Gr. 6 - 7 squadre Gr. 7 - 8 squadre                                    | 5. Lega NWTTV Gr. 1 - 8 squadre Gr. 2 - 7 squadre Gr. 3 - 8 squadre Gr. 4 - 7 squadre Gr. 5 - 8 squadre Gr. 6 - 7 squadre Gr. 7 - 8 squadre                                    | 5. Lega NWTTV Gr. 1 - 8 squadre Gr. 2 - 7 squadre Gr. 3 - 8 squadre Gr. 4 - 7 squadre Gr. 5 - 8 squadre Gr. 6 - 7 squadre Gr. 7 - 8 squadre                                    | 5. Lega NWTTV Gr. 1 - 8 squadre Gr. 2 - 7 squadre Gr. 3 - 8 squadre Gr. 4 - 7 squadre Gr. 5 - 8 squadre Gr. 6 - 7 squadre Gr. 7 - 8 squadre                                    | 5. Lega NWTTV Gr. 1 - 8 squadre Gr. 2 - 7 squadre Gr. 3 - 8 squadre Gr. 4 - 7 squadre Gr. 5 - 8 squadre Gr. 6 - 7 squadre Gr. 7 - 8 squadre                                    | 5. Lega NWTTV Gr. 1 - 8 squadre Gr. 2 - 7 squadre Gr. 3 - 8 squadre Gr. 4 - 7 squadre Gr. 5 - 8 squadre Gr. 6 - 7 squadre Gr. 7 - 8 squadre                                    | 5. Lega NWTTV Gr. 1 - 8 squadre Gr. 2 - 7 squadre Gr. 3 - 8 squadre Gr. 4 - 7 squadre Gr. 5 - 8 squadre Gr. 6 - 7 squadre Gr. 7 - 8 squadre                                    | 5. Lega NWTTV Gr. 1 - 8 squadre Gr. 2 - 7 squadre Gr. 3 - 8 squadre Gr. 4 - 7 squadre Gr. 5 - 8 squadre Gr. 6 - 7 squadre Gr. 7 - 8 squadre                                    | 5. Lega NWTTV Gr. 1 - 8 squadre Gr. 2 - 7 squadre Gr. 3 - 8 squadre Gr. 4 - 7 squadre Gr. 5 - 8 squadre Gr. 6 - 7 squadre Gr. 7 - 8 squadre                                    | 5. Lega NWTTV Gr. 1 - 8 squadre Gr. 2 - 7 squadre Gr. 3 - 8 squadre Gr. 4 - 7 squadre Gr. 5 - 8 squadre Gr. 6 - 7 squadre Gr. 7 - 8 squadre                                    | 5. Lega NWTTV Gr. 1 - 8 squadre Gr. 2 - 7 squadre Gr. 3 - 8 squadre Gr. 4 - 7 squadre Gr. 5 - 8 squadre Gr. 6 - 7 squadre Gr. 7 - 8 squadre                                    | 5. Lega NWTTV Gr. 1 - 8 squadre Gr. 2 - 7 squadre Gr. 3 - 8 squadre Gr. 4 - 7 squadre Gr. 5 - 8 squadre Gr. 6 - 7 squadre Gr. 7 - 8 squadre                                    | 5. Lega NWTTV Gr. 1 - 8 squadre Gr. 2 - 7 squadre Gr. 3 - 8 squadre Gr. 4 - 7 squadre Gr. 5 - 8 squadre Gr. 6 - 7 squadre Gr. 7 - 8 squadre                                    | 5. Lega NWTTV Gr. 1 - 8 squadre Gr. 2 - 7 squadre Gr. 3 - 8 squadre Gr. 4 - 7 squadre Gr. 5 - 8 squadre Gr. 6 - 7 squadre Gr. 7 - 8 squadre                                    | 5. Lega NWTTV Gr. 1 - 8 squadre Gr. 2 - 7 squadre Gr. 3 - 8 squadre Gr. 4 - 7 squadre Gr. 5 - 8 squadre Gr. 6 - 7 squadre Gr. 7 - 8 squadre                                    | 5. Lega NWTTV Gr. 1 - 8 squadre Gr. 2 - 7 squadre Gr. 3 - 8 squadre Gr. 4 - 7 squadre Gr. 5 - 8 squadre Gr. 6 - 7 squadre Gr. 7 - 8 squadre                                    | 5. Lega NWTTV Gr. 1 - 8 squadre Gr. 2 - 7 squadre Gr. 3 - 8 squadre Gr. 4 - 7 squadre Gr. 5 - 8 squadre Gr. 6 - 7 squadre Gr. 7 - 8 squadre                                    | 5. Lega NWTTV Gr. 1 - 8 squadre Gr. 2 - 7 squadre Gr. 3 - 8 squadre Gr. 4 - 7 squadre Gr. 5 - 8 squadre Gr. 6 - 7 squadre Gr. 7 - 8 squadre                                    | 5. Lega NWTTV Gr. 1 - 8 squadre Gr. 2 - 7 squadre Gr. 3 - 8 squadre Gr. 4 - 7 squadre Gr. 5 - 8 squadre Gr. 6 - 7 squadre Gr. 7 - 8 squadre                                    | 5. Lega NWTTV Gr. 1 - 8 squadre Gr. 2 - 7 squadre Gr. 3 - 8 squadre Gr. 4 - 7 squadre Gr. 5 - 8 squadre Gr. 6 - 7 squadre Gr. 7 - 8 squadre                                    | 5. Lega NWTTV Gr. 1 - 8 squadre Gr. 2 - 7 squadre Gr. 3 - 8 squadre Gr. 4 - 7 squadre Gr. 5 - 8 squadre Gr. 6 - 7 squadre Gr. 7 - 8 squadre                                    | 5. Lega NWTTV Gr. 1 - 8 squadre Gr. 2 - 7 squadre Gr. 3 - 8 squadre Gr. 4 - 7 squadre Gr. 5 - 8 squadre Gr. 6 - 7 squadre Gr. 7 - 8 squadre                                    | 5. Lega NWTTV Gr. 1 - 8 squadre Gr. 2 - 7 squadre Gr. 3 - 8 squadre Gr. 4 - 7 squadre Gr. 5 - 8 squadre Gr. 6 - 7 squadre Gr. 7 - 8 squadre                                    | 5. Lega NWTTV Gr. 1 - 8 squadre Gr. 2 - 7 squadre Gr. 3 - 8 squadre Gr. 4 - 7 squadre Gr. 5 - 8 squadre Gr. 6 - 7 squadre Gr. 7 - 8 squadre                                    | 5. Lega NWTTV Gr. 1 - 8 squadre Gr. 2 - 7 squadre Gr. 3 - 8 squadre Gr. 4 - 7 squadre Gr. 5 - 8 squadre Gr. 6 - 7 squadre Gr. 7 - 8 squadre                                     | 5. Lega NWTTV Gr. 1 - 8 squadre Gr. 2 - 7 squadre Gr. 3 - 8 squadre Gr. 4 - 7 squadre Gr. 5 - 8 squadre Gr. 6 - 7 squadre Gr. 7 - 8 squadre                                     | 5. Lega NWTTV Gr. 1 - 8 squadre Gr. 2 - 7 squadre Gr. 3 - 8 squadre Gr. 4 - 7 squadre Gr. 5 - 8 squadre Gr. 6 - 7 squadre Gr. 7 - 8 squadre                                     | 5. Lega NWTTV Gr. 1 - 8 squadre Gr. 2 - 7 squadre Gr. 3 - 8 squadre Gr. 4 - 7 squadre Gr. 5 - 8 squadre Gr. 6 - 7 squadre Gr. 7 - 8 squadre                                     | 5. Lega NWTTV Gr. 1 - 8 squadre Gr. 2 - 7 squadre Gr. 3 - 8 squadre Gr. 4 - 7 squadre Gr. 5 - 8 squadre Gr. 6 - 7 squadre Gr. 7 - 8 squadre                                     | 5. Lega NWTTV Gr. 1 - 8 squadre Gr. 2 - 7 squadre Gr. 3 - 8 squadre Gr. 4 - 7 squadre Gr. 5 - 8 squadre Gr. 6 - 7 squadre Gr. 7 - 8 squadre                                     | 5. Lega NWTTV Gr. 1 - 8 squadre Gr. 2 - 7 squadre Gr. 3 - 8 squadre Gr. 4 - 7 squadre Gr. 5 - 8 squadre Gr. 6 - 7 squadre Gr. 7 - 8 squadre                                     | 5. Lega NWTTV Gr. 1 - 8 squadre Gr. 2 - 7 squadre Gr. 3 - 8 squadre Gr. 4 - 7 squadre Gr. 5 - 8 squadre Gr. 6 - 7 squadre Gr. 7 - 8 squadre                                     | 5. Lega NWTTV Gr. 1 - 8 squadre Gr. 2 - 7 squadre Gr. 3 - 8 squadre Gr. 4 - 7 squadre Gr. 5 - 8 squadre Gr. 6 - 7 squadre Gr. 7 - 8 squadre                                     | 5. Lega NWTTV Gr. 1 - 8 squadre Gr. 2 - 7 squadre Gr. 3 - 8 squadre Gr. 4 - 7 squadre Gr. 5 - 8 squadre Gr. 6 - 7 squadre Gr. 7 - 8 squadre                                     | 5. Lega NWTTV Gr. 1 - 8 squadre Gr. 2 - 7 squadre Gr. 3 - 8 squadre Gr. 4 - 7 squadre Gr. 5 - 8 squadre Gr. 6 - 7 squadre Gr. 7 - 8 squadre                                     | 5. Lega NWTTV Gr. 1 - 8 squadre Gr. 2 - 7 squadre Gr. 3 - 8 squadre Gr. 4 - 7 squadre Gr. 5 - 8 squadre Gr. 6 - 7 squadre Gr. 7 - 8 squadre                                     | 5. Lega NWTTV Gr. 1 - 8 squadre Gr. 2 - 7 squadre Gr. 3 - 8 squadre Gr. 4 - 7 squadre Gr. 5 - 8 squadre Gr. 6 - 7 squadre Gr. 7 - 8 squadre                                     | 5. Lega NWTTV Gr. 1 - 8 squadre Gr. 2 - 7 squadre Gr. 3 - 8 squadre Gr. 4 - 7 squadre Gr. 5 - 8 squadre Gr. 6 - 7 squadre Gr. 7 - 8 squadre                                     | 5. Lega NWTTV Gr. 1 - 8 squadre Gr. 2 - 7 squadre Gr. 3 - 8 squadre Gr. 4 - 7 squadre Gr. 5 - 8 squadre Gr. 6 - 7 squadre Gr. 7 - 8 squadre                                     | 5. Lega NWTTV Gr. 1 - 8 squadre Gr. 2 - 7 squadre Gr. 3 - 8 squadre Gr. 4 - 7 squadre Gr. 5 - 8 squadre Gr. 6 - 7 squadre Gr. 7 - 8 squadre                                     | 5. Lega OTTV Gr. 1 - 7 squadre Gr. 2 - 8 squadre Gr. 3 - 8 squadre Gr. 4 - 8 squadre Gr. 5 - 8 squadre Gr. 6 - 8 squadre Gr. 7 - 8 squadre Gr. 8 - 8 squadre Gr. 9 - 7 squadre Gr. 10 - 7 squadre | 5. Lega OTTV Gr. 1 - 7 squadre Gr. 2 - 8 squadre Gr. 3 - 8 squadre Gr. 4 - 8 squadre Gr. 5 - 8 squadre Gr. 6 - 8 squadre Gr. 7 - 8 squadre Gr. 8 - 8 squadre Gr. 9 - 7 squadre Gr. 10 - 7 squadre | 5. Lega OTTV Gr. 1 - 7 squadre Gr. 2 - 8 squadre Gr. 3 - 8 squadre Gr. 4 - 8 squadre Gr. 5 - 8 squadre Gr. 6 - 8 squadre Gr. 7 - 8 squadre Gr. 8 - 8 squadre Gr. 9 - 7 squadre Gr. 10 - 7 squadre | 5. Lega OTTV Gr. 1 - 7 squadre Gr. 2 - 8 squadre Gr. 3 - 8 squadre Gr. 4 - 8 squadre Gr. 5 - 8 squadre Gr. 6 - 8 squadre Gr. 7 - 8 squadre Gr. 8 - 8 squadre Gr. 9 - 7 squadre Gr. 10 - 7 squadre | 5. Lega OTTV Gr. 1 - 7 squadre Gr. 2 - 8 squadre Gr. 3 - 8 squadre Gr. 4 - 8 squadre Gr. 5 - 8 squadre Gr. 6 - 8 squadre Gr. 7 - 8 squadre Gr. 8 - 8 squadre Gr. 9 - 7 squadre Gr. 10 - 7 squadre | 5. Lega OTTV Gr. 1 - 7 squadre Gr. 2 - 8 squadre Gr. 3 - 8 squadre Gr. 4 - 8 squadre Gr. 5 - 8 squadre Gr. 6 - 8 squadre Gr. 7 - 8 squadre Gr. 8 - 8 squadre Gr. 9 - 7 squadre Gr. 10 - 7 squadre | 5. Lega OTTV Gr. 1 - 7 squadre Gr. 2 - 8 squadre Gr. 3 - 8 squadre Gr. 4 - 8 squadre Gr. 5 - 8 squadre Gr. 6 - 8 squadre Gr. 7 - 8 squadre Gr. 8 - 8 squadre Gr. 9 - 7 squadre Gr. 10 - 7 squadre | 5. Lega OTTV Gr. 1 - 7 squadre Gr. 2 - 8 squadre Gr. 3 - 8 squadre Gr. 4 - 8 squadre Gr. 5 - 8 squadre Gr. 6 - 8 squadre Gr. 7 - 8 squadre Gr. 8 - 8 squadre Gr. 9 - 7 squadre Gr. 10 - 7 squadre | 5. Lega OTTV Gr. 1 - 7 squadre Gr. 2 - 8 squadre Gr. 3 - 8 squadre Gr. 4 - 8 squadre Gr. 5 - 8 squadre Gr. 6 - 8 squadre Gr. 7 - 8 squadre Gr. 8 - 8 squadre Gr. 9 - 7 squadre Gr. 10 - 7 squadre | 5. Lega OTTV Gr. 1 - 7 squadre Gr. 2 - 8 squadre Gr. 3 - 8 squadre Gr. 4 - 8 squadre Gr. 5 - 8 squadre Gr. 6 - 8 squadre Gr. 7 - 8 squadre Gr. 8 - 8 squadre Gr. 9 - 7 squadre Gr. 10 - 7 squadre | 5. Lega OTTV Gr. 1 - 7 squadre Gr. 2 - 8 squadre Gr. 3 - 8 squadre Gr. 4 - 8 squadre Gr. 5 - 8 squadre Gr. 6 - 8 squadre Gr. 7 - 8 squadre Gr. 8 - 8 squadre Gr. 9 - 7 squadre Gr. 10 - 7 squadre | 5. Lega OTTV Gr. 1 - 7 squadre Gr. 2 - 8 squadre Gr. 3 - 8 squadre Gr. 4 - 8 squadre Gr. 5 - 8 squadre Gr. 6 - 8 squadre Gr. 7 - 8 squadre Gr. 8 - 8 squadre Gr. 9 - 7 squadre Gr. 10 - 7 squadre | 5. Lega OTTV Gr. 1 - 7 squadre Gr. 2 - 8 squadre Gr. 3 - 8 squadre Gr. 4 - 8 squadre Gr. 5 - 8 squadre Gr. 6 - 8 squadre Gr. 7 - 8 squadre Gr. 8 - 8 squadre Gr. 9 - 7 squadre Gr. 10 - 7 squadre | 5. Lega OTTV Gr. 1 - 7 squadre Gr. 2 - 8 squadre Gr. 3 - 8 squadre Gr. 4 - 8 squadre Gr. 5 - 8 squadre Gr. 6 - 8 squadre Gr. 7 - 8 squadre Gr. 8 - 8 squadre Gr. 9 - 7 squadre Gr. 10 - 7 squadre | 5. Lega OTTV Gr. 1 - 7 squadre Gr. 2 - 8 squadre Gr. 3 - 8 squadre Gr. 4 - 8 squadre Gr. 5 - 8 squadre Gr. 6 - 8 squadre Gr. 7 - 8 squadre Gr. 8 - 8 squadre Gr. 9 - 7 squadre Gr. 10 - 7 squadre | 5. Lega OTTV Gr. 1 - 7 squadre Gr. 2 - 8 squadre Gr. 3 - 8 squadre Gr. 4 - 8 squadre Gr. 5 - 8 squadre Gr. 6 - 8 squadre Gr. 7 - 8 squadre Gr. 8 - 8 squadre Gr. 9 - 7 squadre Gr. 10 - 7 squadre | 5. Lega OTTV Gr. 1 - 7 squadre Gr. 2 - 8 squadre Gr. 3 - 8 squadre Gr. 4 - 8 squadre Gr. 5 - 8 squadre Gr. 6 - 8 squadre Gr. 7 - 8 squadre Gr. 8 - 8 squadre Gr. 9 - 7 squadre Gr. 10 - 7 squadre | 5. Lega OTTV Gr. 1 - 7 squadre Gr. 2 - 8 squadre Gr. 3 - 8 squadre Gr. 4 - 8 squadre Gr. 5 - 8 squadre Gr. 6 - 8 squadre Gr. 7 - 8 squadre Gr. 8 - 8 squadre Gr. 9 - 7 squadre Gr. 10 - 7 squadre | 5. Lega OTTV Gr. 1 - 7 squadre Gr. 2 - 8 squadre Gr. 3 - 8 squadre Gr. 4 - 8 squadre Gr. 5 - 8 squadre Gr. 6 - 8 squadre Gr. 7 - 8 squadre Gr. 8 - 8 squadre Gr. 9 - 7 squadre Gr. 10 - 7 squadre | 5. Lega OTTV Gr. 1 - 7 squadre Gr. 2 - 8 squadre Gr. 3 - 8 squadre Gr. 4 - 8 squadre Gr. 5 - 8 squadre Gr. 6 - 8 squadre Gr. 7 - 8 squadre Gr. 8 - 8 squadre Gr. 9 - 7 squadre Gr. 10 - 7 squadre | 5. Lega OTTV Gr. 1 - 7 squadre Gr. 2 - 8 squadre Gr. 3 - 8 squadre Gr. 4 - 8 squadre Gr. 5 - 8 squadre Gr. 6 - 8 squadre Gr. 7 - 8 squadre Gr. 8 - 8 squadre Gr. 9 - 7 squadre Gr. 10 - 7 squadre | 5. Lega OTTV Gr. 1 - 7 squadre Gr. 2 - 8 squadre Gr. 3 - 8 squadre Gr. 4 - 8 squadre Gr. 5 - 8 squadre Gr. 6 - 8 squadre Gr. 7 - 8 squadre Gr. 8 - 8 squadre Gr. 9 - 7 squadre Gr. 10 - 7 squadre | 5. Lega OTTV Gr. 1 - 7 squadre Gr. 2 - 8 squadre Gr. 3 - 8 squadre Gr. 4 - 8 squadre Gr. 5 - 8 squadre Gr. 6 - 8 squadre Gr. 7 - 8 squadre Gr. 8 - 8 squadre Gr. 9 - 7 squadre Gr. 10 - 7 squadre | 5. Lega OTTV Gr. 1 - 7 squadre Gr. 2 - 8 squadre Gr. 3 - 8 squadre Gr. 4 - 8 squadre Gr. 5 - 8 squadre Gr. 6 - 8 squadre Gr. 7 - 8 squadre Gr. 8 - 8 squadre Gr. 9 - 7 squadre Gr. 10 - 7 squadre | 5. Lega OTTV Gr. 1 - 7 squadre Gr. 2 - 8 squadre Gr. 3 - 8 squadre Gr. 4 - 8 squadre Gr. 5 - 8 squadre Gr. 6 - 8 squadre Gr. 7 - 8 squadre Gr. 8 - 8 squadre Gr. 9 - 7 squadre Gr. 10 - 7 squadre | 5. Lega OTTV Gr. 1 - 7 squadre Gr. 2 - 8 squadre Gr. 3 - 8 squadre Gr. 4 - 8 squadre Gr. 5 - 8 squadre Gr. 6 - 8 squadre Gr. 7 - 8 squadre Gr. 8 - 8 squadre Gr. 9 - 7 squadre Gr. 10 - 7 squadre | 5. Lega OTTV Gr. 1 - 7 squadre Gr. 2 - 8 squadre Gr. 3 - 8 squadre Gr. 4 - 8 squadre Gr. 5 - 8 squadre Gr. 6 - 8 squadre Gr. 7 - 8 squadre Gr. 8 - 8 squadre Gr. 9 - 7 squadre Gr. 10 - 7 squadre | 5. Lega OTTV Gr. 1 - 7 squadre Gr. 2 - 8 squadre Gr. 3 - 8 squadre Gr. 4 - 8 squadre Gr. 5 - 8 squadre Gr. 6 - 8 squadre Gr. 7 - 8 squadre Gr. 8 - 8 squadre Gr. 9 - 7 squadre Gr. 10 - 7 squadre | 5. Lega OTTV Gr. 1 - 7 squadre Gr. 2 - 8 squadre Gr. 3 - 8 squadre Gr. 4 - 8 squadre Gr. 5 - 8 squadre Gr. 6 - 8 squadre Gr. 7 - 8 squadre Gr. 8 - 8 squadre Gr. 9 - 7 squadre Gr. 10 - 7 squadre | 5. Lega OTTV Gr. 1 - 7 squadre Gr. 2 - 8 squadre Gr. 3 - 8 squadre Gr. 4 - 8 squadre Gr. 5 - 8 squadre Gr. 6 - 8 squadre Gr. 7 - 8 squadre Gr. 8 - 8 squadre Gr. 9 - 7 squadre Gr. 10 - 7 squadre | 5. Lega OTTV Gr. 1 - 7 squadre Gr. 2 - 8 squadre Gr. 3 - 8 squadre Gr. 4 - 8 squadre Gr. 5 - 8 squadre Gr. 6 - 8 squadre Gr. 7 - 8 squadre Gr. 8 - 8 squadre Gr. 9 - 7 squadre Gr. 10 - 7 squadre | 5. Lega OTTV Gr. 1 - 7 squadre Gr. 2 - 8 squadre Gr. 3 - 8 squadre Gr. 4 - 8 squadre Gr. 5 - 8 squadre Gr. 6 - 8 squadre Gr. 7 - 8 squadre Gr. 8 - 8 squadre Gr. 9 - 7 squadre Gr. 10 - 7 squadre | 5. Lega OTTV Gr. 1 - 7 squadre Gr. 2 - 8 squadre Gr. 3 - 8 squadre Gr. 4 - 8 squadre Gr. 5 - 8 squadre Gr. 6 - 8 squadre Gr. 7 - 8 squadre Gr. 8 - 8 squadre Gr. 9 - 7 squadre Gr. 10 - 7 squadre | 5. Lega OTTV Gr. 1 - 7 squadre Gr. 2 - 8 squadre Gr. 3 - 8 squadre Gr. 4 - 8 squadre Gr. 5 - 8 squadre Gr. 6 - 8 squadre Gr. 7 - 8 squadre Gr. 8 - 8 squadre Gr. 9 - 7 squadre Gr. 10 - 7 squadre | 5. Lega OTTV Gr. 1 - 7 squadre Gr. 2 - 8 squadre Gr. 3 - 8 squadre Gr. 4 - 8 squadre Gr. 5 - 8 squadre Gr. 6 - 8 squadre Gr. 7 - 8 squadre Gr. 8 - 8 squadre Gr. 9 - 7 squadre Gr. 10 - 7 squadre | 5. Lega OTTV Gr. 1 - 7 squadre Gr. 2 - 8 squadre Gr. 3 - 8 squadre Gr. 4 - 8 squadre Gr. 5 - 8 squadre Gr. 6 - 8 squadre Gr. 7 - 8 squadre Gr. 8 - 8 squadre Gr. 9 - 7 squadre Gr. 10 - 7 squadre | 5. Lega OTTV Gr. 1 - 7 squadre Gr. 2 - 8 squadre Gr. 3 - 8 squadre Gr. 4 - 8 squadre Gr. 5 - 8 squadre Gr. 6 - 8 squadre Gr. 7 - 8 squadre Gr. 8 - 8 squadre Gr. 9 - 7 squadre Gr. 10 - 7 squadre | 5. Lega OTTV Gr. 1 - 7 squadre Gr. 2 - 8 squadre Gr. 3 - 8 squadre Gr. 4 - 8 squadre Gr. 5 - 8 squadre Gr. 6 - 8 squadre Gr. 7 - 8 squadre Gr. 8 - 8 squadre Gr. 9 - 7 squadre Gr. 10 - 7 squadre | 5. Lega OTTV Gr. 1 - 7 squadre Gr. 2 - 8 squadre Gr. 3 - 8 squadre Gr. 4 - 8 squadre Gr. 5 - 8 squadre Gr. 6 - 8 squadre Gr. 7 - 8 squadre Gr. 8 - 8 squadre Gr. 9 - 7 squadre Gr. 10 - 7 squadre | 5. Lega OTTV Gr. 1 - 7 squadre Gr. 2 - 8 squadre Gr. 3 - 8 squadre Gr. 4 - 8 squadre Gr. 5 - 8 squadre Gr. 6 - 8 squadre Gr. 7 - 8 squadre Gr. 8 - 8 squadre Gr. 9 - 7 squadre Gr. 10 - 7 squadre | 5. Lega OTTV Gr. 1 - 7 squadre Gr. 2 - 8 squadre Gr. 3 - 8 squadre Gr. 4 - 8 squadre Gr. 5 - 8 squadre Gr. 6 - 8 squadre Gr. 7 - 8 squadre Gr. 8 - 8 squadre Gr. 9 - 7 squadre Gr. 10 - 7 squadre | 5. Lega OTTV Gr. 1 - 7 squadre Gr. 2 - 8 squadre Gr. 3 - 8 squadre Gr. 4 - 8 squadre Gr. 5 - 8 squadre Gr. 6 - 8 squadre Gr. 7 - 8 squadre Gr. 8 - 8 squadre Gr. 9 - 7 squadre Gr. 10 - 7 squadre | 5. Lega OTTV Gr. 1 - 7 squadre Gr. 2 - 8 squadre Gr. 3 - 8 squadre Gr. 4 - 8 squadre Gr. 5 - 8 squadre Gr. 6 - 8 squadre Gr. 7 - 8 squadre Gr. 8 - 8 squadre Gr. 9 - 7 squadre Gr. 10 - 7 squadre | 5. Lega OTTV Gr. 1 - 7 squadre Gr. 2 - 8 squadre Gr. 3 - 8 squadre Gr. 4 - 8 squadre Gr. 5 - 8 squadre Gr. 6 - 8 squadre Gr. 7 - 8 squadre Gr. 8 - 8 squadre Gr. 9 - 7 squadre Gr. 10 - 7 squadre | 5. Lega OTTV Gr. 1 - 7 squadre Gr. 2 - 8 squadre Gr. 3 - 8 squadre Gr. 4 - 8 squadre Gr. 5 - 8 squadre Gr. 6 - 8 squadre Gr. 7 - 8 squadre Gr. 8 - 8 squadre Gr. 9 - 7 squadre Gr. 10 - 7 squadre | 5. Lega OTTV Gr. 1 - 7 squadre Gr. 2 - 8 squadre Gr. 3 - 8 squadre Gr. 4 - 8 squadre Gr. 5 - 8 squadre Gr. 6 - 8 squadre Gr. 7 - 8 squadre Gr. 8 - 8 squadre Gr. 9 - 7 squadre Gr. 10 - 7 squadre | 5. Lega OTTV Gr. 1 - 7 squadre Gr. 2 - 8 squadre Gr. 3 - 8 squadre Gr. 4 - 8 squadre Gr. 5 - 8 squadre Gr. 6 - 8 squadre Gr. 7 - 8 squadre Gr. 8 - 8 squadre Gr. 9 - 7 squadre Gr. 10 - 7 squadre | 5. Lega OTTV Gr. 1 - 7 squadre Gr. 2 - 8 squadre Gr. 3 - 8 squadre Gr. 4 - 8 squadre Gr. 5 - 8 squadre Gr. 6 - 8 squadre Gr. 7 - 8 squadre Gr. 8 - 8 squadre Gr. 9 - 7 squadre Gr. 10 - 7 squadre | 5. Lega OTTV Gr. 1 - 7 squadre Gr. 2 - 8 squadre Gr. 3 - 8 squadre Gr. 4 - 8 squadre Gr. 5 - 8 squadre Gr. 6 - 8 squadre Gr. 7 - 8 squadre Gr. 8 - 8 squadre Gr. 9 - 7 squadre Gr. 10 - 7 squadre | 5. Lega OTTV Gr. 1 - 7 squadre Gr. 2 - 8 squadre Gr. 3 - 8 squadre Gr. 4 - 8 squadre Gr. 5 - 8 squadre Gr. 6 - 8 squadre Gr. 7 - 8 squadre Gr. 8 - 8 squadre Gr. 9 - 7 squadre Gr. 10 - 7 squadre | 5. Lega OTTV Gr. 1 - 7 squadre Gr. 2 - 8 squadre Gr. 3 - 8 squadre Gr. 4 - 8 squadre Gr. 5 - 8 squadre Gr. 6 - 8 squadre Gr. 7 - 8 squadre Gr. 8 - 8 squadre Gr. 9 - 7 squadre Gr. 10 - 7 squadre | 5. Lega OTTV Gr. 1 - 7 squadre Gr. 2 - 8 squadre Gr. 3 - 8 squadre Gr. 4 - 8 squadre Gr. 5 - 8 squadre Gr. 6 - 8 squadre Gr. 7 - 8 squadre Gr. 8 - 8 squadre Gr. 9 - 7 squadre Gr. 10 - 7 squadre | 5. Lega OTTV Gr. 1 - 7 squadre Gr. 2 - 8 squadre Gr. 3 - 8 squadre Gr. 4 - 8 squadre Gr. 5 - 8 squadre Gr. 6 - 8 squadre Gr. 7 - 8 squadre Gr. 8 - 8 squadre Gr. 9 - 7 squadre Gr. 10 - 7 squadre | 5. Lega OTTV Gr. 1 - 7 squadre Gr. 2 - 8 squadre Gr. 3 - 8 squadre Gr. 4 - 8 squadre Gr. 5 - 8 squadre Gr. 6 - 8 squadre Gr. 7 - 8 squadre Gr. 8 - 8 squadre Gr. 9 - 7 squadre Gr. 10 - 7 squadre | 5. Lega OTTV Gr. 1 - 7 squadre Gr. 2 - 8 squadre Gr. 3 - 8 squadre Gr. 4 - 8 squadre Gr. 5 - 8 squadre Gr. 6 - 8 squadre Gr. 7 - 8 squadre Gr. 8 - 8 squadre Gr. 9 - 7 squadre Gr. 10 - 7 squadre | 5. Lega OTTV Gr. 1 - 7 squadre Gr. 2 - 8 squadre Gr. 3 - 8 squadre Gr. 4 - 8 squadre Gr. 5 - 8 squadre Gr. 6 - 8 squadre Gr. 7 - 8 squadre Gr. 8 - 8 squadre Gr. 9 - 7 squadre Gr. 10 - 7 squadre |
| 9 Lega Regionale | 6. Lega OTTV Gr. 1 - 7 squadre Gr. 2 - 7 squadre Gr. 3 - 7 squadre Gr. 4 - 6 squadre Gr. 5 - 7 squadre Gr. 6 - 7 squadre Gr. 7 - 7 squadre Gr. 8 - 6 squadre Gr. 9 - 7 squadre | 6. Lega OTTV Gr. 1 - 7 squadre Gr. 2 - 7 squadre Gr. 3 - 7 squadre Gr. 4 - 6 squadre Gr. 5 - 7 squadre Gr. 6 - 7 squadre Gr. 7 - 7 squadre Gr. 8 - 6 squadre Gr. 9 - 7 squadre | 6. Lega OTTV Gr. 1 - 7 squadre Gr. 2 - 7 squadre Gr. 3 - 7 squadre Gr. 4 - 6 squadre Gr. 5 - 7 squadre Gr. 6 - 7 squadre Gr. 7 - 7 squadre Gr. 8 - 6 squadre Gr. 9 - 7 squadre | 6. Lega OTTV Gr. 1 - 7 squadre Gr. 2 - 7 squadre Gr. 3 - 7 squadre Gr. 4 - 6 squadre Gr. 5 - 7 squadre Gr. 6 - 7 squadre Gr. 7 - 7 squadre Gr. 8 - 6 squadre Gr. 9 - 7 squadre | 6. Lega OTTV Gr. 1 - 7 squadre Gr. 2 - 7 squadre Gr. 3 - 7 squadre Gr. 4 - 6 squadre Gr. 5 - 7 squadre Gr. 6 - 7 squadre Gr. 7 - 7 squadre Gr. 8 - 6 squadre Gr. 9 - 7 squadre | 6. Lega OTTV Gr. 1 - 7 squadre Gr. 2 - 7 squadre Gr. 3 - 7 squadre Gr. 4 - 6 squadre Gr. 5 - 7 squadre Gr. 6 - 7 squadre Gr. 7 - 7 squadre Gr. 8 - 6 squadre Gr. 9 - 7 squadre | 6. Lega OTTV Gr. 1 - 7 squadre Gr. 2 - 7 squadre Gr. 3 - 7 squadre Gr. 4 - 6 squadre Gr. 5 - 7 squadre Gr. 6 - 7 squadre Gr. 7 - 7 squadre Gr. 8 - 6 squadre Gr. 9 - 7 squadre | 6. Lega OTTV Gr. 1 - 7 squadre Gr. 2 - 7 squadre Gr. 3 - 7 squadre Gr. 4 - 6 squadre Gr. 5 - 7 squadre Gr. 6 - 7 squadre Gr. 7 - 7 squadre Gr. 8 - 6 squadre Gr. 9 - 7 squadre | 6. Lega OTTV Gr. 1 - 7 squadre Gr. 2 - 7 squadre Gr. 3 - 7 squadre Gr. 4 - 6 squadre Gr. 5 - 7 squadre Gr. 6 - 7 squadre Gr. 7 - 7 squadre Gr. 8 - 6 squadre Gr. 9 - 7 squadre | 6. Lega OTTV Gr. 1 - 7 squadre Gr. 2 - 7 squadre Gr. 3 - 7 squadre Gr. 4 - 6 squadre Gr. 5 - 7 squadre Gr. 6 - 7 squadre Gr. 7 - 7 squadre Gr. 8 - 6 squadre Gr. 9 - 7 squadre | 6. Lega OTTV Gr. 1 - 7 squadre Gr. 2 - 7 squadre Gr. 3 - 7 squadre Gr. 4 - 6 squadre Gr. 5 - 7 squadre Gr. 6 - 7 squadre Gr. 7 - 7 squadre Gr. 8 - 6 squadre Gr. 9 - 7 squadre | 6. Lega OTTV Gr. 1 - 7 squadre Gr. 2 - 7 squadre Gr. 3 - 7 squadre Gr. 4 - 6 squadre Gr. 5 - 7 squadre Gr. 6 - 7 squadre Gr. 7 - 7 squadre Gr. 8 - 6 squadre Gr. 9 - 7 squadre | 6. Lega OTTV Gr. 1 - 7 squadre Gr. 2 - 7 squadre Gr. 3 - 7 squadre Gr. 4 - 6 squadre Gr. 5 - 7 squadre Gr. 6 - 7 squadre Gr. 7 - 7 squadre Gr. 8 - 6 squadre Gr. 9 - 7 squadre | 6. Lega OTTV Gr. 1 - 7 squadre Gr. 2 - 7 squadre Gr. 3 - 7 squadre Gr. 4 - 6 squadre Gr. 5 - 7 squadre Gr. 6 - 7 squadre Gr. 7 - 7 squadre Gr. 8 - 6 squadre Gr. 9 - 7 squadre | 6. Lega OTTV Gr. 1 - 7 squadre Gr. 2 - 7 squadre Gr. 3 - 7 squadre Gr. 4 - 6 squadre Gr. 5 - 7 squadre Gr. 6 - 7 squadre Gr. 7 - 7 squadre Gr. 8 - 6 squadre Gr. 9 - 7 squadre | 6. Lega OTTV Gr. 1 - 7 squadre Gr. 2 - 7 squadre Gr. 3 - 7 squadre Gr. 4 - 6 squadre Gr. 5 - 7 squadre Gr. 6 - 7 squadre Gr. 7 - 7 squadre Gr. 8 - 6 squadre Gr. 9 - 7 squadre | 6. Lega OTTV Gr. 1 - 7 squadre Gr. 2 - 7 squadre Gr. 3 - 7 squadre Gr. 4 - 6 squadre Gr. 5 - 7 squadre Gr. 6 - 7 squadre Gr. 7 - 7 squadre Gr. 8 - 6 squadre Gr. 9 - 7 squadre | 6. Lega OTTV Gr. 1 - 7 squadre Gr. 2 - 7 squadre Gr. 3 - 7 squadre Gr. 4 - 6 squadre Gr. 5 - 7 squadre Gr. 6 - 7 squadre Gr. 7 - 7 squadre Gr. 8 - 6 squadre Gr. 9 - 7 squadre | 6. Lega OTTV Gr. 1 - 7 squadre Gr. 2 - 7 squadre Gr. 3 - 7 squadre Gr. 4 - 6 squadre Gr. 5 - 7 squadre Gr. 6 - 7 squadre Gr. 7 - 7 squadre Gr. 8 - 6 squadre Gr. 9 - 7 squadre | 6. Lega OTTV Gr. 1 - 7 squadre Gr. 2 - 7 squadre Gr. 3 - 7 squadre Gr. 4 - 6 squadre Gr. 5 - 7 squadre Gr. 6 - 7 squadre Gr. 7 - 7 squadre Gr. 8 - 6 squadre Gr. 9 - 7 squadre | 6. Lega OTTV Gr. 1 - 7 squadre Gr. 2 - 7 squadre Gr. 3 - 7 squadre Gr. 4 - 6 squadre Gr. 5 - 7 squadre Gr. 6 - 7 squadre Gr. 7 - 7 squadre Gr. 8 - 6 squadre Gr. 9 - 7 squadre | 6. Lega OTTV Gr. 1 - 7 squadre Gr. 2 - 7 squadre Gr. 3 - 7 squadre Gr. 4 - 6 squadre Gr. 5 - 7 squadre Gr. 6 - 7 squadre Gr. 7 - 7 squadre Gr. 8 - 6 squadre Gr. 9 - 7 squadre | 6. Lega OTTV Gr. 1 - 7 squadre Gr. 2 - 7 squadre Gr. 3 - 7 squadre Gr. 4 - 6 squadre Gr. 5 - 7 squadre Gr. 6 - 7 squadre Gr. 7 - 7 squadre Gr. 8 - 6 squadre Gr. 9 - 7 squadre | 6. Lega OTTV Gr. 1 - 7 squadre Gr. 2 - 7 squadre Gr. 3 - 7 squadre Gr. 4 - 6 squadre Gr. 5 - 7 squadre Gr. 6 - 7 squadre Gr. 7 - 7 squadre Gr. 8 - 6 squadre Gr. 9 - 7 squadre | 6. Lega OTTV Gr. 1 - 7 squadre Gr. 2 - 7 squadre Gr. 3 - 7 squadre Gr. 4 - 6 squadre Gr. 5 - 7 squadre Gr. 6 - 7 squadre Gr. 7 - 7 squadre Gr. 8 - 6 squadre Gr. 9 - 7 squadre | 6. Lega OTTV Gr. 1 - 7 squadre Gr. 2 - 7 squadre Gr. 3 - 7 squadre Gr. 4 - 6 squadre Gr. 5 - 7 squadre Gr. 6 - 7 squadre Gr. 7 - 7 squadre Gr. 8 - 6 squadre Gr. 9 - 7 squadre | 6. Lega OTTV Gr. 1 - 7 squadre Gr. 2 - 7 squadre Gr. 3 - 7 squadre Gr. 4 - 6 squadre Gr. 5 - 7 squadre Gr. 6 - 7 squadre Gr. 7 - 7 squadre Gr. 8 - 6 squadre Gr. 9 - 7 squadre | 6. Lega OTTV Gr. 1 - 7 squadre Gr. 2 - 7 squadre Gr. 3 - 7 squadre Gr. 4 - 6 squadre Gr. 5 - 7 squadre Gr. 6 - 7 squadre Gr. 7 - 7 squadre Gr. 8 - 6 squadre Gr. 9 - 7 squadre | 6. Lega OTTV Gr. 1 - 7 squadre Gr. 2 - 7 squadre Gr. 3 - 7 squadre Gr. 4 - 6 squadre Gr. 5 - 7 squadre Gr. 6 - 7 squadre Gr. 7 - 7 squadre Gr. 8 - 6 squadre Gr. 9 - 7 squadre | 6. Lega OTTV Gr. 1 - 7 squadre Gr. 2 - 7 squadre Gr. 3 - 7 squadre Gr. 4 - 6 squadre Gr. 5 - 7 squadre Gr. 6 - 7 squadre Gr. 7 - 7 squadre Gr. 8 - 6 squadre Gr. 9 - 7 squadre | 6. Lega OTTV Gr. 1 - 7 squadre Gr. 2 - 7 squadre Gr. 3 - 7 squadre Gr. 4 - 6 squadre Gr. 5 - 7 squadre Gr. 6 - 7 squadre Gr. 7 - 7 squadre Gr. 8 - 6 squadre Gr. 9 - 7 squadre | 6. Lega OTTV Gr. 1 - 7 squadre Gr. 2 - 7 squadre Gr. 3 - 7 squadre Gr. 4 - 6 squadre Gr. 5 - 7 squadre Gr. 6 - 7 squadre Gr. 7 - 7 squadre Gr. 8 - 6 squadre Gr. 9 - 7 squadre | 6. Lega OTTV Gr. 1 - 7 squadre Gr. 2 - 7 squadre Gr. 3 - 7 squadre Gr. 4 - 6 squadre Gr. 5 - 7 squadre Gr. 6 - 7 squadre Gr. 7 - 7 squadre Gr. 8 - 6 squadre Gr. 9 - 7 squadre | 6. Lega OTTV Gr. 1 - 7 squadre Gr. 2 - 7 squadre Gr. 3 - 7 squadre Gr. 4 - 6 squadre Gr. 5 - 7 squadre Gr. 6 - 7 squadre Gr. 7 - 7 squadre Gr. 8 - 6 squadre Gr. 9 - 7 squadre | 6. Lega OTTV Gr. 1 - 7 squadre Gr. 2 - 7 squadre Gr. 3 - 7 squadre Gr. 4 - 6 squadre Gr. 5 - 7 squadre Gr. 6 - 7 squadre Gr. 7 - 7 squadre Gr. 8 - 6 squadre Gr. 9 - 7 squadre | 6. Lega OTTV Gr. 1 - 7 squadre Gr. 2 - 7 squadre Gr. 3 - 7 squadre Gr. 4 - 6 squadre Gr. 5 - 7 squadre Gr. 6 - 7 squadre Gr. 7 - 7 squadre Gr. 8 - 6 squadre Gr. 9 - 7 squadre | 6. Lega OTTV Gr. 1 - 7 squadre Gr. 2 - 7 squadre Gr. 3 - 7 squadre Gr. 4 - 6 squadre Gr. 5 - 7 squadre Gr. 6 - 7 squadre Gr. 7 - 7 squadre Gr. 8 - 6 squadre Gr. 9 - 7 squadre | 6. Lega OTTV Gr. 1 - 7 squadre Gr. 2 - 7 squadre Gr. 3 - 7 squadre Gr. 4 - 6 squadre Gr. 5 - 7 squadre Gr. 6 - 7 squadre Gr. 7 - 7 squadre Gr. 8 - 6 squadre Gr. 9 - 7 squadre | 6. Lega OTTV Gr. 1 - 7 squadre Gr. 2 - 7 squadre Gr. 3 - 7 squadre Gr. 4 - 6 squadre Gr. 5 - 7 squadre Gr. 6 - 7 squadre Gr. 7 - 7 squadre Gr. 8 - 6 squadre Gr. 9 - 7 squadre | 6. Lega OTTV Gr. 1 - 7 squadre Gr. 2 - 7 squadre Gr. 3 - 7 squadre Gr. 4 - 6 squadre Gr. 5 - 7 squadre Gr. 6 - 7 squadre Gr. 7 - 7 squadre Gr. 8 - 6 squadre Gr. 9 - 7 squadre | 6. Lega OTTV Gr. 1 - 7 squadre Gr. 2 - 7 squadre Gr. 3 - 7 squadre Gr. 4 - 6 squadre Gr. 5 - 7 squadre Gr. 6 - 7 squadre Gr. 7 - 7 squadre Gr. 8 - 6 squadre Gr. 9 - 7 squadre | 6. Lega OTTV Gr. 1 - 7 squadre Gr. 2 - 7 squadre Gr. 3 - 7 squadre Gr. 4 - 6 squadre Gr. 5 - 7 squadre Gr. 6 - 7 squadre Gr. 7 - 7 squadre Gr. 8 - 6 squadre Gr. 9 - 7 squadre | 6. Lega OTTV Gr. 1 - 7 squadre Gr. 2 - 7 squadre Gr. 3 - 7 squadre Gr. 4 - 6 squadre Gr. 5 - 7 squadre Gr. 6 - 7 squadre Gr. 7 - 7 squadre Gr. 8 - 6 squadre Gr. 9 - 7 squadre | 6. Lega OTTV Gr. 1 - 7 squadre Gr. 2 - 7 squadre Gr. 3 - 7 squadre Gr. 4 - 6 squadre Gr. 5 - 7 squadre Gr. 6 - 7 squadre Gr. 7 - 7 squadre Gr. 8 - 6 squadre Gr. 9 - 7 squadre | 6. Lega OTTV Gr. 1 - 7 squadre Gr. 2 - 7 squadre Gr. 3 - 7 squadre Gr. 4 - 6 squadre Gr. 5 - 7 squadre Gr. 6 - 7 squadre Gr. 7 - 7 squadre Gr. 8 - 6 squadre Gr. 9 - 7 squadre | 6. Lega OTTV Gr. 1 - 7 squadre Gr. 2 - 7 squadre Gr. 3 - 7 squadre Gr. 4 - 6 squadre Gr. 5 - 7 squadre Gr. 6 - 7 squadre Gr. 7 - 7 squadre Gr. 8 - 6 squadre Gr. 9 - 7 squadre | 6. Lega OTTV Gr. 1 - 7 squadre Gr. 2 - 7 squadre Gr. 3 - 7 squadre Gr. 4 - 6 squadre Gr. 5 - 7 squadre Gr. 6 - 7 squadre Gr. 7 - 7 squadre Gr. 8 - 6 squadre Gr. 9 - 7 squadre | 6. Lega OTTV Gr. 1 - 7 squadre Gr. 2 - 7 squadre Gr. 3 - 7 squadre Gr. 4 - 6 squadre Gr. 5 - 7 squadre Gr. 6 - 7 squadre Gr. 7 - 7 squadre Gr. 8 - 6 squadre Gr. 9 - 7 squadre | 6. Lega OTTV Gr. 1 - 7 squadre Gr. 2 - 7 squadre Gr. 3 - 7 squadre Gr. 4 - 6 squadre Gr. 5 - 7 squadre Gr. 6 - 7 squadre Gr. 7 - 7 squadre Gr. 8 - 6 squadre Gr. 9 - 7 squadre | 6. Lega OTTV Gr. 1 - 7 squadre Gr. 2 - 7 squadre Gr. 3 - 7 squadre Gr. 4 - 6 squadre Gr. 5 - 7 squadre Gr. 6 - 7 squadre Gr. 7 - 7 squadre Gr. 8 - 6 squadre Gr. 9 - 7 squadre | 6. Lega OTTV Gr. 1 - 7 squadre Gr. 2 - 7 squadre Gr. 3 - 7 squadre Gr. 4 - 6 squadre Gr. 5 - 7 squadre Gr. 6 - 7 squadre Gr. 7 - 7 squadre Gr. 8 - 6 squadre Gr. 9 - 7 squadre | 6. Lega OTTV Gr. 1 - 7 squadre Gr. 2 - 7 squadre Gr. 3 - 7 squadre Gr. 4 - 6 squadre Gr. 5 - 7 squadre Gr. 6 - 7 squadre Gr. 7 - 7 squadre Gr. 8 - 6 squadre Gr. 9 - 7 squadre | 6. Lega OTTV Gr. 1 - 7 squadre Gr. 2 - 7 squadre Gr. 3 - 7 squadre Gr. 4 - 6 squadre Gr. 5 - 7 squadre Gr. 6 - 7 squadre Gr. 7 - 7 squadre Gr. 8 - 6 squadre Gr. 9 - 7 squadre | 6. Lega OTTV Gr. 1 - 7 squadre Gr. 2 - 7 squadre Gr. 3 - 7 squadre Gr. 4 - 6 squadre Gr. 5 - 7 squadre Gr. 6 - 7 squadre Gr. 7 - 7 squadre Gr. 8 - 6 squadre Gr. 9 - 7 squadre | 6. Lega OTTV Gr. 1 - 7 squadre Gr. 2 - 7 squadre Gr. 3 - 7 squadre Gr. 4 - 6 squadre Gr. 5 - 7 squadre Gr. 6 - 7 squadre Gr. 7 - 7 squadre Gr. 8 - 6 squadre Gr. 9 - 7 squadre | 6. Lega OTTV Gr. 1 - 7 squadre Gr. 2 - 7 squadre Gr. 3 - 7 squadre Gr. 4 - 6 squadre Gr. 5 - 7 squadre Gr. 6 - 7 squadre Gr. 7 - 7 squadre Gr. 8 - 6 squadre Gr. 9 - 7 squadre | 6. Lega OTTV Gr. 1 - 7 squadre Gr. 2 - 7 squadre Gr. 3 - 7 squadre Gr. 4 - 6 squadre Gr. 5 - 7 squadre Gr. 6 - 7 squadre Gr. 7 - 7 squadre Gr. 8 - 6 squadre Gr. 9 - 7 squadre | 6. Lega OTTV Gr. 1 - 7 squadre Gr. 2 - 7 squadre Gr. 3 - 7 squadre Gr. 4 - 6 squadre Gr. 5 - 7 squadre Gr. 6 - 7 squadre Gr. 7 - 7 squadre Gr. 8 - 6 squadre Gr. 9 - 7 squadre | 6. Lega OTTV Gr. 1 - 7 squadre Gr. 2 - 7 squadre Gr. 3 - 7 squadre Gr. 4 - 6 squadre Gr. 5 - 7 squadre Gr. 6 - 7 squadre Gr. 7 - 7 squadre Gr. 8 - 6 squadre Gr. 9 - 7 squadre | 6. Lega OTTV Gr. 1 - 7 squadre Gr. 2 - 7 squadre Gr. 3 - 7 squadre Gr. 4 - 6 squadre Gr. 5 - 7 squadre Gr. 6 - 7 squadre Gr. 7 - 7 squadre Gr. 8 - 6 squadre Gr. 9 - 7 squadre | 6. Lega OTTV Gr. 1 - 7 squadre Gr. 2 - 7 squadre Gr. 3 - 7 squadre Gr. 4 - 6 squadre Gr. 5 - 7 squadre Gr. 6 - 7 squadre Gr. 7 - 7 squadre Gr. 8 - 6 squadre Gr. 9 - 7 squadre | 6. Lega OTTV Gr. 1 - 7 squadre Gr. 2 - 7 squadre Gr. 3 - 7 squadre Gr. 4 - 6 squadre Gr. 5 - 7 squadre Gr. 6 - 7 squadre Gr. 7 - 7 squadre Gr. 8 - 6 squadre Gr. 9 - 7 squadre | 6. Lega OTTV Gr. 1 - 7 squadre Gr. 2 - 7 squadre Gr. 3 - 7 squadre Gr. 4 - 6 squadre Gr. 5 - 7 squadre Gr. 6 - 7 squadre Gr. 7 - 7 squadre Gr. 8 - 6 squadre Gr. 9 - 7 squadre | 6. Lega OTTV Gr. 1 - 7 squadre Gr. 2 - 7 squadre Gr. 3 - 7 squadre Gr. 4 - 6 squadre Gr. 5 - 7 squadre Gr. 6 - 7 squadre Gr. 7 - 7 squadre Gr. 8 - 6 squadre Gr. 9 - 7 squadre | 6. Lega OTTV Gr. 1 - 7 squadre Gr. 2 - 7 squadre Gr. 3 - 7 squadre Gr. 4 - 6 squadre Gr. 5 - 7 squadre Gr. 6 - 7 squadre Gr. 7 - 7 squadre Gr. 8 - 6 squadre Gr. 9 - 7 squadre | 6. Lega OTTV Gr. 1 - 7 squadre Gr. 2 - 7 squadre Gr. 3 - 7 squadre Gr. 4 - 6 squadre Gr. 5 - 7 squadre Gr. 6 - 7 squadre Gr. 7 - 7 squadre Gr. 8 - 6 squadre Gr. 9 - 7 squadre | 6. Lega OTTV Gr. 1 - 7 squadre Gr. 2 - 7 squadre Gr. 3 - 7 squadre Gr. 4 - 6 squadre Gr. 5 - 7 squadre Gr. 6 - 7 squadre Gr. 7 - 7 squadre Gr. 8 - 6 squadre Gr. 9 - 7 squadre | 6. Lega OTTV Gr. 1 - 7 squadre Gr. 2 - 7 squadre Gr. 3 - 7 squadre Gr. 4 - 6 squadre Gr. 5 - 7 squadre Gr. 6 - 7 squadre Gr. 7 - 7 squadre Gr. 8 - 6 squadre Gr. 9 - 7 squadre | 6. Lega OTTV Gr. 1 - 7 squadre Gr. 2 - 7 squadre Gr. 3 - 7 squadre Gr. 4 - 6 squadre Gr. 5 - 7 squadre Gr. 6 - 7 squadre Gr. 7 - 7 squadre Gr. 8 - 6 squadre Gr. 9 - 7 squadre | 6. Lega OTTV Gr. 1 - 7 squadre Gr. 2 - 7 squadre Gr. 3 - 7 squadre Gr. 4 - 6 squadre Gr. 5 - 7 squadre Gr. 6 - 7 squadre Gr. 7 - 7 squadre Gr. 8 - 6 squadre Gr. 9 - 7 squadre | 6. Lega OTTV Gr. 1 - 7 squadre Gr. 2 - 7 squadre Gr. 3 - 7 squadre Gr. 4 - 6 squadre Gr. 5 - 7 squadre Gr. 6 - 7 squadre Gr. 7 - 7 squadre Gr. 8 - 6 squadre Gr. 9 - 7 squadre | 6. Lega OTTV Gr. 1 - 7 squadre Gr. 2 - 7 squadre Gr. 3 - 7 squadre Gr. 4 - 6 squadre Gr. 5 - 7 squadre Gr. 6 - 7 squadre Gr. 7 - 7 squadre Gr. 8 - 6 squadre Gr. 9 - 7 squadre | 6. Lega OTTV Gr. 1 - 7 squadre Gr. 2 - 7 squadre Gr. 3 - 7 squadre Gr. 4 - 6 squadre Gr. 5 - 7 squadre Gr. 6 - 7 squadre Gr. 7 - 7 squadre Gr. 8 - 6 squadre Gr. 9 - 7 squadre | 6. Lega OTTV Gr. 1 - 7 squadre Gr. 2 - 7 squadre Gr. 3 - 7 squadre Gr. 4 - 6 squadre Gr. 5 - 7 squadre Gr. 6 - 7 squadre Gr. 7 - 7 squadre Gr. 8 - 6 squadre Gr. 9 - 7 squadre | 6. Lega OTTV Gr. 1 - 7 squadre Gr. 2 - 7 squadre Gr. 3 - 7 squadre Gr. 4 - 6 squadre Gr. 5 - 7 squadre Gr. 6 - 7 squadre Gr. 7 - 7 squadre Gr. 8 - 6 squadre Gr. 9 - 7 squadre | 6. Lega OTTV Gr. 1 - 7 squadre Gr. 2 - 7 squadre Gr. 3 - 7 squadre Gr. 4 - 6 squadre Gr. 5 - 7 squadre Gr. 6 - 7 squadre Gr. 7 - 7 squadre Gr. 8 - 6 squadre Gr. 9 - 7 squadre | 6. Lega OTTV Gr. 1 - 7 squadre Gr. 2 - 7 squadre Gr. 3 - 7 squadre Gr. 4 - 6 squadre Gr. 5 - 7 squadre Gr. 6 - 7 squadre Gr. 7 - 7 squadre Gr. 8 - 6 squadre Gr. 9 - 7 squadre | 6. Lega OTTV Gr. 1 - 7 squadre Gr. 2 - 7 squadre Gr. 3 - 7 squadre Gr. 4 - 6 squadre Gr. 5 - 7 squadre Gr. 6 - 7 squadre Gr. 7 - 7 squadre Gr. 8 - 6 squadre Gr. 9 - 7 squadre | 6. Lega OTTV Gr. 1 - 7 squadre Gr. 2 - 7 squadre Gr. 3 - 7 squadre Gr. 4 - 6 squadre Gr. 5 - 7 squadre Gr. 6 - 7 squadre Gr. 7 - 7 squadre Gr. 8 - 6 squadre Gr. 9 - 7 squadre | 6. Lega OTTV Gr. 1 - 7 squadre Gr. 2 - 7 squadre Gr. 3 - 7 squadre Gr. 4 - 6 squadre Gr. 5 - 7 squadre Gr. 6 - 7 squadre Gr. 7 - 7 squadre Gr. 8 - 6 squadre Gr. 9 - 7 squadre | 6. Lega OTTV Gr. 1 - 7 squadre Gr. 2 - 7 squadre Gr. 3 - 7 squadre Gr. 4 - 6 squadre Gr. 5 - 7 squadre Gr. 6 - 7 squadre Gr. 7 - 7 squadre Gr. 8 - 6 squadre Gr. 9 - 7 squadre | 6. Lega OTTV Gr. 1 - 7 squadre Gr. 2 - 7 squadre Gr. 3 - 7 squadre Gr. 4 - 6 squadre Gr. 5 - 7 squadre Gr. 6 - 7 squadre Gr. 7 - 7 squadre Gr. 8 - 6 squadre Gr. 9 - 7 squadre | 6. Lega OTTV Gr. 1 - 7 squadre Gr. 2 - 7 squadre Gr. 3 - 7 squadre Gr. 4 - 6 squadre Gr. 5 - 7 squadre Gr. 6 - 7 squadre Gr. 7 - 7 squadre Gr. 8 - 6 squadre Gr. 9 - 7 squadre | 6. Lega OTTV Gr. 1 - 7 squadre Gr. 2 - 7 squadre Gr. 3 - 7 squadre Gr. 4 - 6 squadre Gr. 5 - 7 squadre Gr. 6 - 7 squadre Gr. 7 - 7 squadre Gr. 8 - 6 squadre Gr. 9 - 7 squadre | 6. Lega OTTV Gr. 1 - 7 squadre Gr. 2 - 7 squadre Gr. 3 - 7 squadre Gr. 4 - 6 squadre Gr. 5 - 7 squadre Gr. 6 - 7 squadre Gr. 7 - 7 squadre Gr. 8 - 6 squadre Gr. 9 - 7 squadre | 6. Lega OTTV Gr. 1 - 7 squadre Gr. 2 - 7 squadre Gr. 3 - 7 squadre Gr. 4 - 6 squadre Gr. 5 - 7 squadre Gr. 6 - 7 squadre Gr. 7 - 7 squadre Gr. 8 - 6 squadre Gr. 9 - 7 squadre | 6. Lega OTTV Gr. 1 - 7 squadre Gr. 2 - 7 squadre Gr. 3 - 7 squadre Gr. 4 - 6 squadre Gr. 5 - 7 squadre Gr. 6 - 7 squadre Gr. 7 - 7 squadre Gr. 8 - 6 squadre Gr. 9 - 7 squadre | 6. Lega OTTV Gr. 1 - 7 squadre Gr. 2 - 7 squadre Gr. 3 - 7 squadre Gr. 4 - 6 squadre Gr. 5 - 7 squadre Gr. 6 - 7 squadre Gr. 7 - 7 squadre Gr. 8 - 6 squadre Gr. 9 - 7 squadre | 6. Lega OTTV Gr. 1 - 7 squadre Gr. 2 - 7 squadre Gr. 3 - 7 squadre Gr. 4 - 6 squadre Gr. 5 - 7 squadre Gr. 6 - 7 squadre Gr. 7 - 7 squadre Gr. 8 - 6 squadre Gr. 9 - 7 squadre | 6. Lega OTTV Gr. 1 - 7 squadre Gr. 2 - 7 squadre Gr. 3 - 7 squadre Gr. 4 - 6 squadre Gr. 5 - 7 squadre Gr. 6 - 7 squadre Gr. 7 - 7 squadre Gr. 8 - 6 squadre Gr. 9 - 7 squadre | 6. Lega OTTV Gr. 1 - 7 squadre Gr. 2 - 7 squadre Gr. 3 - 7 squadre Gr. 4 - 6 squadre Gr. 5 - 7 squadre Gr. 6 - 7 squadre Gr. 7 - 7 squadre Gr. 8 - 6 squadre Gr. 9 - 7 squadre | 6. Lega OTTV Gr. 1 - 7 squadre Gr. 2 - 7 squadre Gr. 3 - 7 squadre Gr. 4 - 6 squadre Gr. 5 - 7 squadre Gr. 6 - 7 squadre Gr. 7 - 7 squadre Gr. 8 - 6 squadre Gr. 9 - 7 squadre | 6. Lega OTTV Gr. 1 - 7 squadre Gr. 2 - 7 squadre Gr. 3 - 7 squadre Gr. 4 - 6 squadre Gr. 5 - 7 squadre Gr. 6 - 7 squadre Gr. 7 - 7 squadre Gr. 8 - 6 squadre Gr. 9 - 7 squadre | 6. Lega OTTV Gr. 1 - 7 squadre Gr. 2 - 7 squadre Gr. 3 - 7 squadre Gr. 4 - 6 squadre Gr. 5 - 7 squadre Gr. 6 - 7 squadre Gr. 7 - 7 squadre Gr. 8 - 6 squadre Gr. 9 - 7 squadre | 6. Lega OTTV Gr. 1 - 7 squadre Gr. 2 - 7 squadre Gr. 3 - 7 squadre Gr. 4 - 6 squadre Gr. 5 - 7 squadre Gr. 6 - 7 squadre Gr. 7 - 7 squadre Gr. 8 - 6 squadre Gr. 9 - 7 squadre | 6. Lega OTTV Gr. 1 - 7 squadre Gr. 2 - 7 squadre Gr. 3 - 7 squadre Gr. 4 - 6 squadre Gr. 5 - 7 squadre Gr. 6 - 7 squadre Gr. 7 - 7 squadre Gr. 8 - 6 squadre Gr. 9 - 7 squadre | 6. Lega OTTV Gr. 1 - 7 squadre Gr. 2 - 7 squadre Gr. 3 - 7 squadre Gr. 4 - 6 squadre Gr. 5 - 7 squadre Gr. 6 - 7 squadre Gr. 7 - 7 squadre Gr. 8 - 6 squadre Gr. 9 - 7 squadre  | 6. Lega OTTV Gr. 1 - 7 squadre Gr. 2 - 7 squadre Gr. 3 - 7 squadre Gr. 4 - 6 squadre Gr. 5 - 7 squadre Gr. 6 - 7 squadre Gr. 7 - 7 squadre Gr. 8 - 6 squadre Gr. 9 - 7 squadre  | 6. Lega OTTV Gr. 1 - 7 squadre Gr. 2 - 7 squadre Gr. 3 - 7 squadre Gr. 4 - 6 squadre Gr. 5 - 7 squadre Gr. 6 - 7 squadre Gr. 7 - 7 squadre Gr. 8 - 6 squadre Gr. 9 - 7 squadre  | 6. Lega OTTV Gr. 1 - 7 squadre Gr. 2 - 7 squadre Gr. 3 - 7 squadre Gr. 4 - 6 squadre Gr. 5 - 7 squadre Gr. 6 - 7 squadre Gr. 7 - 7 squadre Gr. 8 - 6 squadre Gr. 9 - 7 squadre  | 6. Lega OTTV Gr. 1 - 7 squadre Gr. 2 - 7 squadre Gr. 3 - 7 squadre Gr. 4 - 6 squadre Gr. 5 - 7 squadre Gr. 6 - 7 squadre Gr. 7 - 7 squadre Gr. 8 - 6 squadre Gr. 9 - 7 squadre  | 6. Lega OTTV Gr. 1 - 7 squadre Gr. 2 - 7 squadre Gr. 3 - 7 squadre Gr. 4 - 6 squadre Gr. 5 - 7 squadre Gr. 6 - 7 squadre Gr. 7 - 7 squadre Gr. 8 - 6 squadre Gr. 9 - 7 squadre  | 6. Lega OTTV Gr. 1 - 7 squadre Gr. 2 - 7 squadre Gr. 3 - 7 squadre Gr. 4 - 6 squadre Gr. 5 - 7 squadre Gr. 6 - 7 squadre Gr. 7 - 7 squadre Gr. 8 - 6 squadre Gr. 9 - 7 squadre  | 6. Lega OTTV Gr. 1 - 7 squadre Gr. 2 - 7 squadre Gr. 3 - 7 squadre Gr. 4 - 6 squadre Gr. 5 - 7 squadre Gr. 6 - 7 squadre Gr. 7 - 7 squadre Gr. 8 - 6 squadre Gr. 9 - 7 squadre  | 6. Lega OTTV Gr. 1 - 7 squadre Gr. 2 - 7 squadre Gr. 3 - 7 squadre Gr. 4 - 6 squadre Gr. 5 - 7 squadre Gr. 6 - 7 squadre Gr. 7 - 7 squadre Gr. 8 - 6 squadre Gr. 9 - 7 squadre  | 6. Lega OTTV Gr. 1 - 7 squadre Gr. 2 - 7 squadre Gr. 3 - 7 squadre Gr. 4 - 6 squadre Gr. 5 - 7 squadre Gr. 6 - 7 squadre Gr. 7 - 7 squadre Gr. 8 - 6 squadre Gr. 9 - 7 squadre  | 6. Lega OTTV Gr. 1 - 7 squadre Gr. 2 - 7 squadre Gr. 3 - 7 squadre Gr. 4 - 6 squadre Gr. 5 - 7 squadre Gr. 6 - 7 squadre Gr. 7 - 7 squadre Gr. 8 - 6 squadre Gr. 9 - 7 squadre  | 6. Lega OTTV Gr. 1 - 7 squadre Gr. 2 - 7 squadre Gr. 3 - 7 squadre Gr. 4 - 6 squadre Gr. 5 - 7 squadre Gr. 6 - 7 squadre Gr. 7 - 7 squadre Gr. 8 - 6 squadre Gr. 9 - 7 squadre  | 6. Lega OTTV Gr. 1 - 7 squadre Gr. 2 - 7 squadre Gr. 3 - 7 squadre Gr. 4 - 6 squadre Gr. 5 - 7 squadre Gr. 6 - 7 squadre Gr. 7 - 7 squadre Gr. 8 - 6 squadre Gr. 9 - 7 squadre  | 6. Lega OTTV Gr. 1 - 7 squadre Gr. 2 - 7 squadre Gr. 3 - 7 squadre Gr. 4 - 6 squadre Gr. 5 - 7 squadre Gr. 6 - 7 squadre Gr. 7 - 7 squadre Gr. 8 - 6 squadre Gr. 9 - 7 squadre  | 6. Lega OTTV Gr. 1 - 7 squadre Gr. 2 - 7 squadre Gr. 3 - 7 squadre Gr. 4 - 6 squadre Gr. 5 - 7 squadre Gr. 6 - 7 squadre Gr. 7 - 7 squadre Gr. 8 - 6 squadre Gr. 9 - 7 squadre  | 6. Lega OTTV Gr. 1 - 7 squadre Gr. 2 - 7 squadre Gr. 3 - 7 squadre Gr. 4 - 6 squadre Gr. 5 - 7 squadre Gr. 6 - 7 squadre Gr. 7 - 7 squadre Gr. 8 - 6 squadre Gr. 9 - 7 squadre  | 6. Lega OTTV Gr. 1 - 7 squadre Gr. 2 - 7 squadre Gr. 3 - 7 squadre Gr. 4 - 6 squadre Gr. 5 - 7 squadre Gr. 6 - 7 squadre Gr. 7 - 7 squadre Gr. 8 - 6 squadre Gr. 9 - 7 squadre                    | 6. Lega OTTV Gr. 1 - 7 squadre Gr. 2 - 7 squadre Gr. 3 - 7 squadre Gr. 4 - 6 squadre Gr. 5 - 7 squadre Gr. 6 - 7 squadre Gr. 7 - 7 squadre Gr. 8 - 6 squadre Gr. 9 - 7 squadre                    | 6. Lega OTTV Gr. 1 - 7 squadre Gr. 2 - 7 squadre Gr. 3 - 7 squadre Gr. 4 - 6 squadre Gr. 5 - 7 squadre Gr. 6 - 7 squadre Gr. 7 - 7 squadre Gr. 8 - 6 squadre Gr. 9 - 7 squadre                    | 6. Lega OTTV Gr. 1 - 7 squadre Gr. 2 - 7 squadre Gr. 3 - 7 squadre Gr. 4 - 6 squadre Gr. 5 - 7 squadre Gr. 6 - 7 squadre Gr. 7 - 7 squadre Gr. 8 - 6 squadre Gr. 9 - 7 squadre                    | 6. Lega OTTV Gr. 1 - 7 squadre Gr. 2 - 7 squadre Gr. 3 - 7 squadre Gr. 4 - 6 squadre Gr. 5 - 7 squadre Gr. 6 - 7 squadre Gr. 7 - 7 squadre Gr. 8 - 6 squadre Gr. 9 - 7 squadre                    | 6. Lega OTTV Gr. 1 - 7 squadre Gr. 2 - 7 squadre Gr. 3 - 7 squadre Gr. 4 - 6 squadre Gr. 5 - 7 squadre Gr. 6 - 7 squadre Gr. 7 - 7 squadre Gr. 8 - 6 squadre Gr. 9 - 7 squadre                    | 6. Lega OTTV Gr. 1 - 7 squadre Gr. 2 - 7 squadre Gr. 3 - 7 squadre Gr. 4 - 6 squadre Gr. 5 - 7 squadre Gr. 6 - 7 squadre Gr. 7 - 7 squadre Gr. 8 - 6 squadre Gr. 9 - 7 squadre                    | 6. Lega OTTV Gr. 1 - 7 squadre Gr. 2 - 7 squadre Gr. 3 - 7 squadre Gr. 4 - 6 squadre Gr. 5 - 7 squadre Gr. 6 - 7 squadre Gr. 7 - 7 squadre Gr. 8 - 6 squadre Gr. 9 - 7 squadre                    | 6. Lega OTTV Gr. 1 - 7 squadre Gr. 2 - 7 squadre Gr. 3 - 7 squadre Gr. 4 - 6 squadre Gr. 5 - 7 squadre Gr. 6 - 7 squadre Gr. 7 - 7 squadre Gr. 8 - 6 squadre Gr. 9 - 7 squadre                    | 6. Lega OTTV Gr. 1 - 7 squadre Gr. 2 - 7 squadre Gr. 3 - 7 squadre Gr. 4 - 6 squadre Gr. 5 - 7 squadre Gr. 6 - 7 squadre Gr. 7 - 7 squadre Gr. 8 - 6 squadre Gr. 9 - 7 squadre                    | 6. Lega OTTV Gr. 1 - 7 squadre Gr. 2 - 7 squadre Gr. 3 - 7 squadre Gr. 4 - 6 squadre Gr. 5 - 7 squadre Gr. 6 - 7 squadre Gr. 7 - 7 squadre Gr. 8 - 6 squadre Gr. 9 - 7 squadre                    | 6. Lega OTTV Gr. 1 - 7 squadre Gr. 2 - 7 squadre Gr. 3 - 7 squadre Gr. 4 - 6 squadre Gr. 5 - 7 squadre Gr. 6 - 7 squadre Gr. 7 - 7 squadre Gr. 8 - 6 squadre Gr. 9 - 7 squadre                    | 6. Lega OTTV Gr. 1 - 7 squadre Gr. 2 - 7 squadre Gr. 3 - 7 squadre Gr. 4 - 6 squadre Gr. 5 - 7 squadre Gr. 6 - 7 squadre Gr. 7 - 7 squadre Gr. 8 - 6 squadre Gr. 9 - 7 squadre                    | 6. Lega OTTV Gr. 1 - 7 squadre Gr. 2 - 7 squadre Gr. 3 - 7 squadre Gr. 4 - 6 squadre Gr. 5 - 7 squadre Gr. 6 - 7 squadre Gr. 7 - 7 squadre Gr. 8 - 6 squadre Gr. 9 - 7 squadre                    | 6. Lega OTTV Gr. 1 - 7 squadre Gr. 2 - 7 squadre Gr. 3 - 7 squadre Gr. 4 - 6 squadre Gr. 5 - 7 squadre Gr. 6 - 7 squadre Gr. 7 - 7 squadre Gr. 8 - 6 squadre Gr. 9 - 7 squadre                    | 6. Lega OTTV Gr. 1 - 7 squadre Gr. 2 - 7 squadre Gr. 3 - 7 squadre Gr. 4 - 6 squadre Gr. 5 - 7 squadre Gr. 6 - 7 squadre Gr. 7 - 7 squadre Gr. 8 - 6 squadre Gr. 9 - 7 squadre                    | 6. Lega OTTV Gr. 1 - 7 squadre Gr. 2 - 7 squadre Gr. 3 - 7 squadre Gr. 4 - 6 squadre Gr. 5 - 7 squadre Gr. 6 - 7 squadre Gr. 7 - 7 squadre Gr. 8 - 6 squadre Gr. 9 - 7 squadre                    | 6. Lega OTTV Gr. 1 - 7 squadre Gr. 2 - 7 squadre Gr. 3 - 7 squadre Gr. 4 - 6 squadre Gr. 5 - 7 squadre Gr. 6 - 7 squadre Gr. 7 - 7 squadre Gr. 8 - 6 squadre Gr. 9 - 7 squadre                    | 6. Lega OTTV Gr. 1 - 7 squadre Gr. 2 - 7 squadre Gr. 3 - 7 squadre Gr. 4 - 6 squadre Gr. 5 - 7 squadre Gr. 6 - 7 squadre Gr. 7 - 7 squadre Gr. 8 - 6 squadre Gr. 9 - 7 squadre                    | 6. Lega OTTV Gr. 1 - 7 squadre Gr. 2 - 7 squadre Gr. 3 - 7 squadre Gr. 4 - 6 squadre Gr. 5 - 7 squadre Gr. 6 - 7 squadre Gr. 7 - 7 squadre Gr. 8 - 6 squadre Gr. 9 - 7 squadre                    | 6. Lega OTTV Gr. 1 - 7 squadre Gr. 2 - 7 squadre Gr. 3 - 7 squadre Gr. 4 - 6 squadre Gr. 5 - 7 squadre Gr. 6 - 7 squadre Gr. 7 - 7 squadre Gr. 8 - 6 squadre Gr. 9 - 7 squadre                    | 6. Lega OTTV Gr. 1 - 7 squadre Gr. 2 - 7 squadre Gr. 3 - 7 squadre Gr. 4 - 6 squadre Gr. 5 - 7 squadre Gr. 6 - 7 squadre Gr. 7 - 7 squadre Gr. 8 - 6 squadre Gr. 9 - 7 squadre                    | 6. Lega OTTV Gr. 1 - 7 squadre Gr. 2 - 7 squadre Gr. 3 - 7 squadre Gr. 4 - 6 squadre Gr. 5 - 7 squadre Gr. 6 - 7 squadre Gr. 7 - 7 squadre Gr. 8 - 6 squadre Gr. 9 - 7 squadre                    | 6. Lega OTTV Gr. 1 - 7 squadre Gr. 2 - 7 squadre Gr. 3 - 7 squadre Gr. 4 - 6 squadre Gr. 5 - 7 squadre Gr. 6 - 7 squadre Gr. 7 - 7 squadre Gr. 8 - 6 squadre Gr. 9 - 7 squadre                    | 6. Lega OTTV Gr. 1 - 7 squadre Gr. 2 - 7 squadre Gr. 3 - 7 squadre Gr. 4 - 6 squadre Gr. 5 - 7 squadre Gr. 6 - 7 squadre Gr. 7 - 7 squadre Gr. 8 - 6 squadre Gr. 9 - 7 squadre                    | 6. Lega OTTV Gr. 1 - 7 squadre Gr. 2 - 7 squadre Gr. 3 - 7 squadre Gr. 4 - 6 squadre Gr. 5 - 7 squadre Gr. 6 - 7 squadre Gr. 7 - 7 squadre Gr. 8 - 6 squadre Gr. 9 - 7 squadre                    | 6. Lega OTTV Gr. 1 - 7 squadre Gr. 2 - 7 squadre Gr. 3 - 7 squadre Gr. 4 - 6 squadre Gr. 5 - 7 squadre Gr. 6 - 7 squadre Gr. 7 - 7 squadre Gr. 8 - 6 squadre Gr. 9 - 7 squadre                    | 6. Lega OTTV Gr. 1 - 7 squadre Gr. 2 - 7 squadre Gr. 3 - 7 squadre Gr. 4 - 6 squadre Gr. 5 - 7 squadre Gr. 6 - 7 squadre Gr. 7 - 7 squadre Gr. 8 - 6 squadre Gr. 9 - 7 squadre                    | 6. Lega OTTV Gr. 1 - 7 squadre Gr. 2 - 7 squadre Gr. 3 - 7 squadre Gr. 4 - 6 squadre Gr. 5 - 7 squadre Gr. 6 - 7 squadre Gr. 7 - 7 squadre Gr. 8 - 6 squadre Gr. 9 - 7 squadre                    | 6. Lega OTTV Gr. 1 - 7 squadre Gr. 2 - 7 squadre Gr. 3 - 7 squadre Gr. 4 - 6 squadre Gr. 5 - 7 squadre Gr. 6 - 7 squadre Gr. 7 - 7 squadre Gr. 8 - 6 squadre Gr. 9 - 7 squadre                    | 6. Lega OTTV Gr. 1 - 7 squadre Gr. 2 - 7 squadre Gr. 3 - 7 squadre Gr. 4 - 6 squadre Gr. 5 - 7 squadre Gr. 6 - 7 squadre Gr. 7 - 7 squadre Gr. 8 - 6 squadre Gr. 9 - 7 squadre                    | 6. Lega OTTV Gr. 1 - 7 squadre Gr. 2 - 7 squadre Gr. 3 - 7 squadre Gr. 4 - 6 squadre Gr. 5 - 7 squadre Gr. 6 - 7 squadre Gr. 7 - 7 squadre Gr. 8 - 6 squadre Gr. 9 - 7 squadre                    | 6. Lega OTTV Gr. 1 - 7 squadre Gr. 2 - 7 squadre Gr. 3 - 7 squadre Gr. 4 - 6 squadre Gr. 5 - 7 squadre Gr. 6 - 7 squadre Gr. 7 - 7 squadre Gr. 8 - 6 squadre Gr. 9 - 7 squadre                    | 6. Lega OTTV Gr. 1 - 7 squadre Gr. 2 - 7 squadre Gr. 3 - 7 squadre Gr. 4 - 6 squadre Gr. 5 - 7 squadre Gr. 6 - 7 squadre Gr. 7 - 7 squadre Gr. 8 - 6 squadre Gr. 9 - 7 squadre                    | 6. Lega OTTV Gr. 1 - 7 squadre Gr. 2 - 7 squadre Gr. 3 - 7 squadre Gr. 4 - 6 squadre Gr. 5 - 7 squadre Gr. 6 - 7 squadre Gr. 7 - 7 squadre Gr. 8 - 6 squadre Gr. 9 - 7 squadre                    | 6. Lega OTTV Gr. 1 - 7 squadre Gr. 2 - 7 squadre Gr. 3 - 7 squadre Gr. 4 - 6 squadre Gr. 5 - 7 squadre Gr. 6 - 7 squadre Gr. 7 - 7 squadre Gr. 8 - 6 squadre Gr. 9 - 7 squadre                    | 6. Lega OTTV Gr. 1 - 7 squadre Gr. 2 - 7 squadre Gr. 3 - 7 squadre Gr. 4 - 6 squadre Gr. 5 - 7 squadre Gr. 6 - 7 squadre Gr. 7 - 7 squadre Gr. 8 - 6 squadre Gr. 9 - 7 squadre                    | 6. Lega OTTV Gr. 1 - 7 squadre Gr. 2 - 7 squadre Gr. 3 - 7 squadre Gr. 4 - 6 squadre Gr. 5 - 7 squadre Gr. 6 - 7 squadre Gr. 7 - 7 squadre Gr. 8 - 6 squadre Gr. 9 - 7 squadre                    | 6. Lega OTTV Gr. 1 - 7 squadre Gr. 2 - 7 squadre Gr. 3 - 7 squadre Gr. 4 - 6 squadre Gr. 5 - 7 squadre Gr. 6 - 7 squadre Gr. 7 - 7 squadre Gr. 8 - 6 squadre Gr. 9 - 7 squadre                    | 6. Lega OTTV Gr. 1 - 7 squadre Gr. 2 - 7 squadre Gr. 3 - 7 squadre Gr. 4 - 6 squadre Gr. 5 - 7 squadre Gr. 6 - 7 squadre Gr. 7 - 7 squadre Gr. 8 - 6 squadre Gr. 9 - 7 squadre                    | 6. Lega OTTV Gr. 1 - 7 squadre Gr. 2 - 7 squadre Gr. 3 - 7 squadre Gr. 4 - 6 squadre Gr. 5 - 7 squadre Gr. 6 - 7 squadre Gr. 7 - 7 squadre Gr. 8 - 6 squadre Gr. 9 - 7 squadre                    | 6. Lega OTTV Gr. 1 - 7 squadre Gr. 2 - 7 squadre Gr. 3 - 7 squadre Gr. 4 - 6 squadre Gr. 5 - 7 squadre Gr. 6 - 7 squadre Gr. 7 - 7 squadre Gr. 8 - 6 squadre Gr. 9 - 7 squadre                    | 6. Lega OTTV Gr. 1 - 7 squadre Gr. 2 - 7 squadre Gr. 3 - 7 squadre Gr. 4 - 6 squadre Gr. 5 - 7 squadre Gr. 6 - 7 squadre Gr. 7 - 7 squadre Gr. 8 - 6 squadre Gr. 9 - 7 squadre                    | 6. Lega OTTV Gr. 1 - 7 squadre Gr. 2 - 7 squadre Gr. 3 - 7 squadre Gr. 4 - 6 squadre Gr. 5 - 7 squadre Gr. 6 - 7 squadre Gr. 7 - 7 squadre Gr. 8 - 6 squadre Gr. 9 - 7 squadre                    | 6. Lega OTTV Gr. 1 - 7 squadre Gr. 2 - 7 squadre Gr. 3 - 7 squadre Gr. 4 - 6 squadre Gr. 5 - 7 squadre Gr. 6 - 7 squadre Gr. 7 - 7 squadre Gr. 8 - 6 squadre Gr. 9 - 7 squadre                    | 6. Lega OTTV Gr. 1 - 7 squadre Gr. 2 - 7 squadre Gr. 3 - 7 squadre Gr. 4 - 6 squadre Gr. 5 - 7 squadre Gr. 6 - 7 squadre Gr. 7 - 7 squadre Gr. 8 - 6 squadre Gr. 9 - 7 squadre                    | 6. Lega OTTV Gr. 1 - 7 squadre Gr. 2 - 7 squadre Gr. 3 - 7 squadre Gr. 4 - 6 squadre Gr. 5 - 7 squadre Gr. 6 - 7 squadre Gr. 7 - 7 squadre Gr. 8 - 6 squadre Gr. 9 - 7 squadre                    | 6. Lega OTTV Gr. 1 - 7 squadre Gr. 2 - 7 squadre Gr. 3 - 7 squadre Gr. 4 - 6 squadre Gr. 5 - 7 squadre Gr. 6 - 7 squadre Gr. 7 - 7 squadre Gr. 8 - 6 squadre Gr. 9 - 7 squadre                    | 6. Lega OTTV Gr. 1 - 7 squadre Gr. 2 - 7 squadre Gr. 3 - 7 squadre Gr. 4 - 6 squadre Gr. 5 - 7 squadre Gr. 6 - 7 squadre Gr. 7 - 7 squadre Gr. 8 - 6 squadre Gr. 9 - 7 squadre                    | 6. Lega OTTV Gr. 1 - 7 squadre Gr. 2 - 7 squadre Gr. 3 - 7 squadre Gr. 4 - 6 squadre Gr. 5 - 7 squadre Gr. 6 - 7 squadre Gr. 7 - 7 squadre Gr. 8 - 6 squadre Gr. 9 - 7 squadre                    | 6. Lega OTTV Gr. 1 - 7 squadre Gr. 2 - 7 squadre Gr. 3 - 7 squadre Gr. 4 - 6 squadre Gr. 5 - 7 squadre Gr. 6 - 7 squadre Gr. 7 - 7 squadre Gr. 8 - 6 squadre Gr. 9 - 7 squadre                    | 6. Lega OTTV Gr. 1 - 7 squadre Gr. 2 - 7 squadre Gr. 3 - 7 squadre Gr. 4 - 6 squadre Gr. 5 - 7 squadre Gr. 6 - 7 squadre Gr. 7 - 7 squadre Gr. 8 - 6 squadre Gr. 9 - 7 squadre                    | 6. Lega OTTV Gr. 1 - 7 squadre Gr. 2 - 7 squadre Gr. 3 - 7 squadre Gr. 4 - 6 squadre Gr. 5 - 7 squadre Gr. 6 - 7 squadre Gr. 7 - 7 squadre Gr. 8 - 6 squadre Gr. 9 - 7 squadre                    | 6. Lega OTTV Gr. 1 - 7 squadre Gr. 2 - 7 squadre Gr. 3 - 7 squadre Gr. 4 - 6 squadre Gr. 5 - 7 squadre Gr. 6 - 7 squadre Gr. 7 - 7 squadre Gr. 8 - 6 squadre Gr. 9 - 7 squadre                    | 6. Lega OTTV Gr. 1 - 7 squadre Gr. 2 - 7 squadre Gr. 3 - 7 squadre Gr. 4 - 6 squadre Gr. 5 - 7 squadre Gr. 6 - 7 squadre Gr. 7 - 7 squadre Gr. 8 - 6 squadre Gr. 9 - 7 squadre                    | 6. Lega OTTV Gr. 1 - 7 squadre Gr. 2 - 7 squadre Gr. 3 - 7 squadre Gr. 4 - 6 squadre Gr. 5 - 7 squadre Gr. 6 - 7 squadre Gr. 7 - 7 squadre Gr. 8 - 6 squadre Gr. 9 - 7 squadre                    |